# لودویگ فان بتهوون
لودویگ فان بتهوون (آلمانی: Ludwig van Beethoven, [ˈlu:tvɪç fan ˈbe:tˌho:fn̩] ()؛ غسل تعمید ۱۷ دسامبر ۱۷۷۰ – ۲۶ مارس ۱۸۲۷) موسیقی‌دان و آهنگساز اهل آلمان بود. او شخصیتی مهم در انتقال بین دوره‌های کلاسیک و رمانتیک در موسیقی غرب بود و یکی از بزرگ‌ترین آهنگسازان اروپایی به‌حساب می‌آید. زندگی حرفه‌ای او معمولاً به سه دورهٔ «اولیه»، «میانی» و «پایانی» تقسیم می‌شود. دورهٔ «اولیه» حدوداً تا سال ۱۸۰۲ ادامه دارد، دورهٔ «میانی» از سال ۱۸۰۲ تا ۱۸۱۲ را شامل می‌شود و دورهٔ «پایانی» از ۱۸۱۲ تا زمانِ مرگ وی در سال ۱۸۲۷ است. بتهوون در طول زندگی خود آثار بسیاری آفرید که نُه سمفونی، پنج کنسرتو پیانو، یک کنسرتو ویولن، سی و دو سونات پیانو، شانزده کوارتت زهی، دو مس و اپرای فیدِلیو از آن جمله‌اند. او در طول زندگی هنری‌اش حدود ۳۰۰ اثر خلق کرد.
بتهوون در بن متولد شد. استعداد موسیقی‌اش در سنین کودکی آشکار بود، و در ابتدا توسط پدرش یوهان فان بتهوون به‌سختی و فشرده آموزش داده می‌شد. او بعداً نزد آهنگساز و رهبر ارکستر، کریستیان گوتلوب نیفه، موسیقی آموخت و تحت نظارت وی نخستین اثرِ خود، مجموعه‌ای از واریاسیون‌ها برای ساز شستی‌دار را در سال ۱۷۸۳ (حدود سیزده‌سالگی) منتشر کرد. او بیشتر اوقات با خانوادهٔ هلنه فون بروینینگ رفت‌وآمد داشت و با علاقه در آنجا پیانو تدریس می‌کرد. این راهی بود تا از زندگی خانگیِ ناکارآمد رهایی یابد. بتهوون در ۱۷۹۲ (حدود ۲۲سالگی)، به وین نقل مکان کرد و در آنجا آموختن آهنگسازی را با یوزف هایدن، آهنگساز نامدار و صاحب‌سبک اتریشی، ادامه داد. او سپس به‌عنوان یک پیانیست چیره‌دست شهرت پیدا کرد و به‌زودی توسط کارل آلویس، شاهزاده لیخنوفسکی برای آهنگسازی مورد حمایت قرار گرفت، که نتیجهٔ آن ساختِ سه «تریو پیانو اُپوس ۱» در سال ۱۷۹۵ بود (اولین کارهایی که او با اپوس نامگذاری‌شان کرد).
اولین اثر بزرگِ ارکسترال بتهوون، سمفونی شماره ۱، در سال ۱۸۰۰ خلق شد؛ و در سال ۱۸۰۱، شش کوارتت زهی (اپوس ۱۸) ساخت. بتهوون از کمی پیشتر به کم‌شنوایی مبتلا شده بود و این عارضه در این سال‌ها رو به وخامت نهاده بود، اما او همچنان به فعالیت ادامه داد و سمفونی‌های سوم و پنجمِ خود را به‌ترتیب در سال‌های ۱۸۰۴ و ۱۸۰۸ منتشر کرد. کنسرتو ویولن خود را نیز در سال ۱۸۰۶ تصنیف کرد. وضعیت جسمانی بتهوون تا سال ۱۸۱۱، با ناشنواییِ تقریباً کامل، وخیم‌تر شد، و او به همین دلیل از اجرای موسیقی و حضور در مجامع عمومی خودداری می‌کرد. آخرین کنسرتو پیانوی وی (شماره ۵ معروف به «امپراتور») در آن سال با اجرای اولیه توسط پیانیست معروف، آرشیدوک رودولف، که از حامیان بتهوون نیز بود، به نمایش درآمد.
بتهوون بعد از دوری گزیدن از اجتماع، بسیاری از تحسین‌برانگیزترین آثار خود مانند سمفونی‌های بعدی، موسیقی مجلسی و سونات‌های پیانو را در دورهٔ پایانی زندگی‌اش تألیف کرد. تنها اپرای خود را، که فیدِلیو نام دارد و اولین بار در سال ۱۸۰۵ اجرا شده بود، در ۱۸۱۴ به نسخهٔ نهایی رساند؛ میسا سولِمنیس در سال‌های ۱۸۲۳–۱۸۱۹ ساخته شد، و آخرین سمفونی‌اش، یعنی سمفونی سمفونی نهم موسوم به کُرال (آوازی) را نیز در سال‌های ۱۸۲۴–۱۸۲۲ ساخت. این سمفونی که شماره ۹ نام گرفت، اولین سمفونی با گروه کر در تاریخ موسیقی است. آخرین کوارتت‌های زهی (۱۸۲۶–۱۸۲۵) از جمله دستاوردهای نهایی بتهوون است. او سرانجام پس از چند ماه بیماری و بستری شدن در خانه، در ۲۶ مارس ۱۸۲۷ درگذشت.
سبک موسیقی بتهوون به‌سختی در موسیقی دورهٔ کلاسیک می‌گنجید، چراکه شخصیتِ قهرمانانه، اندیشه و نبوغِ بتهوون در آرمان‌های رمانتیک تحقق می‌یافت. او با نوآوری‌هایی مانند مدولاسیون‌های زیاد، ناگهانی و خیلی دور از تنالیتهٔ اصلی، حذف سکوت و ایست در بین بعضی از موومان‌ها، حرکت دَوَرانی (سیکلیک) بر روی یک تِم، طولانی‌کردن موومان‌ها از طریق گسترش و کُدا، جایگزینی اسکِرتسو به جای مِنوئه، گنجاندن مارش عزا و موسیقی آوازی در سمفونی، استفادهٔ متفاوت از نوانس و در نهایت ارکستراسیون نوآورانه و رنگ‌آمیزی‌های جدید ارکسترال است که می‌توان بتهوون را نخستین آهنگساز رمانتیک به‌شمار آورد. آثار بتهوون در همهٔ سبک‌ها همچنان اصلی‌ترین رپرتوارِ موسیقی کلاسیک در نظر گرفته می‌شود. همچنین، از او به‌عنوان کسی که رابطهٔ دردسرساز با معاصرانش داشته‌است، یاد می‌کنند.

## زندگی و فعالیت

### خانواده و کودکی

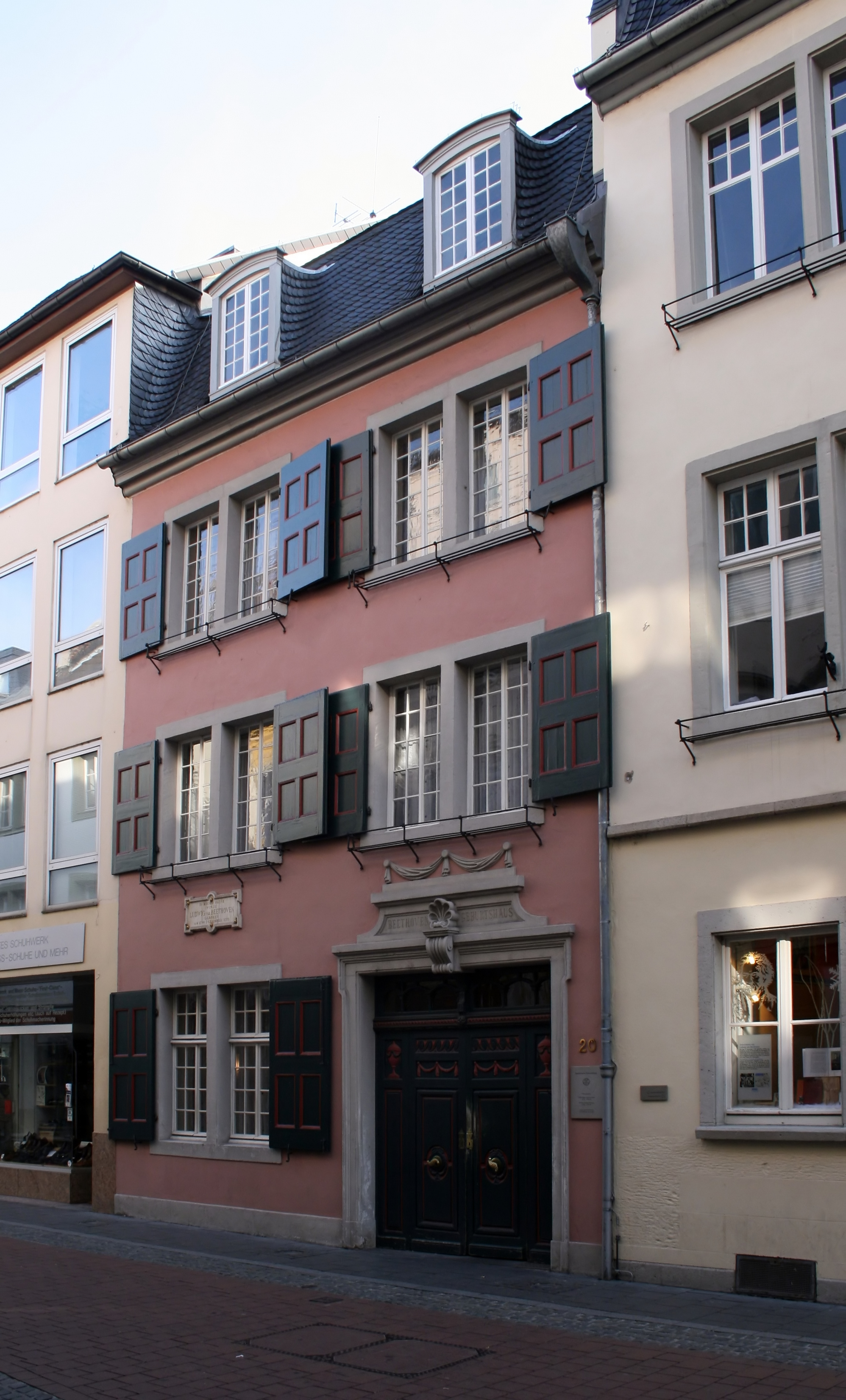
محل تولد بتهوون (بونگاس ۲۰) که اکنون موزهٔ خانه بتهوون نام دارد.

لودویگ فان بتهوون، روز ۱۶ دسامبر ۱۷۷۰م در اطاقی محقر (زیرشیروانی) و خانه‌ای فقیرانه در شهر بن واقع در آلمان امروزی متولد شد. پدرش، یوهان فان بتهوون یک موسیقیدان از شهر مشلان در ایالت دوشی برابانت اتریش (منطقه ولامس کنونی) و مادرش ماریا ماگدالِنا کِوِریش فان بتهوون بود. پدربزرگ پدری‌اش لودویگ فان بتهوون (۱۷۷۳–۱۷۱۲)، در سال ۱۷۳۳ از فلاندر به بن نقل مکان کرده بود. لودویگ (پدربزرگ) به عنوان خواننده باس در دربار کلمنز اوگوست، اسقف اعظم و الکتور کلن، مشغول به کار بود و بعدتر در سال ۱۷۶۱ به‌عنوان کاپل‌مایستر (مدیر موسیقی) منصوب و پس از آن نوازندهٔ برجسته‌ای در بن شد. در پرتره‌ای که در آخر عمر سفارش داده بود را بعدها نوه‌اش (بتهوون) به‌عنوان نمادی از میراث موسیقی خود، در اتاقش به نمایش گذاشته بود. لودویگ یک پسر به‌نام یوهان داشت که در همان مؤسسهٔ موسیقی به‌عنوان خوانندهٔ تنور کار می‌کرد و برای تکمیل درآمدش، به آموزش ساز شستی‌دار و ویولن نیز می‌پرداخت.
یوهان در سال ۱۷۶۷ با ماریا ماگدالنا کوریش ازدواج کرد. او دختر هاینریش کِوِریچ (۱۷۵۱–۱۷۰۱)، سرآشپز در دربار اسقف اعظم کلیسای تریر بود. بتهوون از حاصلِ این ازدواج، در بن متولد شد. هیچ سابقهٔ معتبری از تاریخ تولد وی در دست نیست. با این حال، اسناد غسل تعمید وی که مورخ ۱۷ دسامبر ۱۷۷۰ بود، در مدارک یک کلیسای کاتولیک بر جای مانده‌است. از آنجایی که نوزادانِ آن دوره به‌طور سنتی ظرف ۲۴ ساعت از تولدشان غسل تعمید می‌شدند، چنین بر می‌آید که خانوادهٔ بتهوون و معلمشان یوهان آلبرشتسنبرگر، روز تولد او را در ۱۶ دسامبر جشن گرفته‌اند. اکثر محققان ۱۶ دسامبر ۱۷۷۰ را به‌عنوان تاریخ تولد او پذیرفته‌اند، اگرچه سند قطعی برای آن موجود نیست. این خانواده صاحب هفت فرزند شدند که چهار تن از آنان در کودکی درگذشتند. آنان که باقی ماندند عبارت بودند از لودویگ و دو برادر کوچکتر از او به نام‌های کاسپار کارل (۱۸۱۵–۱۷۷۴) و نیکولاوس یوهان (۱۸۴۸–۱۷۷۶).

### توالی‌یابی دی‌ان‌ای
یک تیم بین‌المللی و تحقیقاتی از جمله دانشگاه کمبریج و موسسه انسان‌شناسی تکاملی ماکس پلانک در لایپزیک که خبر آن در ۲۲ مارس ۲۰۲۳، به صورت جهانی منتشر شد، اعلام کردند آزمایشی روی یک توالی‌یابی دی‌ان‌ای از رشته موهای بتهوون انجام داده و نتیجه گرفته‌اند که لودویگ فان بتهوون از لحاظ بیولوژیک به «خانوادهٔ بتهوون» تعلق ندارد. یوهانس کراوز از روزنامۀ فرانکفورتر آلگماینه زایتونگ توضیح می‌دهد: «ما کروموزوم Y، از پنج عضو زندهٔ خانوادهٔ فان بتهوون را تجزیه‌وتحلیل کردیم و مشخص شد که کروموزوم این افراد، رابطهٔ مشترک آنها را ثابت می‌کند». علاوه بر این سوابق غسل تعمید خانواده را از طرفِ پدری می‌توان از قرن شانزدهم در آرشیو ردیابی کرد، در این مسیر که به لودویگ فان بتهوون تلاقی و منتهی می‌شود، آنها «بتهوون‌های واقعی» هستند اما فقط ژنوم آهنگساز در این مسیر نمی‌گنجد و خیلی متفاوت است. او می‌گوید: «لودویگ فان بتهوون مستقیماً با آنها مرتبط نیست». وی می‌افزاید در مقطعی، از هفت نسل قبل از تولد بتهوون باید یک رابطه وجود داشته باشد، با این حال، «ما نمی‌توانیم بگوییم که آیا بتهوون (فقط) خودش یک [بچه‌فاخته]∗ بوده یا اینکه آیا پدر، پدربزرگ یا پدرِ پدر بزرگ او فرزند یک رابطهٔ خارج از ازدواج بوده‌است». در واقع، ساختار ژنتیکی لودویگ فان بتهوون بیشتر شبیه به ساختار ژنتیکی ساکنان شمالِ نوردراین-وستفالن امروزی است. اما آنچه مشخص شد این بود که گواهی غسل تعمید پدرِ بتهوون (یوهان)، موجود نیست و او - اِسمیِِ - خود را تحقیر می‌کرد. طبق نوشته‌های تاریخی فریدریش بروک‌هاوس در دانشنامه بروک‌هاوس (تا چاپ پنجم) و حتی در زمان حیات خود نیز بیان می‌کرد که بتهوون پسر نامشروع فریدریش ویلهلم دوم پادشاه پروس بود (بتهوون دو سونات خود را برای ویولنسل و پیانو، به او تقدیم کرد). موضوعی که آهنگساز در نامه‌ای، اندکی قبل از مرگش، با اکراه آن را انکار کرد.

### آموزش و تعلیم
اولین معلم موسیقی بتهوون پدرش بود. وی بعدها معلمانِ محلی دیگری نیز داشت، مانند: ژیل ون دن ایدن (نوازنده ارگ دربار، درگذشتهٔ ۱۷۸۲)، توبیاس فردریش فایفر (یک دوست خانوادگی که شهریهٔ آموزش ساز شصتی‌دار او را پرداخت می‌کرد)، و فرانتس روانتینی (از بستگانی که او را در نواختن ویولن و ویولا راهنمایی می‌کرد). روشِ تعلیم بتهوون که از پنج سالگی‌اش شروع شد، از همان ابتدا سخت و شدید بود و اغلب او را به گریه می‌انداخت. دخالت و بی‌خوابی‌های استادش فایفر، باعث می‌شد در اواخر شب جلسات نامنظمی برگزار کند و بتهوون جوان از تختخوابش به طرفِ ساز کشیده می‌شد. استعداد موسیقی او از سنین کودکی آشکار بود. یوهان با آگاهی از موفقیت‌های لئوپلد موتسارت در این زمینه به همراه پسرش ولفگانگ آمادئوس موتسارت و دخترش ماریا آنا موتسارت، کوشش کرد تا پسرش را به‌عنوان یک کودک نابغه معرفی کند، چنان‌که ادعا می‌کرد بتهوون در اولین اجرای عمومی‌اش در مارس ۱۷۷۸ (هنگامی که نامش روی پوسترهای این اجرا قرار گرفت)، تنها شش سال داشت.

### ۱۷۹۲–۱۷۸۰: بن

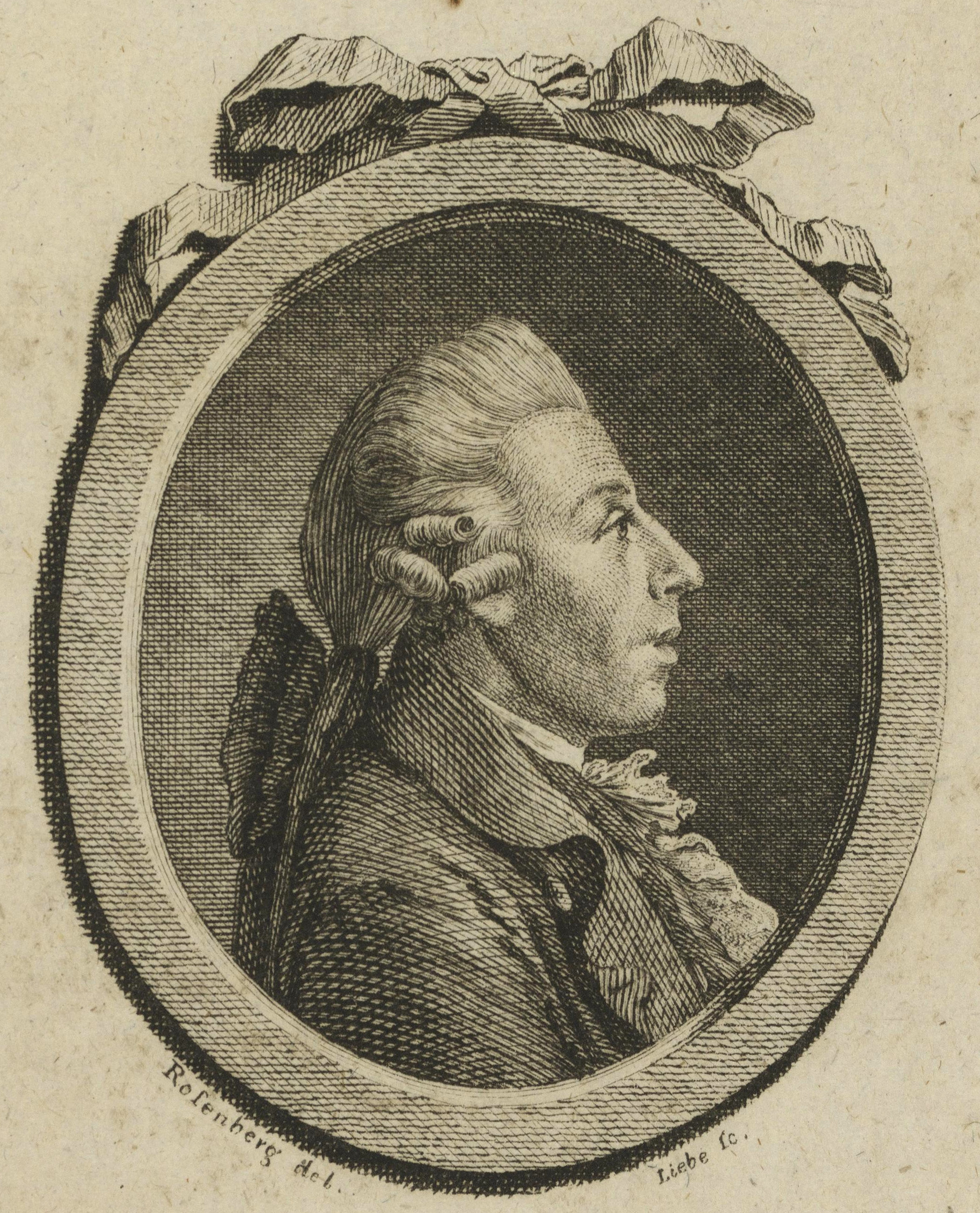
کریستیان گوتلوب نیفه، معلم بتهوون

در سال ۱۷۸۰ یا ۱۷۸۱، بتهوون تحصیلات خود را با مهم‌ترین معلم خود در بن، کریستیان گوتلوب نیفه، که در آن سال به‌عنوان نوازندهٔ اُرگِ دربار معرفی شده‌ بود، آغاز کرد. نیفه آهنگسازی را به او آموخت و تا مارس ۱۷۸۳ به او کمک کرد تا اولین اثر خود را با نامِ «واریاسیون‌ها روی ساز شستی‌دار» وو ۶۳، نوشته و منتشر کند. (کارهای اولیه و بدون شمارهٔ بتهوون امروزه با عنوان «وو» شناخته می‌شود و بدون شمارهٔ اپوس است). بتهوون خیلی زود با نیفه به‌عنوان دستیارِ ارگ‌نواز شروع به کار کرد؛ در ابتدا (۱۷۸۱) وی بدون دستمزد کار می‌کرد اما سپس‌تر (۱۷۸۴) به‌عنوان یک کارمند حقوق‌بگیرِ دربار که توسط کاپل‌مایستر و رهبر ارکستر آندره‌آ لوکزی اداره می‌شد، مشغول به کار شد. حاصل این دوره، سه سونات پیانوی نخستین وی (وو ۴۷) است. این اثر که در سال ۱۷۸۳ منتشر شد و از آنجا که به ماکسیمیلیان فردریش (۱۷۰۸–۱۷۸۴) از امرای انتخابگر اهدا شده بود، به‌نام «سونات انتخابگر» نیز شناخته می‌شود.
در این هنگام ماکسیمیلیان فرانتس (جانشینِ ماکسیمیلیان فردریش)، به‌عنوان منتخبِ بُن و جوانترین فرزندِ ملکهٔ اتریش، ماریا ترزا بود. او تغییرات چشمگیری را در بن انجام داد. از آن جمله، با تکرار تغییراتی که در وین توسط برادرش یوزف دوم انجام شده بود، اصلاحاتی را مبتنی بر فلسفه روشنگری انجام داد و به افزایش حمایت از آموزش و هنر پرداخت. بتهوونِ نوجوان تقریباً (یا مطمئناً) تحتِ تأثیر این تغییرات بود. او همچنین ممکن است در این زمان متأثر از ایده‌های برجسته در فراماسونری بوده باشد، زیرا کریستیان نیفه و دیگرانی که در اطراف بتهوون بودند، اعضای بخش محلیِ انجمنِ ایلومیناتی بودند. نیفه مستقیم از بتهوون حمایت می‌کرد و او را به‌عنوان ارگ‌نوازِ اولِ دربار منصوب کرد.
بتهوون در دسامبر ۱۷۸۶، برای اولین بار با هزینهٔ کارفرمای خود به وین سفر کرد، که ظاهراً این سفر به امید آموزش موسیقی از موتسارت بوده‌است. جزئیات رابطهٔ بتهوون و موتسارت نامشخص است، و از جمله اینکه آیا آنها واقعاً ملاقات داشته‌اند، مشخص نیست.∗ در مهٔ ۱۷۸۷، بتهوون با آگاهی از اینکه مادرش بیمار است، سریعاً به بن بازگشت، اما مادرش پس از مدت کوتاهی درگذشت،∗ و به‌دنبال آن اعتیاد به الکل پدرش، عمیق‌تر شد؛ در نتیجه وی مسئولیت مراقبت از دو برادر کوچکتر خود را به‌عهده گرفت و پنج سال دیگر در بن اقامت گزید.

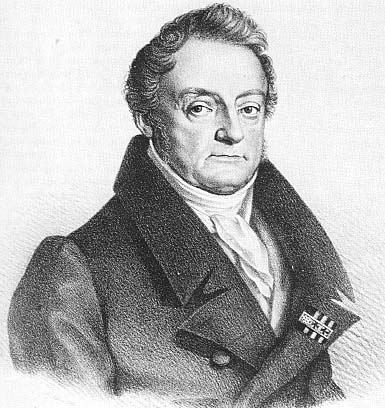
کُنت فردیناند فان والدشتاین، حامی مالی بتهوون در بن

او در این سال‌ها به چند نفر معرفی شد که در زندگی‌اش اهمیت داشتند. فرانتس گرهارد وگلر، دانشجوی جوان پزشکی، وی را با خانوادهٔ فان برونینگ معرفی کرد (یکی از دختران فان برونینگ در نهایت با وگلر ازدواج کرد). بتهوون غالباً با خانوادهٔ فان برونینگ، رفت‌وآمد داشت و در خانهٔ آنها به برخی از کودکان، پیانو آموزش می‌داد. همان‌جا بود که وی با ادبیات آلمانی و کلاسیک آشنا شد. محیط خانوادگی فان برونینگ آرام‌بخش‌تر از خانهٔ خودش بود، که به‌طور فزاینده‌ای زوالِ رفتاری و اخلاقی پدرش در آن حاکم بود. وی همچنین مورد توجه کُنت فردیناند فان والدشتاین قرار گرفت که در دورهٔ اقامت بتهوون در بن، به‌عنوان دوست و پشتیبانِ مالی‌اش محسوب می‌شد.
در سال ۱۷۸۹، پدر بتهوون بالاجبار از خدمت در دربار بازنشسته شد؛ از این رو بتهوون با نوازندگی ویولا در ارکستر دربار، کمک بیشتری جهت کسب درآمد برای خانواده کرد. علاوه بر این، او در آنجا با انواع اپرا از جمله سه اپرای موتسارت که در این دوره توسط ارکستر دربار اجرا می‌شدند، آشنا شد. وی همچنین با آنتونین رایشا، (آهنگساز، نوازندهٔ فلوت و ویولن) که تقریباً همسن خودش بود، آشنا شد (رایشا خواهرزادهٔ یوزف رایشا رهبر ارکسترِ دربار بود).
او از سال ۱۷۹۰ تا ۱۷۹۲، تعدادی اثر (که هیچ‌کدام در آن زمان منتشر نشده بودند) تألیف کرد که نشان‌دهندهٔ دامنه و بلوغِ رو به رشد بتهوون است. بعدها موسیقی‌شناسان، تمی شبیه به سمفونی سوم را در مجموعه‌ای از واریاسیون‌های نوشته‌شده در سال ۱۷۹۱، شناسایی و مشاهده کردند. در این زمان، احتمالاً به توصیهٔ نیفه بود که بتهوون اولین حق‌الزحمه‌های خود را دریافت کرد. کار بعدی او وقتی بود که مقامات شهرداری در بن، مأمور شده بودند به‌مناسبت وفات یوزف دوم در سال ۱۷۹۰ و همچنین انتخابِ لئوپولد دوم به‌عنوانِ امپراتوری روم مقدس، قطعهٔ کانتات سفارش دهند. بتهوون یکی از این افراد بود که دو کانتات (وو ۸۷، وو ۸۸) برای امپراتور ساخت که هرگز در آن زمان اجرا نشدند و تا دههٔ ۱۸۸۰، از بین رفتند. به‌نظر برامس، این کانتات‌ها به‌طور مشخصی نمایانگر سبکِ بتهوون بودند و به‌عنوان یک پیامِ روشن، موسیقی او را از سنت کلاسیک متمایز می‌کرد.
بتهوون احتمالاً برای اولین بار در اواخر سال ۱۷۹۰ (حدود کریسمس)، هنگامی که یوزف هایدن در راه سفر به لندن در بن توقف کرد، به وی معرفی شد. یک سال و نیم بعد در ژوئیه سال ۱۷۹۲، آنها در هنگام بازگشتِ هایدن از لندن به وین (در زمانی که بتهوون در ارکستر رودوت در گودسبرگ نوازندگی می‌کرد)، در بن دیدار کردند. احتمالاً در آن زمان تمهیداتی برای تحصیل بتهوون نزدِ استاد قدیمی انجام گرفته‌است.

### ۱۸۰۲–۱۷۹۲: وین
نوامبر ۱۷۹۲، در پی شایعاتی دربارهٔ وقوعِ جنگ ائتلاف اول، بتهوون بن را به مقصد وین ترک کرد. او اندکی پس از ورودش فهمید که پدرش درگذشته است. موتسارت نیز اخیراً درگذشته بود. کُنت والدشتاین (پشتیبان و حامی مالی بتهوون در بن)، در یادداشت خداحافظی‌اش برای بدرقهٔ او به وین، نوشت: «با تلاش و کوشش بی‌وقفه روحِ موتسارت را از طریق دست‌های هایدن دریافت خواهید کرد». بتهوون طی سال‌های بعدی، به احساسات گستردهٔ افکار عمومی در وین، مبنی بر اینکه او جانشین موتسارت است، با مطالعه روی کارهای آن استاد و نوشتن آثار با طعم کاملاً مشخصِ موتسارتی، به این تشویق‌ها پاسخ مثبت داد.

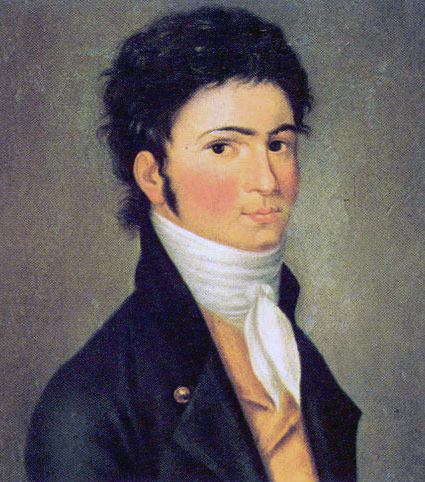
پرترهٔ بتهوونِ جوان (۱۸۰۱)، اثرِ کارل تراوگُت ریدل.

بتهوون که تصمیم نداشت بلافاصله موقعیت خود را به‌عنوان آهنگساز تثبیت کند، وقت خود را به مطالعه و اجرای موسیقی گذراند. او تحت نظرِ هایدن آموزش دید و تلاش کرد بر کنترپوان مسلط شود. وی همچنین نزد ایگناتس شوپانتسیگ به فراگیری ویولون پرداخت. او سپس در اوایل این دوره، به دریافتِ دروس آموزشی گاه‌به‌گاه از آنتونیو سالییری می‌پرداخت تا بتواند در درجهٔ اول، با سبک و ترکیب آواز ایتالیایی آشنا شود. این رابطه دست کم تا ۱۸۰۲ و احتمالاً تا اواخر سال ۱۸۰۹ ادامه داشت. با عزیمت هایدن به انگلستان در سال ۱۷۹۴، انتظار می‌رفت انتخاب بتهوون، بازگشت به خانهٔ خود در بن باشد. ولی او در عوض تصمیم گرفت که در وین بماند و آموزش خود را در کنار یوهان آلبرشتس‌برگر و سایر معلمان ادامه دهد. در هر صورت تا این زمان باید برای کارفرمای او روشن شده باشد که بن نیز مانند اکتبر ۱۷۹۴، توسط فرانسوی‌ها سقوط خواهد کرد، و به‌طور یقین برای بتهوون که هیچ‌گونه دستمزدی دریافت نمی‌کرد، ضرورت و الزامی برای بازگشت نبود. با این حال، تعدادی از اشراف وین توانایی او را به رسمیت شناختند و از وی حمایت مالی نیز کردند، از جمله شاهزاده جوزف فرانتس فون لوبکوویتس، کارل آلویس، شاهزاده لیخنوفسکی و بارون گتفرید فان سویتن.
تا سال ۱۷۹۳، وی به‌عنوان بداهه‌نواز در تالارهای تازه تأسیس‌شده توسط اشراف نوازندگی می‌کرد و اغلب آثار یوهان سباستیان باخ، شامل پرلودها و فوگ‌های کلاویه خوش‌آهنگ را اجرا می‌کرد. دوست وی نیکولاس سیمروک شروع به انتشار آثار او کرده بود. اعتقاد بر این است که اولین آثار انتشاریافته از او، مجموعه‌ای از واریاسیون‌هاست (وو ۶۶). در ادامه و تا سال ۱۷۹۳، وی شهرت خود را در وین به‌عنوان یک نوازندهٔ چیره‌دست پیانو تثبیت کرده بود، اما ظاهراً از انتشار آثارش خودداری می‌کرد تا بتواند با ظهورِ نهایی آنها، اثرگذاری بیشتری داشته باشد. در مارس ۱۷۹۵، اولین اجرای عمومی آثار بتهوون در وین انجام گرفت، کنسرتی که در آن برای نخستین بار یکی از کنسرتو پیانوهای خود را اجرا کرد. مشخص نیست که آیا این کنسرتو پیانو شماره ۱ بوده یا کنسرتو پیانو شماره ۲؛ مدارکِ مستند نامشخص است و هر دو کنسرتو در وضعیت تقریباً مشابهی قرار داشتند (که برای چندین سال کامل نبودند و منتشر نشده بودند). اندکی پس از این اجرا، او اولین آهنگ‌هایش را با اپوس شماره‌بندی و منتشر کرد که شامل «سه تریوی پیانو» (اپوس ۱) بود. وی این آثار را به حامی خود، شاهزاده لیخنوفسکی اهدا کرد، و از موفقیت مالی این آثار سود بسیاری نصیبش شد که تقریباً برای تأمین هزینه‌های زندگی یک سالِ او کافی بود.

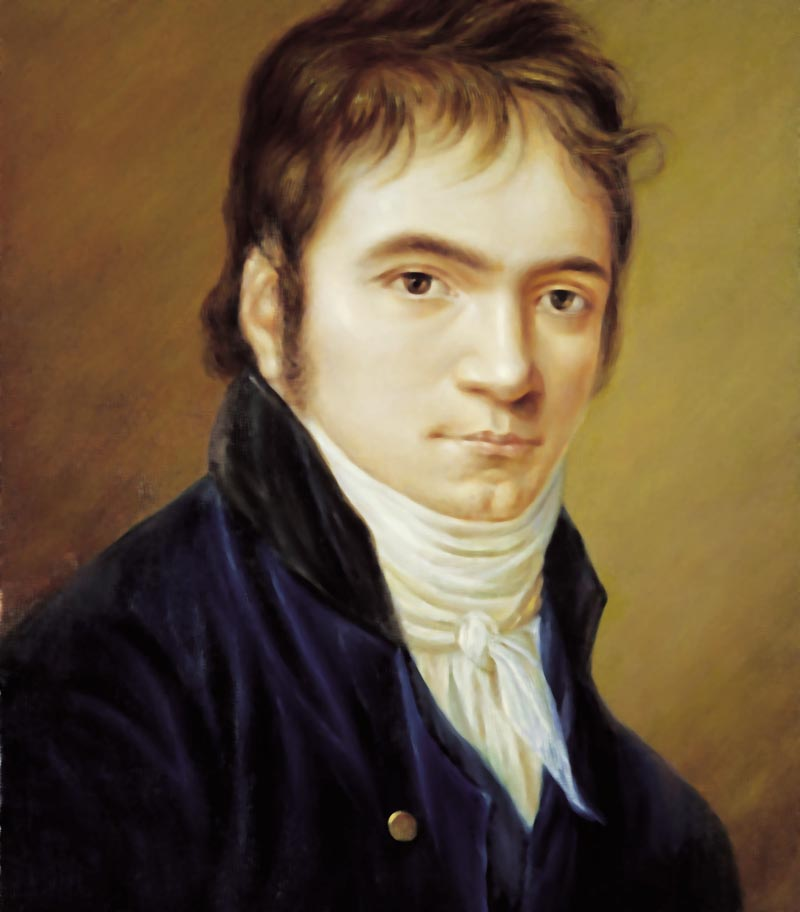
پرترهٔ بتهوون (۱۸۰۳)، اثرِ کریستیان هُرنِمان

بتهوون شش کوارتت زهی اولِ خود را (اپوس ۱۸) بین سالهای ۱۷۹۸ تا ۱۸۰۰ (به سفارش و اهدا‌ شده به شاهزاده لوبکوویتس) ساخت و در سال ۱۸۰۱ منتشر کرد. اجرای اولیه در سال‌های ۱۸۰۰ و ۱۸۰۳، با نخستین سمفونی‌های او (اول و دوم) همراه بود و بدین خاطر به‌عنوان یکی از مهم‌ترین آهنگسازان نسلِ جوانِ کشور، پس از هایدن و موتسارت شناخته شد. او همچنان به نوشتن در فرم‌های دیگر ادامه داد. سونات‌های پیانویی را که ساخت، مانند «پاتِتیک، اپوس ۱۳»، به‌طور گسترده‌ای مورد توجه قرار گرفت، چنان‌که باری کوپر آن را «از نظر قدرت شخصیت، عمق احساسات، سطح اصالت و مهارت در موتیف و تنالیته، فراتر از آثار قبلیِ» بتهوون توصیف کرد. وی همچنین «سپتت، اپوس ۲۰» خود را در سال ۱۷۹۹ به‌پایان برد که یکی از آثار محبوبِ او در طول عمرش بود.
در دوم آوریل ۱۸۰۰، بتهوون برای نخستین بار سمفونی اول خود را در سالن بورگ‌تئاتر، همراه با رپرتوار گسترده‌ای از آثار هایدن و موتسارت، و نیز یک سپتت و یکی از کنسرتوهای پیانو را به اجرا گذاشت. مجلهٔ آلمانی «روزنامه عمومی موسیقی»، این کنسرتو را «جالب‌ترین کنسرتو با مدت زمانی طولانی» توصیف کرده بود. این کنسرتو بدون اشکال هم نبود، یکی از انتقادات این بود که «نوازندگان به خود زحمت ندادند که به تکنواز (برای هماهنگی)، توجه کنند».
موتسارت و هایدن اثرگذاری غیرقابل انکاری در کار بتهوون داشتند. به‌عنوان مثال گفته می‌شود که کوئینتت برای پیانو و سازهای بادیِ بتهوون شباهت بسیار نزدیکی با کوئینتت برای پیانو و سازهای بادی موتسارت با همان تنظیمات دارد، اما ملودی‌های بتهوون، بسط و گسترش موسیقی، استفاده از مدولاسیون، بافت، توصیفِ احساسات و همهٔ این روش‌ها، سبکِ او را از موتسارت جدا کرد. او همچنین تأثیرِ سبک خود را در برخی از کارهای اولیه‌اش که برای اولین بار منتشر شده بود، افزایش داد؛ به‌همین سبب از اواخر سال ۱۸۰۰، آثار قبلی‌اش مورد توجه حامیان وی و ناشران موسیقی قرار گرفت.

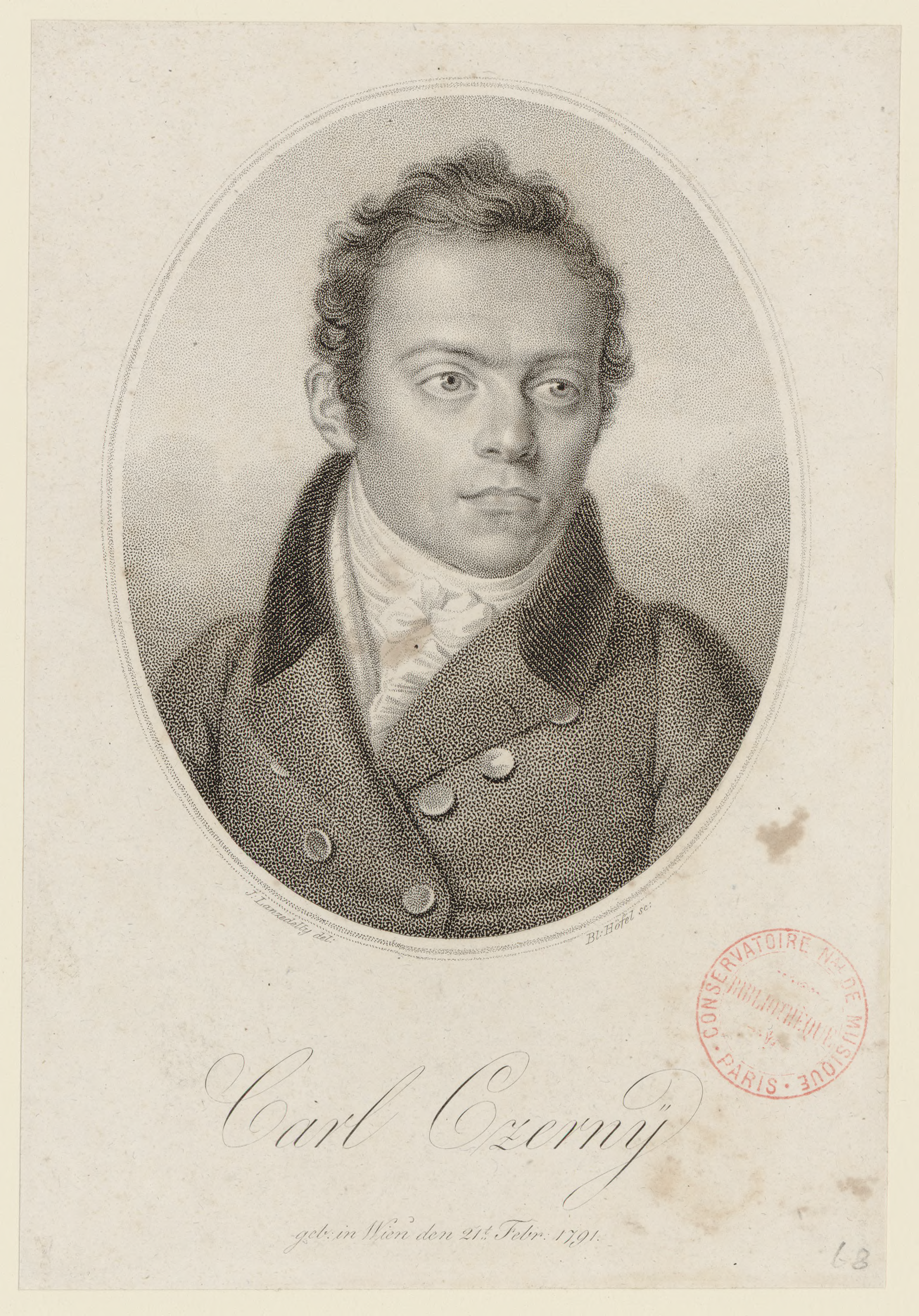
کارل چرنی، شاگرد بتهوون.

بتهوون در ماه مه ۱۷۹۹، به دخترانِ آنا برونسویک(کُنتس مجارستان) پیانو آموزش می‌داد. در این مدت، او عاشق دختر کوچکتر شد که یوزفینه نام داشت. پس از آن نیز بتهوون به تدریس موسیقی ادامه داد. از جمله، طی سال‌های ۱۸۰۱ تا ۱۸۰۵، فردیناند ریس را آموزش داد که طی آن به آهنگساز تبدیل شد و بتهوون بعدها در مورد روابط‌شان، خاطرات نوشت. همچنین کارل چرنی جوان، از سال ۱۸۰۱ تا ۱۸۰۳ با بتهوون تحصیل کرد و بعد از آن، معلمِ مشهوری شد. در اواخر سال ۱۸۰۱، بتهوون از طریق خانوادهٔ برونسویک با یک کُنتسِ جوان به‌نام جولیتا گویچاردی آشنا شد. وی نوامبر ۱۸۰۱، در نامه‌ای به دوست خود فرانتس گرهارد وگلر، از عشق خود به «جولی» نوشت اما اضافه کرد که اختلاف طبقاتی را مانع از این می‌داند که موضوع را دنبال کند. وی بعدها سونات پیانو شماره ۱۴ را به جولی اهدا کرد که امروزه معمولاً با نام «سونات مهتاب» شناخته می‌شود.
در بهار سال ۱۸۰۱، بتهوون ساخت یک باله به‌نام آفریدگان پرومتئوس را به‌پایان رساند. این اثر در سال‌های ۱۸۰۱ و ۱۸۰۲ بارها اجرا شد، و بتهوون با عجله به انتشار یک تنظیم جدید از آن برای پیانو پرداخت تا از محبوبیت اولیهٔ این اثر بیشترین بهره را ببرد. در بهار سال ۱۸۰۲، او سمفونی شماره ۲ را تکمیل کرد و قصد اجرا در یک کنسرت را داشت، که این کنسرت لغو شد. این اثر بعداً در روز پنجم آوریل ۱۸۰۳ در تئاتر ان د وین برای نخستین بار به اجرا درآمد. بتهوون در آن زمان در این تئاتر به‌عنوان آهنگساز مشغول بود. در آن کنسرت، علاوه بر سمفونی شماره ۲، کنسرتو پیانو شمارهٔ ۳ و قطعهٔ اوراتوریوی مسیح بر کوه زیتون نیز اجرا شدند. واکنش‌ها به این اجرا متفاوت بود اما کنسرت از نظر مالی موفقیت داشت تا جایی که بتهوون توانست بهایی سه برابرِ هزینهٔ یک بلیط معمولی را برای تماشای اجرا مطالبه کند.
روابط تجاری بتهوون با ناشران نیز در سال ۱۸۰۲ بهتر شد. در این دوره همکاری برادرش کاسپار با وی (که پیش از این به‌طور اتفاقی به او کمک کرده بود)، تداوم یافت و او شروع به ایفای نقش یک بزرگتر در مدیریت امورِ بتهوون کرد. کاسپار علاوه بر مذاکره در مورد قیمت‌های بالاتر برای آثاری که بتهوون اخیراً ساخته بود، فروش برخی از آهنگ‌های منتشر نشدهٔ قبلی وی را نیز آغاز کرد و بتهوون را (برخلاف میلش) تشویق کرد که نسخه‌هایی از آثار محبوب خود را برای سایر سازهای ترکیبی تنظیم کند. بتهوون به این درخواست‌ها پاسخ مثبت داد، زیرا او نتوانست مانع از فعالیت ناشران دیگر برای انجام تنظیم‌های مشابهِ در آثارش شود.

### ۱۸۱۲–۱۸۰۲: دورهٔ «قهرمانانه»

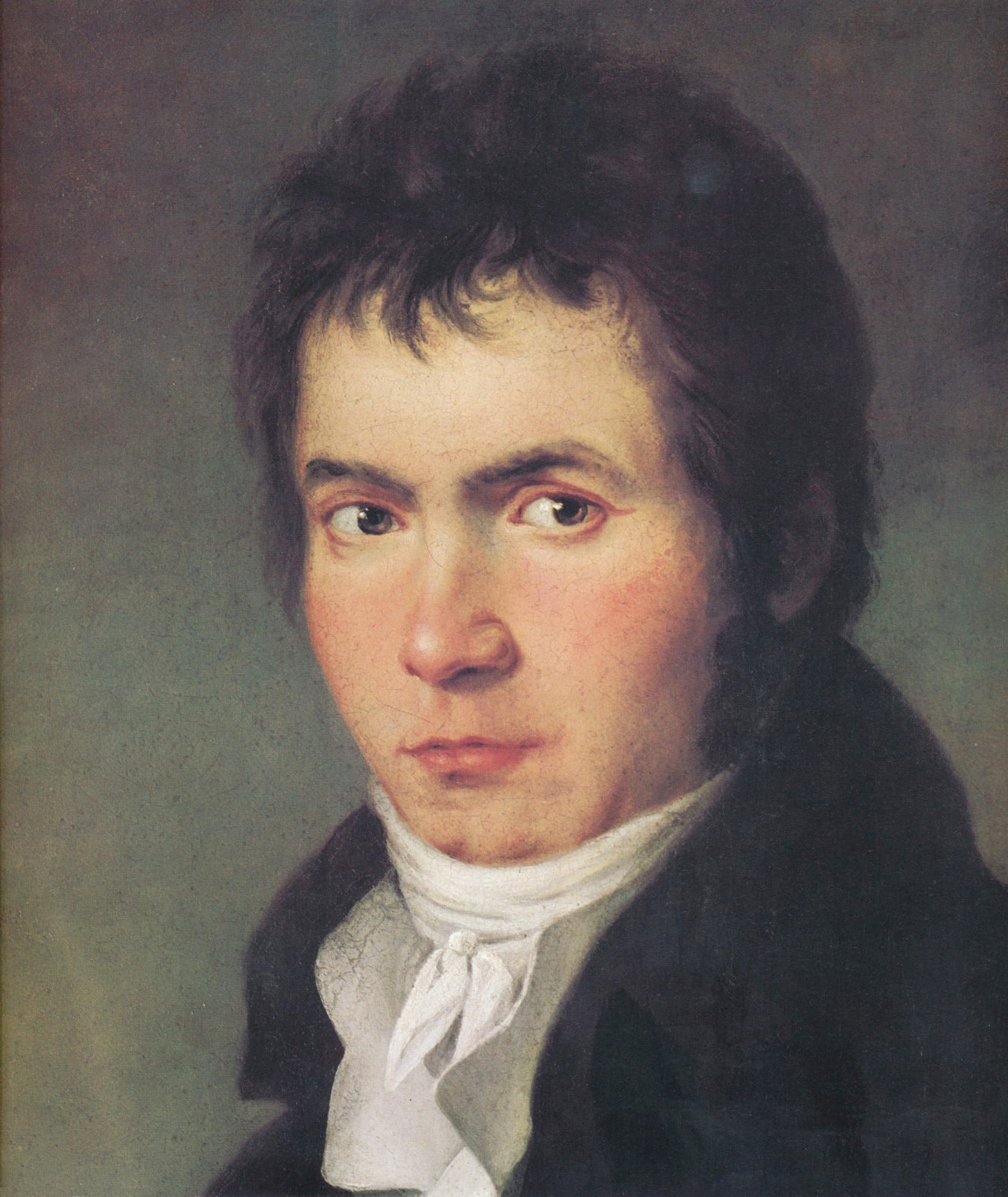
پرترهٔ بتهوون (۱۸۰۴–۱۸۰۵)، اثرِ یوزف ویلی‌برورد مِهلِر (۱۸۶۰–۱۷۷۸)؛ در تصویر کامل، بتهوون یک لیر-گیتار در دست دارد.

اوایل سال ۱۸۰۱، بتهوون در نامه‌هایی برای دوستانش، راجع به علائم و مشکلاتی نوشت که هم در زندگی حرفه‌ای و هم در زندگی اجتماعی‌اش، برای او مشکل ایجاد کرده‌ بود (گرچه احتمالاً برخی از نزدیکانش قبلاً از این مشکلات آگاه بودند). مشکل آن بود که بتهوون در طی سال‌های پیش از آن، دچار نزول تدریجیِ شنوایی شده بود که با شکل شدیدی از وزوز گوش همراه بود.
او به توصیهٔ پزشک خود از آوریل تا اکتبر ۱۸۰۲ به یک شهر کوچکِ اتریش هایلیگنشتاد، در خارج از وین، سفر کرد تا تلاش کند خود را با شرایط جدید وفق دهد. در آنجا تصمیم گرفت که نامه‌ای به برادران خود بنویسد که بعدها به وصیت‌نامه هایلیگنشتات معروف شد. در این نامه، وی به وضوح افکار خودکشی و تصمیم به متوقف‌کردنِ زندگی خود را به‌دلیل ناشنوایی ثبت کرده‌است. کم‌شنوایی او مانعی برای آهنگ‌سازی‌اش نشد، اما نوازندگی در کنسرت‌ها، که یک منبع درآمد سودآور برای او بود، به‌طور فزاینده‌ای برایش دشوار شده بود. در سال ۱۸۱۱، بتهوون پس از یک تلاش ناموفق برای اجرای کنسرتو پیانو شماره ۵ (که شرح آن در خاطرات کارل چرنی نوشته شده‌است)، دیگر در ملاء عام، اثری اجرا نکرد، تا اینکه رهبری اولین اجرای سمفونی نهم در سال ۱۸۲۴ را به‌عهده گرفت که این امر نیز مشکلاتی در علامت‌دادنِ وی به نوازندگان ایجاد کرد و باعث نگرانی رهبر دیگر این ارکستر، میخائیل اوملاوف شد.
بازگشت بتهوون به وین از هایلیگنشتاد، با تغییر در سبک موسیقی او همراه شد و این زمان به‌عنوان آغاز «دورهٔ میانی» زندگی او در نظر گرفته می‌شود که به‌نام «دورهٔ قهرمانانه» نیز شناخته شده‌است. طبق روایت کارل چرنی، بتهوون در این دوره گفته بود: «من از کارهایی که تاکنون انجام داده‌ام راضی نیستم. از این پس قصد دارم راهی جدید را طی کنم». اولین کار بزرگِ وی در استفاده از این سبک جدید، سمفونی سوم در می بمل ماژور، معروف به اِروئیکا بود. این اثر که طولانی‌تر و حجیم‌تر از هر سمفونی قبل از آن بود، در اوایل سال ۱۸۰۵ به اجرا درآمد اما با استقبال کمی روبرو شد. تعدادی از شنوندگان به طولانی‌بودن آن اعتراض کردند یا ساختار آن را اشتباه درک می‌کردند، در حالی که برخی دیگر آن را شاهکار می‌دانستند.
بعضی از آثار دورهٔ میانیِ بتهوون متأثر از هایدن و موتسارت بوده‌است. سمفونی شماره ۸، کوارتت‌های رازوموفسکی، اپوس ۵۹، سونات پیانو شماره ۲۱، سونات پیانو شماره ۲۳، مسیح بر کوه زیتون، کنسرتو ویولون، اپرای فیدلیو و بسیاری از آثار دیگر، تحت تأثیرِ این دو آهنگساز بوده‌است.
در این دوره، بتهوون از چاپ و اجرای کارهایش، اجراهای خصوصی برای طرفدارانش و انتشار نسخه‌هایی از آثارش که برای یک دورهٔ انحصاری، قبل از انتشار عمومی آماده می‌شدند، کسب درآمد می‌کرد. برخی از حامیان اولیهٔ وی، از جمله شاهزاده لوبکوویتس و شاهزاده لیخنوفسکی، علاوه بر راه‌اندازی کارها و خریدن آثار منتشر شده، به وی دستمزد سالیانه نیز پرداخت می‌کردند. شاید مهم‌ترین حامی اشرافی وی، آرشیدوک رودولف (جوانترین فرزندِ امپراتور لئوپولد دوم) بود که در سال ۱۸۰۳ یا ۱۸۰۴ شروع به آموختن پیانو و آهنگسازی نزد وی کرد. بتهوون و این کاردینال اتریشی با هم دوست شدند و ملاقات‌های آنها تا سال ۱۸۲۴ ادامه داشت. بتهوون ۱۴ اثر خود، از جمله «تریو پیانو» (اپوس ۹۷) موسوم به تریوی آرشیدوک (۱۸۱۱) و میسا سولمنیس (۱۸۲۳) را به رودولف اهدا کرد.

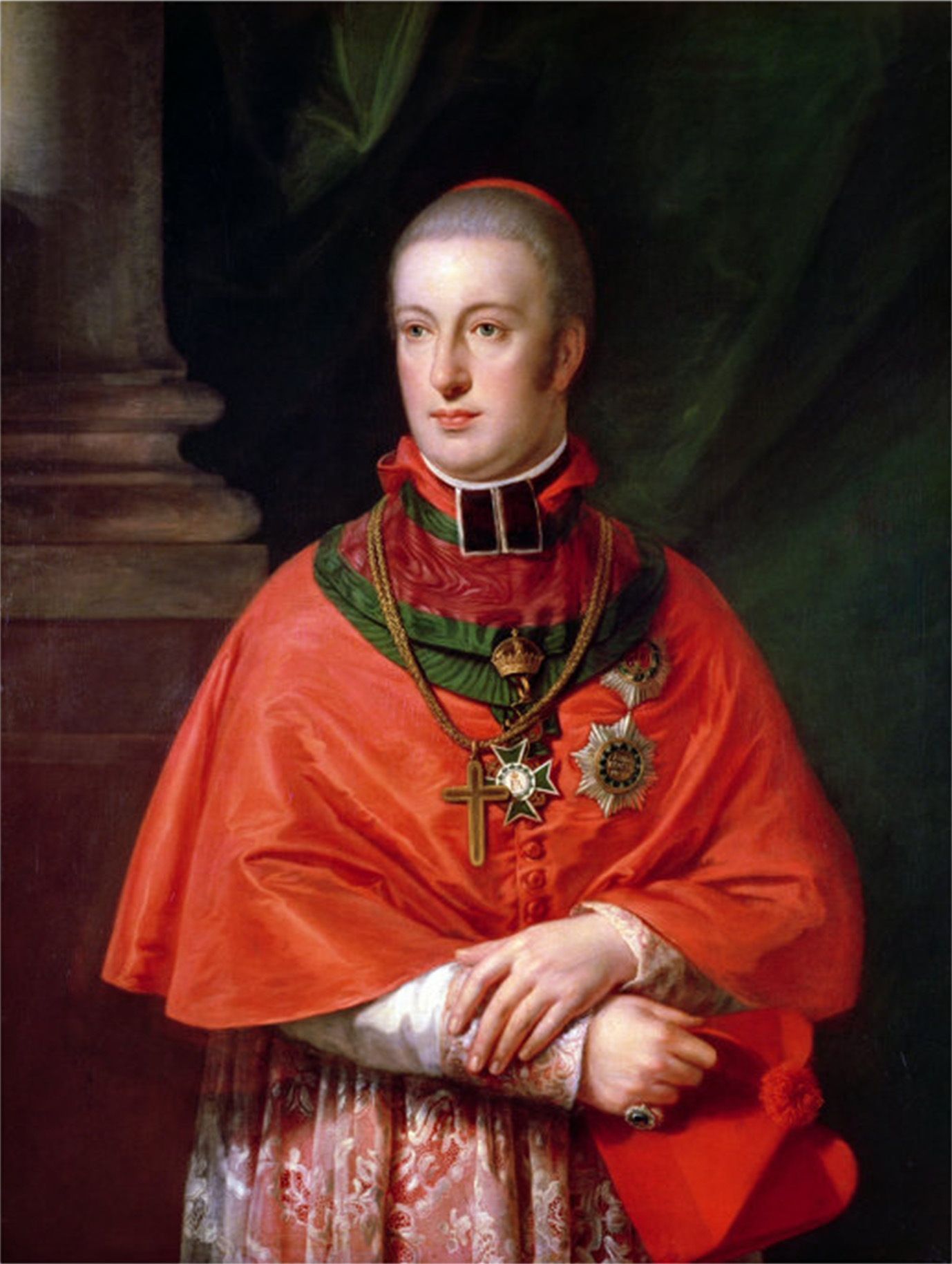
آرشیدوک رودولف، حامی بتهوون

در اوایل سال ۱۸۰۴، با تغییر مدیریت در تئاتر ان د وین، اقامت بتهوون در آن مکان پایان یافت و او مجبور شد به همراه دوستش استفان فان برونینگ، به‌طور موقت به حومهٔ وین سفر کند؛ این سفر برای مدتی موجبِ کُندیِ کار بر روی اپرای فیدلیو شد که بزرگ‌ترین کار او محسوب می‌شد. اجرای این اثر مجدداً توسط ادارهٔ سانسور اتریش به تأخیر افتاد و سرانجام در نوامبر ۱۸۰۵ در خانه‌هایی که به‌دلیل جنگ ائتلاف سوم و اِشغال شهر توسط فرانسه، تقریباً خالی از سکنه بودند، اجرا شد. این کنسرت یک شکست اقتصادی محسوب شد، و آن نسخه از فیدلیو نیز یک شکست اساسی بود و بتهوون شروع به تجدیدنظر و اصلاحِ اپرا کرد.
در پاییز سال ۱۸۰۸، پس از رد تقاضا برای یک شغل در تئاتر سلطنتی، وی پیشنهادی را از برادرِ ناپلئون بناپارت (جروم بناپارت)، و سپس پادشاهی وستفالیا دریافت کرد، تا بتواند دستمزد خوبی دریافت کند. سِمَت او کاپل‌مایستر، در دربارِ کاسل بود. همچنین برای ترغیب بتهوون به ماندن در وین، شاهزاده کینسکی، آرشیدوک رودولف و شاهزاده جوزف فرانتس فون لوبکوویتس به نیابت از دوستانِ آهنگساز، قول دادند که مُستمری ۴۰۰۰ فلورین در سال را به او پرداخت کنند. اما فقط آرشیدوک رودولف بود که سهم خود از این حقوق را در تاریخ توافق شده، پرداخت کرد. کینسکی که بلافاصله به نظام وظیفه فراخوانده شده‌بود، کمکی نکرد و کمی بعدتر به‌دنبال سقوط از روی اسبش درگذشت. لوبکوویتس در سپتامبر ۱۸۱۱ به‌علت بی‌ثباتیِ ارزش پول اتریش، ورشکست شد و پرداخت خود را متوقف کرد و هیچ جانشینی هم برای ادامهٔ حمایت پیدا نشد. بتهوون پس از ۱۸۱۵، بیشتر به فروش حقِ تألیف آثارِ خود و مقدار اندکی مستمری، متکی بود.
در ماه مه ۱۸۰۹، هنگامی که نیروهای نظامی، وین را به توپ بسته بودند، به گفته فردیناند ریس، بتهوون بسیار نگران بود که این سروصدا، آنچه را که از شنوایی او باقی مانده بود، نابود کند. به‌همین جهت در زیرزمین خانهٔ برادرش پنهان می‌شد و گوش‌هایش را با بالش می‌پوشانید.
آثار دوران میانیِ بتهوون جایگاه او را به‌عنوان یک استاد، تثبیت کرد. سال ۱۸۱۰، در یک بررسی از کارهای وی که توسط ارنست هوفمان انجام گرفت، همراه با هایدن و موتسارت از او به‌عنوان یکی از سه آهنگساز بزرگِ موسیقی کلاسیک یاد شد. هوفمان سمفونی شماره ۵ بتهوون را «یکی از مهم‌ترین آثار عصر» نامید.
در بهار ۱۸۱۱، وی به‌شدت دچار بیماری، سردرد و تب شدید شد. به توصیهٔ پزشک، شش هفته را در آبگرم شهر تپلیتسه در بوهم گذراند. زمستانِ بعدی نیز که مشغول کار روی سمفونی هفتم بود، دوباره بیمار شد و پزشک وی دستور داد تابستان سال ۱۸۱۲ را نیز در آبگرم تپلیتسه بگذراند. مسلم شده‌است که او هنگام اقامت در تپلیتسه، اقدام به نوشتن نامه‌ای عاشقانه با عنوانِ معشوقهٔ جاودانی نموده‌است. هویت گیرندهٔ نامه مدتی طولانی مورد بحث بوده‌است و برخی از حدس و گمان‌ها در مورد آن شامل ترزه مالفاتی، یوزفینه برونسویک، آنا ماریا آوردی و آنتونی برنتانو می‌شوند.

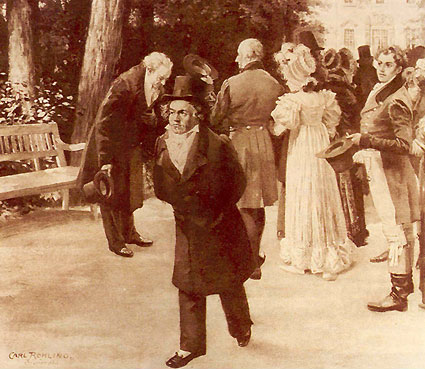
دیدار بتهوون و گوته با خانوادهٔ امپراتوری در شهر تپلیتسه، ژوئیه ۱۸۱۲، که توسط کارل رولینگ به تصویر کشیده شده‌است.

بتهوون در تپلیتسه با گوته که مایل بود با او آشنا شود، ملاقات کرد. این دیدار خوشایندِ هیچ‌کدام از دو طرف نبود. بتهوون نبوغ او را تحسین می‌کرد ولی گوته اخلاق تند و رفتار بتهوون را نمی‌پسندید. گوته هیچ‌گاه دربارهٔ آثار بتهوون اظهار نظر نکرد و در عین حال مخالفتی هم از خود بروز نداد. وی اعتقاد داشت که موسیقی بتهوون هیجان زیادی دارد و ممکن است آرامش او را که طی سالیان دراز و با رنج به‌دست آورده بود، برهم زند. مندلسون می‌نویسد:
گوته ابتدا نمی‌خواست که اثری از بتهوون بشنود، اما بالاخره مجبور شد که به آن تن دردهد و موومان اول سمفونی شماره پنج را بشنود. این آهنگ به شدت در او تأثیر کرد ولی گوته نمی‌خواست که هیجانش نمایان شود و گفت: «این آهنگ هیچ تأثیری ندارد جز اینکه فقط شخص را به تعجب می‌اندازد» اگر چه کمی بعد گفت: «این آهنگ پرعظمت و شگف‌انگیز بود، گویی تمام بنای ساختمان می‌خواست فرو بریزد».
بتهوون برخلاف گوته، هیچگاه در خدمت اشراف وین نبود و بر این اعتقاد بود که «هنرمندان به‌اندازهٔ اشراف قابل احترام‌اند». در یکی از روزهای ملاقاتِ گوته با بتهوون در سال ۱۸۱۲، چنین نقل می‌کنند: «روزی گوته و بتهوون در کوچه‌های ویَن در حال قدم‌زدن بودند. جمعی از اشراف‌زادگان ویَنی از مقابل آن دو در حال عبور از همان کوچه بودند. گوته به بتهوون اشاره می‌کند که بهتر است کناری بروند و به اشراف‌زادگان اجازهٔ عبور دهند. بتهوون با عصبانیت می‌گوید که «ارزش هنرمند بیشتر از اشراف است. آن‌ها باید کنار روند و به ما احترام بگذارند». گوته بتهوون را رها می‌کند و در گوشه‌ای منتظر می‌ماند تا اشراف‌زادگان عبور کنند. کلاهش را به نشانهٔ احترام برمی‌دارد و گردنش را نیز خم می‌کند. بتهوون با همان آهنگ به راهش ادامه می‌دهد. اشراف‌زادگان با دیدن بتهوون کنار می‌روند و راه را برای عبور او باز کرده و به وی ادای احترام می‌کنند. بتهوون هم از میان آن‌ها عبور می‌کند و فقط کلاهش را به نشانهٔ احترام، کمی با دست بالا می‌بَرد. او سپس در انتهای دیگرِ کوچه منتظرِ گوته می‌ماند تا پس از عبورِ اشراف‌زاده‌ها به او بپیوندد».
وی در اواخر اکتبر سال ۱۸۱۲، با برادرش «نیکولاوس یوهان» دیدار کرد. او آرزو داشت که یوهان به زندگی مشترک با ترزه اوبرمایر (زنی که قبلاً فرزند نامشروع داشته)، پایان دهد. ولی قادر به متقاعدکردنِ یوهان برای پایان‌دادن به این روابط نبود و از مقامات محلی و مذهبی درخواست وساطت کرد. اما سرانجام یوهان و ترزه در ۹ نوامبر با هم ازدواج کردند.

### ۱۸۲۲–۱۸۱۳

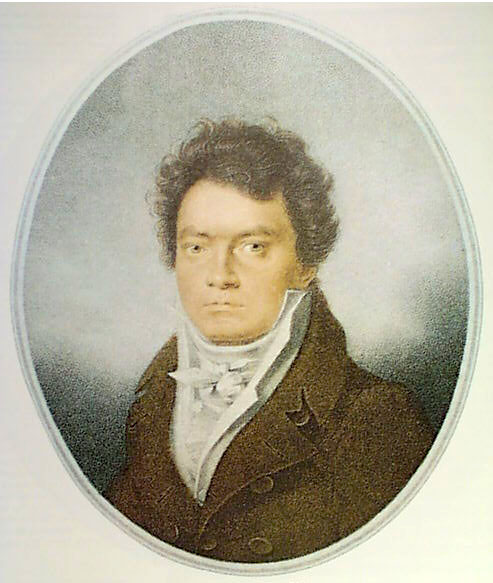
بتهوون (۱۸۱۴)، اثرِ لویی-رُنه لِترون

اوایل سال ۱۸۱۳، ظاهراً بتهوون دورهٔ عاطفی سختی را پشت سر گذاشت و فعالیت آهنگسازی او کاهش یافت. ظاهرِ شخصی وی نیز مانند: نظم، ظرافت و رفتارهای عمومی در بین مردم (به‌خصوص هنگام صَرفِ غذا) تخریب شد. همزمان او از برادرش (که از بیماری سل رنج می‌برد) و خانوادۀ خود مراقبت می‌کرد، و اظهار می‌کرد که زحمت و هزینهٔ این کار، او را بی‌پناه گذاشته‌است.
در ژوئن ۱۸۱۳، پس از ایجاد ائتلافی توسط نیروهای تحت رهبری آرتور ولزلی و خبری مبنی بر شکست نیروهای ناپلئون در شهر بیتوریا، بتهوون مشتاق شد تا قطعه‌ای ارکسترال با موضوع نبردی معروف به پیروزی ولینگتون بنویسد. این اثر نخستین بار در ۸ دسامبر به‌همراه هفتمین سمفونیِ وی در یک کنسرت خیریه برای قربانیان جنگ اجرا شد. اجرای این اثر مورد استقبال قرار گرفت و محبوب شد (که احتمالاً به‌دلیل برنامهٔ سرگرم‌کننده و ساده‌ای بود که برای این کنسرت به کار بست). این برنامه اجراهای مکرری در کنسرت‌های ژانویه و فوریه ۱۸۱۴ داشت. محبوبیت تجدیدشدهٔ بتهوون منجر به تقاضا برای احیای (بازنویسی) اپرای فیدلیو شد که سومین نسخهٔ اصلاح‌شدهٔ آن در اولین اجرای ماه ژوئیه همان سال، با استقبال خوبی روبرو شد.
در تابستان ۱۸۱۴، بتهوون برای اولین بار و پس از پنج سال کم‌کاری، یک سونات پیانو (شمارهٔ ۲۷، اپوس ۹۰) را آهنگسازی کرد. این اثر به‌صورت قابل توجهی نسبت به سونات‌های قبلی او رمانتیک بود. وی که مانند بسیاری از آهنگسازان آن دوره، آثاری با مضمونِ وطن‌پرستانه می‌ساخت، این قطعات را برای سرگرمی سران دولت و دیپلمات‌هایی ساخت که در کنگره وین — که از نوامبر ۱۸۱۴ فعالیت آن آغاز شده بود — شرکت داشتند. از آثار بتهوون با مضمونِ وطن‌پرستانه در این دوره می‌توان به دو مجموعهٔ قطعات، که اولین آن با نام به عزیزان دور، اپوس ۹۸ و دومین مجموعه با نام امیدواری، اپوس ۹۴ (۱۸۱۵) اشاره کرد. تنظیم مجددِ مجموعهٔ قطعات دوم در مقایسه با اولین تنظیم آن در سال ۱۸۰۵ (هدیه‌ای برای یوزفینه برونسویک)، برتری فوق‌العاده‌ای داشت.

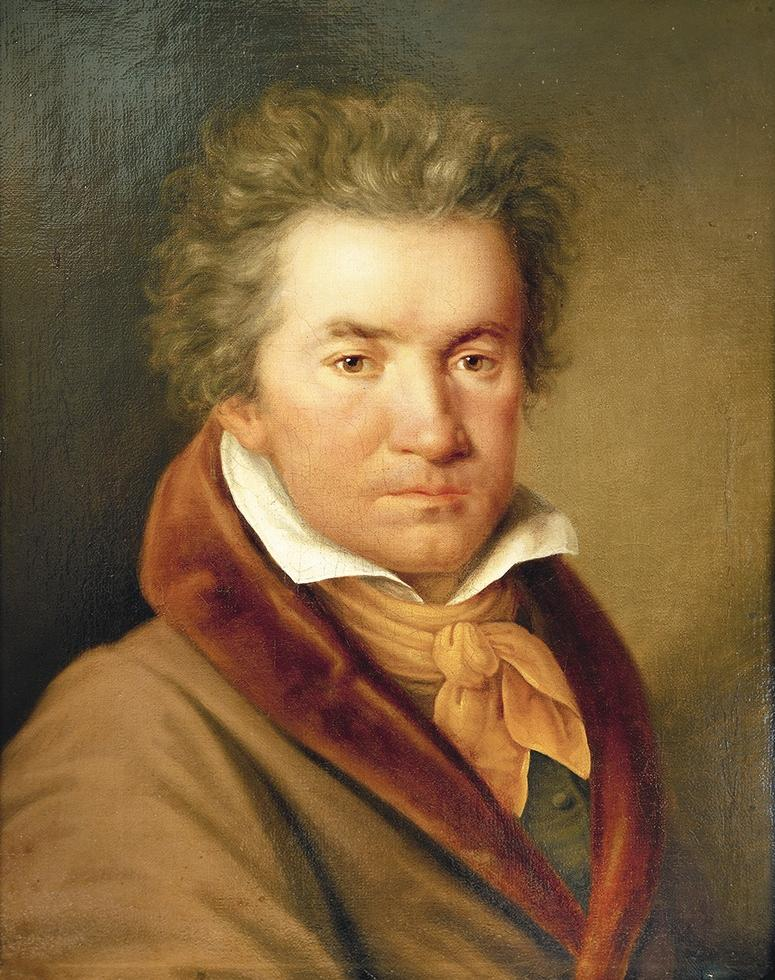
پرترهٔ بتهوون (۱۸۱۵)، اثرِ یوزف ویلی‌برورد مِهلِر

بین سالهای ۱۸۱۵ و ۱۸۱۷، کارایی بتهوون برای آهنگسازی دوباره کاهش یافت. خودِ او بخشی از این توقف را ناشی از یک بیماری طولانی مدت (که او آن را «تب التهابی» نام نهاده بود) می‌دانست که از اکتبر ۱۸۱۶ شروع شد و بیش از یک سال ادامه داشت. زندگی‌نامه‌نویسان دلایل مختلف دیگری را نیز مطرح کرده‌اند که در کاهشِ فعالیت وی نقش داشته‌است، از جملهٔ آنها را علاقه‌های او به عاشقی و ارتباط با زنان یا سیاست‌های سانسورِ شدیدِ دولت اتریش می‌دانستند. بیماری و مرگ برادرش کاسپار در اثر بیماری سل نیز ممکن است در این دورهٔ کم‌کاری، نقش داشته باشد. همچنین در مدتی که کاسپار بیمار شده بود، بتهوون برای مراقبت از وی در سال ۱۸۱۵، متحمل هزینه زیادی شد و نتوانست برای مراقبت از خودش پولی داشته باشد.
پس از درگذشت کاسپار در ۱۵ نوامبر ۱۸۱۵، بتهوون بلافاصله وارد یک درگیری حقوقی طولانی با همسرِ کاسپار، یوهانا فان بتهوون، شد که موضوع آن گرفتنِ سرپرستی کارل، فرزند کاسپار و یوهانا، پس از نه سالگی بود. بتهوون یوهانا را به‌دلیل مدیریت مالی و اخلاقی جزو والدین ناسالم قلمداد می‌کرد (او قبل از ازدواج با کاسپار، دارای یک فرزند نامشروع بود و محکومیت کیفری سرقت نیز داشت) و پیشتر موافقت کاسپار را برای حضانت تنها پسرش جلب کرده بود. نهایتاً بر اساس یک نوشته شبیه وصیت‌نامه از کاسپار (که دیر به‌دست آمده بود)، باعث شد تا سرپرستی کاسپار را به صورت مشترک به وی و یوهانا بدهند. در حالی که بتهوون موفق شد خواهر و برادرش را در فوریه ۱۸۱۶ از حضانت خارج کند، پروندهٔ برادرزاده‌اش تا سال ۱۸۲۰ به‌طور کامل حل نشده بود، و او غالباً به دنبال دادخواهی و دیدار با کارل، ابتدا در یک مدرسهٔ غیرانتفاعی و سپس در بهزیستی بود.

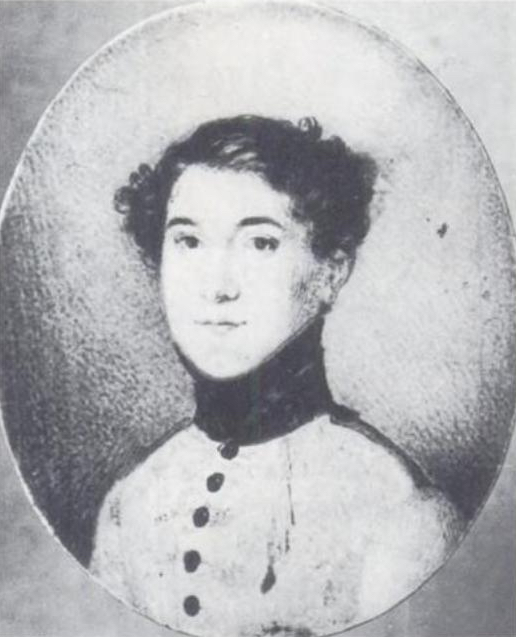
پرترهٔ «کارل فان بتهوون» (۱۸۲۰) اثر یک هنرمند ناشناس.

بتهوون عشق و علاقهٔ شدیدی به برادرزاده‌اش کارل داشت و در این راه از هیچ کوشش و فداکاری دریغ نمی‌کرد، به همین خاطر متحمل رنج و سختی‌های زیادی شد. وی در این باره می‌نویسد:
ای خدای من! ای مدافع و نگه‌دار من! ای تنها پناه من! تو از اعماق دلم باخبری و تو می‌دانی چقدر از کسانی که بر سرِ «کارل» من، گنجینهٔ گران‌بهای من، با من نزاع و کشمکش می‌کنند رنج می‌برم. ای وجودی که نمی‌دانم ترا چگونه بنامم. فریاد مرا بشنو و خواهش سوزان این بدبخت‌ترین مخلوقات خود را برآور.
در اوایل سال ۱۸۱۸، سلامتی بتهوون مقداری بهبود یافته بود و برادرزادهٔ وی در ژانویهٔ همان سال به او ملحق شد؛ اما شنوایی‌اش بدتر از قبل شده بود تا جایی که مکالمه نیز برایش دشوار شد و برای این کار نیاز به استفاده از دفترچهٔ یادداشت داشت. همزمان، مدیریت خانواده نیز تا حدودی بهبود یافته بود. نانت اشترایشر، که در طولِ بیماریِ بتهوون از او مراقبت کرده بود، همچنان به حمایت خود ادامه داد. بازدهیِ موسیقی او در سال ۱۸۱۸ هنوز هم تا حدودی کاهش یافته بود، اما کماکان آثار و آهنگ‌هایی ساخت، از جمله سونات پیانو شماره ۲۹، و همچنین طرح‌هایی برای دو سمفونی، که سرانجام در حماسه نهم تجلی یافت.
در سال ۱۸۱۸، او مجدداً گرفتار درگیری‌های حقوقی پیرامون کارل شد. سیستم قضاییِ اتریش دارای یک قانون عرفی برای دادگاه نجیب‌زادگان و بسیاری از دادگاه‌های دیگر برای غیر اشراف‌زاده‌ها بود که از جمله آنها می‌توان به «دادگاه مدنیِ دادستانی وین» اشاره کرد. بتهوون علی‌رغم ارائهٔ شواهد به دادگاه نجیب‌زادگان، نتوانست اشراف‌زادگیِ کارل را ثابت کند و به تبعِ آن، در ۱۸ دسامبر ۱۸۱۸ این پرونده به دادگاهی مدنی منتقل شد، و در آنجا وی حق حضانت خود را از دست داد. او سپس درخواست تجدیدنظر داد و سرپرستی مجدد را به‌دست‌آورد. در طولِ سالهای بعد، بتهوون به‌طور مکرر در زندگی برادرزادهٔ خود دخالت می‌کرد، کاری که کارل احساس می‌کرد رفتاری مغرورانه است.

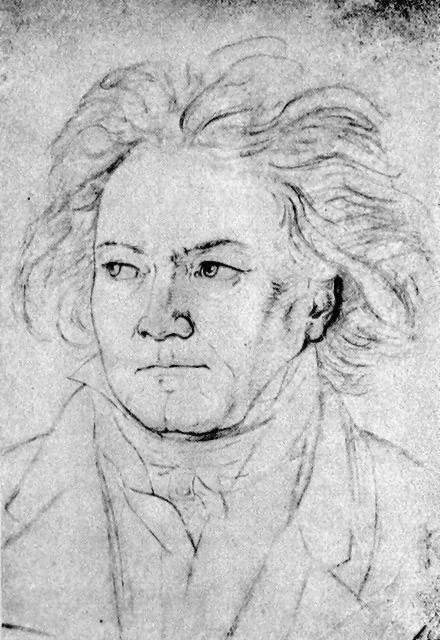
طرحی از بتهوون (۱۸۱۸)، اثرِ آوگوست کلوبِر

بتهوون بعدها کارل را شایستهٔ عشق و محبت خود ندانست و در نامه‌ای به او نوشت: «... اگر باید یکبار دیگر هم مزد رنج‌های من، حق‌ناشناسی و ناسپاسی باشد، بسیار خوب. اگر بنا هست که رشتهٔ ارتباط ما گسیخته شود، چنین باشد! تمام مردمِ بی‌طرف وقتی از این ماجرا باخبر شوند، از تو نفرت خواهند داشت …». نامه‌های بتهوون به کارل، دردناک و غم‌انگیز است و در شکلی ساده‌تر و تاثیرگذارتر، شبیه نامه‌های میکل‌آنژ به برادرانش است. بتهوون آرزو داشت و سعی می‌کرد برادرزاده‌اش تحصیلات عالیه داشته باشد یا تاجری معروف شود، اما در این راه ناکام ماند و کارل بیشترِ وقت خود را در قمارخانه‌ها می‌گذراند و از دیگران پول قرض می‌گرفت. بتهوون در نامه‌ای دیگر به او می‌نویسد: «... برای شخص فاسدی چون تو ضرری نخواهد داشت که بکوشی ساده و با حقیقت باشی، دل من از رفتارِ ریاکارانه‌ای که با من داشته‌ای رنج‌ها برده‌است و به آسانی نمی‌توان از یاد برد…». با این حال مهر و محبت او به کارل باعث می‌شود که او را ببخشد و برایش بنویسد: «... پسر عزیزم! دیگر یک کلمه حرف هم لازم نیست، به آغوش من بازگرد، دیگر هیچ حرف تندی از من نخواهی شنید …». در اظهاراتی که به کارل نسبت داده شده‌است گفته‌است: «من خراب و فاسد شده‌ام، عمویم می‌خواست بهترین باشم». و سرانجام کارل در تابستان ۱۸۲۶، تصمیم گرفت با شلیک گلوله‌ای به مغز خود، زندگی‌اش را پایان دهد، اما وی از این حادثه جانِ سالم به‌در برد ولی بتهوون را تا آستانهٔ مرگ از غصه به پیش برد. رفتار کارل در مرگ بتهوون بی‌تأثیر نبود و کسی که بتهوون آرزو داشت هنگام مرگ در بالین او باشد و چشم‌های او را ببندد، حضور نداشت و کارل کسی نبود که بتهوون، «پسرم» می‌نامید.
بتهوون در سال ۱۸۱۹، کار بر روی واریاسیون‌های دیابلی و میسا سولمنیس را شروع کرد و در طی سال‌های بعد سونات‌ها و باگاتل‌های پیانو را برای برآوردنِ مطالباتِ ناشران و رفع نیاز مالی خودش آهنگسازی کرد. وی دوباره در سال ۱۸۲۱ برای مدت طولانی بیمار شد و تحویلِ قطعهٔ «میسا سولمنیس» را در سال ۱۸۲۳، سه سال پس از موعد مقرر به اتمام رساند. در حدود سال ۱۸۲۲، برادرش یوهان شروع به کمک به وی در امور تجارت کرد، از جمله وام‌هایی در مقابلِ مالکیتِ برخی از آثار به او پرداخت کرد.

### ۱۸۲۷–۱۸۲۲

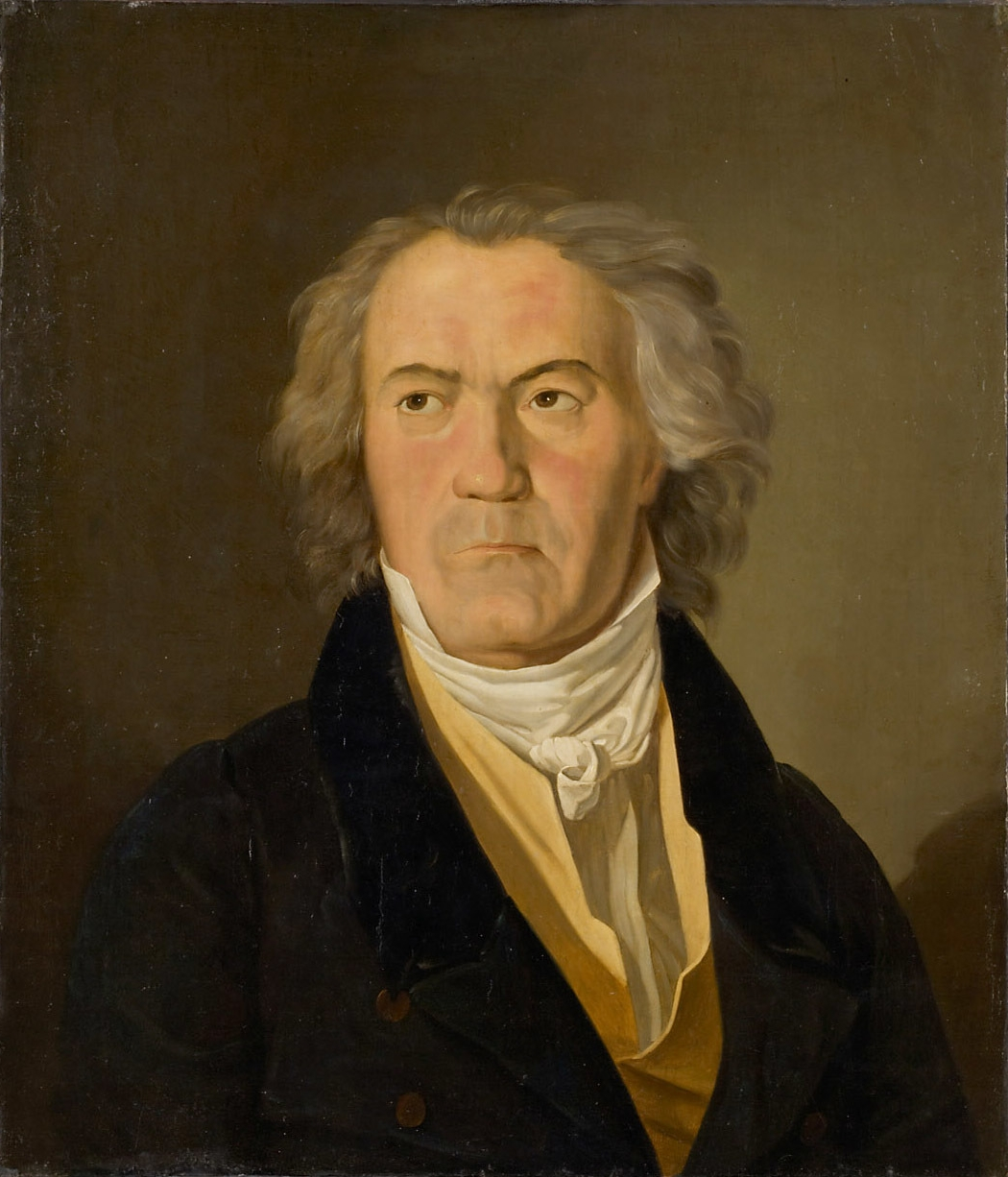
پرترهٔ بتهوون (۱۸۲۳)، اثرِ فردیناند گِئورگ والدمولر

بتهوون نسبت به عدمِ استقبال اهالی وین از آثارش گلایه داشت. او در سال ۱۸۲۲ خطاب به فریدریش روخلیتس (منتقد هنری و موسیقی‌شناس آلمانی)، که به دیدار او رفته بود، می‌گوید:
شما در اینجا چیزی از من نخواهی شنید… فیدلیو؟ نه می‌خواهند آن را نمایش دهند و نه می‌خواهند بشنوند. سمفونی‌ها؟ آنها برای این وقت ندارند. کنسرتوهای من؟ هر کس فقط برای چیزهایی که خودش ساخته‌است تلاش می‌کند. قطعات سولو؟ آنها مدت‌ها پیش از مُد افتاده‌اند و اینجا مُد همه چیز است. حداکثر شوپانتسیگ، گهگاهی یک کوارتت (به آنها) تحمیل می‌کند.
در همین سال دریافتِ دو حق‌الزحمه، چشم‌انداز مالیِ بتهوون را بهبود بخشید. انجمن فیلارمونیک سلطنتی در لندن، پیش پرداختی برای سمفونی ارائه داد. همچنین شاهزاده نیکلاس گولیتسین از سنت پترزبورگ پیشنهاد داد دستمزدِ بتهوون برای سه کوارتت زهی را بپردازد. این اولین حق‌الزحمه برای تحققِ سمفونی نهم بود که نخستین بار به همراه «میسا سولمنیس» در ۷ مه ۱۸۲۴ در سالن تئاترِ کِرْنْتْنِرتور وین اجرا شد و باعث تحسین فراوان «روزنامه عمومی موسیقی» (چاپ آلمان) شد و نوشت که این اثر «نبوغی وصف‌ناشدنی از دنیای جدید را به ما نشان داد». کارل چرنی نوشت که در سمفونی «نفسی تازه، سرشار از جنب و جوش و نیروی جوانی دمیده شده‌است» و اینکه «همان اندازه قدرت، نوآوری و زیبایی در آن هست که در دیگر آثار این مرد اصیل وجود دارد، اگرچه او یقیناً گاهی چنان موسیقی را نوشته که کلاه‌گیس‌داران قدیمی سرِ خود را (به علامت رضایت) تکان دهند». اما برخلاف کنسرت‌های قبلی که پرسودتر بود، از این کنسرت پول زیادی به دست نیامد، زیرا هزینه‌های اجرای آن به‌طور قابل توجهی بیشتر بود. دومین کنسرت در تاریخ ۲۴ مه برگزار شد و اگرچه تهیه‌کنندهٔ آن، حداقلِ هزینه را برای بتهوون تضمین کرد، اما از این کنسرت موفقیتی حاصل نشد. برادرزاده‌اش کارل گفته‌است که دلیل این عدم موفقیت، آن بود که «بسیاری از افراد (قبلاً) از کشور رفته بودند».∗ این آخرین کنسرت عمومی بتهوون بود.
در سال ۱۸۲۵، نُه سمفونی او در یک دوره، برای اولین بار توسط ارکستر گواندهاوس لایپزیگ تحت رهبری یوهان فیلیپ کریستیان شولتز اجرا شد. این دورهٔ کنسرت در سال ۱۸۲۶، بار دیگر تکرار شد.
سپس بتهوون به نوشتن کوارتت‌های زهی برای شاهزاده نیکلاس گولیتسین روی آورد. این مجموعه از کوارتت‌ها، معروف به آخرین کوارتت‌ها، فراتر از چیزی بود که در آن زمان نوازندگان یا شنوندگان انتظار داشتند. آهنگساز لویی اشپور، آنها را «غیرقابل کشف» و «وحشتِ اصلاح‌نشدنی» نامید. نظرها پس از اولین استقبالِ مبهم، بسیار تغییر کرد. فرم‌ها و ایده‌های این اثر الهام‌بخشِ آهنگسازانی چون ریشارد واگنر و بلا بارتوک شد که بعداً به این سبک ادامه دادند. از «آخرین کوارتت‌ها»، چهاردهمین کوارتت (در دو دیز مینور، اپوس ۱۳۱)، مورد علاقهٔ بتهوون و گزینهٔ اول او بود؛ وی این اثر را به‌عنوان کامل‌ترین اثر مجردِ خود ارزیابی می‌کرد. آخرین آرزوی موسیقایی شوبرت، شنیدن «کوارتت اپوس ۱۳۱» بود، که در ۱۴ نوامبر ۱۸۲۸ (پنج روز قبل از مرگش) آن را شنید.
بتهوون «آخرین کوارتت‌ها» را هنگام ناخوشی نوشت. در آوریل ۱۸۲۵ در بستر بیماری افتاد و حدود یک ماه طول کشید. او در هنگام این بیماری یا به عبارت دقیق‌تر پس از بهبودی از این بیماری، به‌یاد آورد که موومان نیمه‌تمام و آهستهٔ کوارتت پانزدهم را باید به‌خوبی تکمیل کند و به اتمام برساند. او این قسمت را «شکرگزاری مقدس» به الوهیت خواند. بتهوون در ادامه، تکمیلِ کوارتت‌هایی را که اکنون شمارهٔ آنها سیزدهم، چهاردهم و شانزدهم است، به‌پایان رساند. آخرین اثری که بتهوون تمام کرد، موومان نهاییِ کوارتت سیزدهم بود که برایش یک قطعهٔ جایگزین، به‌جای قسمت دشوارِ فوگ بزرگ نوشت. اندکی پس از آن، در دسامبر سال ۱۸۲۶، بیماری وی دوباره شدت یافت و با استفراغ و اسهال همراه شد.
در ۳۱ ژوئیهٔ ۱۸۲۶، برادرزادهٔ بتهوون، که پس از شلیک به خود با هدف خودکشی، زنده مانده و در خانهٔ مادرش بهبود یافته بود، با بتهوون آشتی کرد، اما کارل اصرار داشت به ارتش بپیوندد و آخرین دیدارش با بتهوون، ژانویهٔ سال ۱۸۲۷ بود.

### بیماری و مرگ
«مشه‌لس عزیزم!در ۲۷ فوریه چهارمین جراحی من انجام گرفت و حالا علایم مسلمی نشان می‌دهند که باید در انتظار یک عمل جراحی پنجم هم باشم. آیا این کارها به کجا خواهد کشید؟ و آیا اگر هنوز هم این وضع مدتی طول بکشد، چه بر سرم خواهد آمد؟ حقیقتاً که قسمت من در زندگانی خیلی سخت بوده‌است، ولی به ارادهٔ تقدیر سر می‌سپارم و از خدا می‌خواهم در مشیت الهی خود چنین بخواهد که تا وقتی مقدر است، این زندگانی بدتر از مرگ را تحمل کنم، لااقل از احتیاج مصون بمانم. این به من نیرو خواهد بخشید تا بتوانم مقدرات خود را هر قدر هم تلخ و دهشتناک باشد، تحمل کنم و به مشیت اعلای الهی تسلیم باشم.»

لودویگ فان بتهوون
در اواخرِ پاییز ۱۸۲۶، بتهوون در راه بازگشت از سفری به ییلاق‌های اطرافِ وین، به‌شدت دچار سرماخوردگی و سینه‌پهلو شد و در منزلش بستری گردید. برادرزاده‌اش را در پیِ طبیب فرستادند اما نقل می‌شود که وی این مأموریت را فراموش کرده و پس از دو روز به یاد می‌آورد که چه کاری داشته‌است. بتهوون در هنگام بستری بدون پرستار بود و برادرزاده‌اش نیز مشغول بازی بیلیارد بود و پول‌هایی هم که از بتهوون می‌گرفت، خرج قمار می‌کرد. سرانجام مستخدم میخانه‌ای که کارل در آنجا قماربازی می‌کرد، طبیبی را به بالین بتهوون فرستاد. پزشک که او را با صورت برافروخته و تنگیِ نفسِ شدید مشاهده کرد، برای مشورت از جراح معروف شهر کمک خواست و بتهوون تحت عمل جراحی قرار گرفت. او چهار بار در تاریخ‌های ۲۰ دسامبر ۱۸۲۶، ۸ ژانویه، ۲ فوریه و ۲۷ فوریهٔ ۱۸۲۷، تحت عمل جراحی قرار گرفت و جسم نیرومند وی به‌مدت سه ماه با بیماری دست و پنجه نرم می‌کرد.
در این زمان خیلی از دوستان بتهوون او را فراموش کرده بودند و اگر کمک‌های دوستان انگلیسی وی نبود، آخرین روزهای زندگی‌اش با فلاکتِ بیشتری سپری می‌شد. از اواخر فوریه، حال بتهوون رو به وخامت گذاشت، یوهان نپوموک هومل کدورت‌های خود را با بتهوون به فراموشی سپرد و به همراه همسرش در ششم مارس، به دیدار بتهوون شتافت. وی پس از دیدنِ بتهوون نتوانست مانع از ریختن اشک خود شود.
فردیناند هیلر که در زمان بیماری و چند روز قبل از مرگ، به ملاقات بتهوون آمده بود، می‌گوید:
بتهوون در حالیکه لباس خاکستری بلندی به تن داشت و کفش‌های بزرگی تا زانو پوشیده بود، جلوی پنجره دراز کشیده بود و نمی‌توانست چیزی بگوید. قطرات عرق روی پیشانی او چون مروارید می‌درخشید. همسرِ هومل دستمالی خیس کرده روی پیشانی‌اش گذاشت. من هیچ‌گاه نمی‌توانم نگاهی که در کمالِ حق‌شناسی به ما افکنده بود، فراموش کنم. در این هنگام بتهوون قلم برداشت و وصیت‌نامهٔ مختصری به برادرزاده‌اش (کارل) نوشت.
بتهوون بیشتر ماه‌های باقی‌مانده از عمرش در بستر بود و بسیاری از دوستانش برای ملاقات به آنجا می‌آمدند. وی در ۲۶ مارس ۱۸۲۷ در سن ۵۶ سالگی درگذشت. این باور نیز وجود دارد که رفتار و خودکشی نافرجام برادرزاده‌اش کارل، در مرگ زودهنگام بتهوون تأثیر داشته‌است.∗ دوست وی آنسلم هوتنبرنر، که در لحظهٔ مرگ حضور داشت، گفت که: «حدود ساعت پنج بعدازظهر در لحظهٔ مرگ، طوفان و رعدوبرق وجود داشت، بتهوون چشمان خود را باز کرد و چند لحظه با دست راست مشت گره‌کرده‌اش را بالا برد و پس از آن نه نفسی وجود داشت و نه ضربان قلبی». کالبدشکافی آسیب قابل توجهی در کبد را نشان می‌داد که ممکن است به دلیلِ مصرف سنگینِ الکل باشد. همچنین آسیب‌دیدگی در اعصاب شنوایی و سایر اعضای بدن نیز مشاهده شد.
در مراسم تشییعِ جنازهٔ بتهوون در ۲۹ مارس ۱۸۲۷، طبق تخمین‌های متفاوتی که از شاهدان عینی نقل می‌شود، حدود ده تا سی هزار نفر حضور داشته‌اند که تا آن زمان بی‌سابقه بود. فرانتس شوبرت، که مشعل‌دارِ این مراسم بود، یک سال بعد درگذشت و در کنار او دفن شد. تشییع پیکر وی پس از خواندن مناجات و دعای آمرزش در کلیسای مقدس، به گورستان اختصاصی در قبرستان واهرینگ، شمال غربیِ وین، منتقل و به خاک سپرده شد. در سال ۱۸۶۲ (چند سال پس از خاک‌سپاری) بقایای جسدِ وی برای مطالعه مجدد نبش قبر شد و در سال ۱۸۸۸ به گورستان مرکزی وین (در کنار قبر شوبرت) منتقل شد.
پس از مرگ بتهوون، تمام نوشته‌ها، دفاتر یادداشت روزانه، کتاب‌های خطی، موسیقی و اثاثیهٔ وی به حراج گذاشته شد و به فروش رفت. در میان کتاب‌ها، آثاری علمی و ادبی وجود داشت که مسیر فکری بتهوون را نشان می‌داد که این امر موجب توقیف برخی از کتاب‌ها توسط پلیس شد و از حراج و فروش آن جلوگیری کردند، چرا که موضوع آنها بر ضد سلطنت، اشرافیت و دین مسیح بود.
در مورد علت مرگ وی اختلاف‌نظر وجود دارد: سیروز، سیفلیس، هپاتیت آ، مسمومیت سرب، سارکوئیدوز و بیماری ویپل، همه پیشنهاد شده‌اند. دوستان و بازدیدکنندگان قبل و بعد از مرگ وی، چین‌هایی از موی او برداشتند که برخی از آنها نیز حفظ شده‌اند و مورد تجزیه و تحلیل بیشتر قرار گرفته‌اند؛ همان‌طور که قطعاتی از جمجمه نیز در هنگام بازبینی در سال ۱۸۶۲، برداشته شده‌است. برخی از این تجزیه و تحلیل‌ها منجر به ادعاهای بحث‌برانگیزی مبنی بر اینکه وی با دوزهای زیاد از درمان‌هایی مبتنی بر سرب (که تحت تجویزِ پزشک بوده) و به‌طور تصادفی، مرگ وی بر اثر سم بوده‌است. در سال ۲۰۱۲، در پیِ سرقت‌های سنگینِ آرامگاه‌های سایر آهنگسازان مشهور وین، آرامگاه وی نیز مورد بررسی قرار گرفت و مشخص شد که دندان‌های وی به سرقت رفته‌است.
در ۲۲ مارس ۲۰۲۳، مجلهٔ کارنت بیولوژی اعلام کرد طبق تحقیقات انجام‌شدهٔ دانشمندان بر روی دی‌ان‌ای پنج تار موی بتهوون که اطمینان داشتند معتبر است، وی دارای اختلال ژنتیکی در کبد بوده‌است که در اواخر عمر به بیماری هپاتیت ب نیز مبتلا شده‌است و نتیجه می‌گیرند که این دو عامل همراه با نوشیدن زیاد الکل، می‌تواند دلایلی کافی برای مرگ بتهوون باشد.

## آهنگسازی

### سبک
- «موسیقی باید آتشِ آدمی را برافروزد.»
- «برای چه این آهنگ‌ها را می‌نویسم؟ آنچه در قلبم دارم باید بیرون بریزد، و برای همین می‌نویسم.»
- «آیا باور می‌کنید که وقتی روح با من سخن می‌گوید، مثل این است که که یک ویولنِ مقدس در گوشم صدا می‌کند و هر چه او می‌سراید، می‌نویسم.»
- «موسیقی حالتِ درک و کشفی است که از هر دانش و فلسفه‌ای برتر است … کسی که به اعماق معانیِ موسیقیِ من راه یابد، از بند تمام بدبختی‌هایی که مردمان را به دنبال خود می‌کشاند، آزاد خواهد بود.»

لودویگ فان بتهوون
بتهوون که متعلق به نسلی جوانتر از هایدن و موتسارت∗ بود، بسیار تحتِ تأثیر و نفوذ موسیقی آن دو قرار گرفت.∗ وی به‌خاطر افکارِ نوآورانه و رمانتیکی که داشت، شخصیتی اساسی و نقشی تأثیرگذار در عبور از موسیقی دورهٔ کلاسیک (قرن هجدهم) به دورهٔ رمانتیک (قرن نوزدهم) داشت و نفوذ او بر نسل‌های بعدیِ آهنگسازان عمیق بود. وی در ابتدا از فرم‌های معمولِ آن دوره مانند فرم سونات، تم و واریاسیون، و روندو استفاده کرد؛ از همین رو، بزرگ‌ترین آثارش برای موسیقی سازی است و تنها دو اثر به نام‌های میسا سولمنیس و اپرای فیدلیو را برای موسیقی آوازی نوشته‌است. بتهوون نیز مانند دیگر افرادی که در دورهٔ انتقالی قرار می‌گیرند، به سختی در سبک کلاسیک می‌گنجید، چرا که شخصیتِ قهرمانانه، اندیشه و نبوغِ بتهوون، در آرمان‌های رمانتیک تحقق می‌یافت. این نبوغ با حس بیگانگیِ توأم بود که ناشی از ناشنوایی و رنجی بود که در طولِ زندگی‌اش با آن درگیر بود.
بتهوون از حدود سال ۱۸۱۵ تا لحظهٔ مرگش، در یک سیر تدریجی، آثاری به مراتب باشکوه‌تری ثبت کرد و سبک او به سمت خلق آثاری به‌شدت شخصی حرکت کرد. سونات پیانوهای آخرین وی در نهایتِ دقت نوشته شده‌اند و آخرین کوارتت‌های زهی وی نیز دارای تکنیک پیچیده و از نظر اجرا بسیار مشکل هستند. دوران بتهوون را به‌عنوان اوجِ موسیقی کلاسیک و شروع رمانتیک توصیف می‌کنند؛ نوآوری‌هایی مانند مدولاسیون‌های زیاد، ناگهانی و خیلی دور از تنالیتهٔ اصلی، حذف سکوت و ایست در بین بعضی از موومان‌ها، حرکت دَوَرانی (سیکلیک) بر روی یک تم، طولانی‌کردن موومان‌ها از طریق گسترش و کدا، جایگزینی اسکرتسو به جای منوئه، گنجاندن مارش عزا و موسیقی آوازی در سمفونی (که تا آن زمان معمول نبود)، استفادهٔ متفاوت از نوانس نسبت به موسیقی کلاسیک (که در آن زمان فقط به‌عنوان یک سایه‌روشن برجستگی داشت) به صورت کرشندوی شدید با حرکت مداومِ جملهٔ موسیقی از یک نقطهٔ تاریک به روشنایی و شدت صدای زیاد برای تغییر بیان و حالات جدیدِ دراماتیک (شیوه‌ای برای رسیدن به اوجِ فینال که ناشی از تأثیرات مکتب مانهایم بود)، و در نهایت ارکستراسیون نوآورانه و رنگ‌آمیزی‌های جدید ارکسترال، باعث می‌شود تا بتوان بتهوون را نخستین آهنگساز رمانتیک به‌شمار آورد.
فعالیت بتهوون به‌عنوان آهنگساز، معمولاً به دوره‌های اولیه، میانی و پایانی تقسیم می‌شود. «دورهٔ اولیه» به‌صورت تقریبی تا سال ۱۸۰۲ ادامه دارد، «دورهٔ میانی» از ۱۸۰۲ تا ۱۸۱۲ و «دورهٔ پایانی» پس از آن است. این تمایز برای اولین بار در سال ۱۸۲۸، فقط یک سال پس از مرگ وی به کار گرفته شد، و اگرچه اغلب مورد چالش و پالایش قرار می‌گیرد، اما به‌عنوان نقطهٔ شروع، برای درک و پیشرفت کارِ بتهوون در نظر گرفته شده‌است.

### آثار

دست خط بتهوون، برگه‌ای از صفحهٔ دوازدهم سمفونی نهم

بتهوون در سبک‌های مختلف موسیقی و برای انواع سازها آهنگسازی کرده‌است. آثار او برای ارکستر سمفونیک شامل ۹ سمفونی (که سمفونی نهم شامل گروه کر نیز می‌شود) و حدوداً ۱۰ قطعهٔ موسیقی «گاه به گاه» است. وی ۷ کنسرتو برای یک یا چند تکنواز با ارکستر، و همچنین چهار اثر کوتاه‌تر نوشت که شامل تکنواز همراه با ارکستر است. تنها اپرای او فیدلیو است. سایر آثار آوازی ارکسترال او شامل ۲ مس و تعدادی قطعهٔ کوتاه‌تر است. مجموعه بزرگی از آهنگسازی‌های وی برای پیانو شامل ۳۲ سونات پیانو و قطعات کوتاه‌ترِ متعدد است، از جمله تنظیم برخی از کارهای دیگرش (غیر پیانویی) برای پیانو است. آثار با همراهی پیانو، شامل ۱۰ سونات ویولن، ۵ سونات ویولنسل و سونات برای هورن است. همچنین ۱۲ اورتور برای ارکستر و چندین اثر دیگر از آن جمله‌اند. بتهوون تعداد قابل‌توجهی آهنگ برای موسیقی مجلسی نوشت. وی علاوه بر ۱۶ کوارتت زهی، ۵ اثر برای کوئینتت زهی، ۷ مورد برای تریو پیانو، ۵ تریو برای سازهای زهی و بیش از ۱۰ اثر برای ترکیب‌های مختلفِ سازهای بادی نوشت.

#### دورهٔ اول
دورهٔ اول پس از ورود بتهوون به وین در سال ۱۷۹۲ آغاز می‌شود. در چند سال اول، به‌نظر می‌رسد کمتر از آنچه در بن انجام داد، آهنگسازی کرده‌است و «پیانو تریو، اپوس ۱» تا سال ۱۷۹۵ منتشر نشده بود. از این نقطه به بعد، او به نخستین مکتب وین تسلط یافته بود (در آن روزها هایدن و موتسارت مشهورترین آهنگسازان این مکتب بودند) و سبک خود را شکل می‌داد. آثار او از سال ۱۷۹۵ تا ۱۸۰۰، طولانی‌تر از حدِ معمول است (نظیر نوشتن سونات در چهار موومان، در حالی که سه موومان رایج بود). او از اسکرتسو به‌جای سه‌گانهٔ منوئه (منوئه-تریو-منوئه) استفاده می‌کند؛ موسیقی او اغلب شامل احساساتِ دراماتیک و حتی گاهی، فراگیر و با استفاده از دینامیک شدید، تغییر تمپو و هارمونی کروماتیک همراه است. همین مسئله باعث شد که هایدن به این باور برسد که «پیانو تریو، اپوس ۱» برای درکِ مخاطبان (در آن زمان)، بسیار دشوار است.
او همچنین به کاوش در افق‌های جدیدی پرداخت و به‌تدریج دامنهٔ جاه‌طلبی‌هایش را گسترش داد. برخی از قطعات مهمِ دورهٔ اول عبارتند از: سمفونی شماره ۱ و شماره ۲، مجموعهٔ «شش کوارتت زهی، اپوس ۱۸»، دو کنسرتو پیانو شماره یک و شماره دو، چندین سونات پیانو از جمله سونات پیانو شماره ۸، که معروف‌ترین است.

#### دورهٔ میانی
دورهٔ میانیِ (یا قهرمانانهٔ) او از سال ۱۸۰۲، اندکی پس از بحران شخصی‌اش که در ارتباط با ناشنوایی به وجود آمده بود، آغاز شد. این دوران شامل آثاری با مقیاسی بزرگ (حجم ارکستر و مدت) است که بیانگر روحیهٔ قهرمانی و مبارزه است. آثار دورهٔ میانی شامل شش سمفونی (شماره ۳ تا ۸)، دو کنسرتو پیانوی آخرین، تریپل کنسرتو، کنسرتو ویولن، پنج کوارتت زهی (شماره ۷ تا ۱۱)، چندین سونات پیانو از جمله سونات پیانو شماره ۲۱، شماره ۲۳، سونات ویولن شماره ۹ و تنها اپرایش به نام فیدلیو است.
دورهٔ میانی گاهی با تفسیری به‌نام شیوهٔ آهنگسازی «قهرمانانه» همراه است، اما استفاده از اصطلاحِ «قهرمانانه» به‌طور فزاینده‌ای در روش و دانشِ بتهوون بحث‌برانگیز شده‌است. این اصطلاح بیشتر به‌عنوان یک نامِ جایگزین برای «دورهٔ میانی» استفاده می‌شود. مناسب بودنِ اصطلاح قهرمانانه برای توصیف کلِ دورهٔ میانی نیز زیر سؤال رفته‌است. در حالی که برخی از آثار مانند سمفونی‌های سوم و پنجم، به آسانی قابل توصیفِ «قهرمانانه» هستند، بسیاری دیگر مانند سمفونی شماره ۶، در این تعریف نمی‌گنجد. رمانتیک‌ترین آثار بتهوون در همین دوره خلق شده‌اند و آثار این دوره تأثیر و نفوذ زیادی بر آهنگسازان قرن نوزدهم داشته‌است. سمفونی سوم مهم‌ترین اثر او در این دوره است. تغییرات در فرم از جمله جایگزینیِ «اسکرتسو-تریو» به‌جای «منوئه-تریو»، طولانی‌شدن بخش بسط و گسترش و کدا، نوآوری در حرکتِ چرخشی (سیکلیک) روی یک تم و بزرگ‌تر شدن سمفونی برخلاف شیوهٔ کلاسیک، در این زمان شکل گرفتند.

#### دورهٔ پایانی
دورهٔ پایانی بتهوون در دههٔ ۱۸۱۰–۱۸۱۹، آغاز شد. در پیِ نخستین تلاش‌ها برای چاپ و انتشار کامل آثار موسیقی قدیمی، بتهوون به مطالعهٔ این آثار پرداخت؛ از جمله، مطالعهٔ کارهای یوهان سباستیان باخ∗ و جرج فردریک هندل∗، که اورتور تقدیسِ خانه (۱۸۲۲)، اولین ساختهٔ وی بود که از این تحقیقات تأثیر گرفته بود. بتهوون سبکی جدید پدیدآورد که اکنون آن را «دورهٔ پایانی» می‌نامند. در این دوره، وی نگارش و تنظیم جدیدی از سونات پیانو برای ساز شستی‌دار را به سرانجام رساند که تقریباً به مدت یک دهه طول کشیده بود. سایر آثار این دوره شامل واریاسیون‌های دیابلی، دو سونات آخر برای «ویولنسل و پیانو» بود، همچنین دو اثر بزرگ با اجراکنندگان بسیار با نام: میسا سولمنیس و سمفونی نهم. گفته می‌شود نوآوری‌ها و بیان شدیدِ شخصی وی در کارهای این دوره کاملاً مشخص است، چنان‌که «کوارتت زهی، اپوس ۱۳۱»، را در هفت موومان ساخت و به «سمفونی نهم» در آخرین موومان، حجم زیادی از نیروی گروه کر را به ارکستر اضافه کرد. از دیگر آهنگسازی‌های این دوره می‌توان به پنج کوارتت زهی پایانی (از جمله فوگ بزرگ) و پنج سونات پیانوی آخرین او اشاره کرد.

#### پیانوهای بتهوون
پیانوهای قبلی بتهوون که او ترجیح می‌داد با آنها کار کند، پیانوهای یوهان آندرئاس اشتاین (سازندهٔ پیانو و کیبورد) بود. همچنین ممکن است یک «پیانو اشتاین» از طرف کنت والشتاین به او داده شده باشد. از سال ۱۷۸۶ به بعد شواهدی مبنی بر همکاری بتهوون با یوهان آندرئاس اشترایشر (یکی دیگر از سازندگان پیانو) وجود دارد، وی که با نانت، دختر یوهان آندرئاس اشتاین ازدواج کرده بود، پس از مدتی، کسب و کار با اشتاین را رها کرد تا شرکت مستقلِ خود را در سال ۱۸۰۳ راه اندازی کند، بتهوون همیشه محصولات او را تحسین می‌کرد و در سال ۱۸۱۷، طی نامه‌ای به او نوشت که «اولویتِ اولش» پیانوهای اوست. از جمله پیانوهای دیگری که بتهوون در اختیار داشت، پیانوی سباستیَن اِرار بود و در سال ۱۸۰۳ توسط سازندهٔ آن به بتهوون داده شد. پیانوی «اِرار» با طنین استثنایی‌اش، ممکن است بر سبک پیانوییِ بتهوون تأثیر گذاشته باشد (وی اندکی پس از دریافت آن، شروع به نوشتنِ سونات والدشتاین کرد)؛ اما به‌نظر می‌رسد با وجودِ اشتیاق اولیه، قبل از سال ۱۸۱۰ آن را رها کرده و نوشت که «واقعاً دیگر فایده‌ای ندارد» و سرانجام در سال ۱۸۲۴ آن را به برادرش یوهان سپرد.∗ بتهوون در سال ۱۸۱۸ یک گراند پیانو از «جان برادوود و پسران» (سازندهٔ پیانو اهل انگلستان) به‌عنوان هدیه دریافت کرد؛ اگرچه بتهوون به دریافت آن افتخار می‌کرد، ولی ظاهراً از صدای آن ناراضی بوده است (این نارضایتی شاید به دلیل ناشنوایی فزایندهٔ او نیز باشد) و به دنبال بازسازیِ پیانو برای بلندترکردنِ صدای آن بود.∗ او در سال ۱۸۲۵ پیانویی را به «کنراد گراف» (سازندهٔ پیانو، اتریشی/آلمانی) سفارش داد که مجهز به سیم‌های چهارگانه و رزونانس ویژه برای او بود تا صدا را برایش قابلِ شنیدن کند، اما در انجام کار با آن ناموفق بود.∗

## شخصیت، افکار و اندیشه

### خصوصیات فردی
«من همچون دیونیسوس هستم که برای بشریت شرابی مطبوع بسازم، من هستم که به‌روحِ مردم، سرمستی الهی می‌بخشم.»

لودویگ فان بتهوون

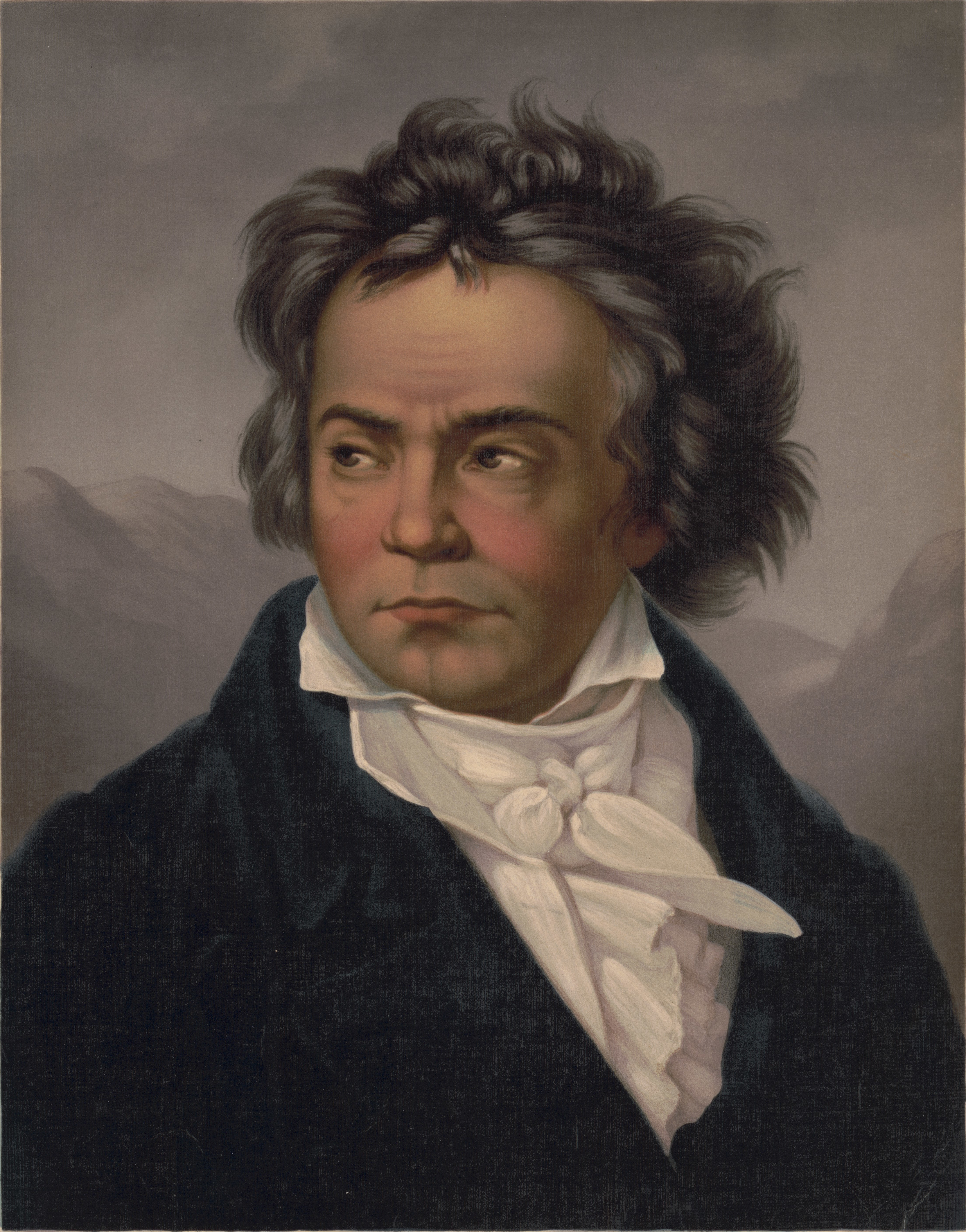
پرترهٔ بتهوون (۱۸۱۹)، اثر فردیناند شیمون. این پرتره از بتهوون را آشناترین تصویر از وی می‌دانند و توسط آنتون شیندلر این‌طور توصیف شده‌است که علی‌رغم ضعف هنری، «ارایهٔ یک نمای خاص … پیشانی با شکوه … دهان محکم و بسته … چانه‌ای به مانند صدف … طبیعی‌ترین پرتره از بتهوون نسبت به هر تصویر دیگری است.»

معاصران بتهوون وی را چنین توصیف می‌کردند: مردی کوتاه قد با هیکلی درشت که موهای سیاه، زبر، وزکرده و شانه نخورده‌اش، مارهای مدوسا را به یاد می‌آورد. او پیشانی برجسته‌ای داشت و رنگ چشمانش به سیاهی می‌زد اما در واقع سبزِ خاکستری بود. نیرویی که از چشمانش شعله می‌زد هر کسی را جذب می‌کرد.∗ بینی کوتاهی داشت که به پوزه و بینی شیر شباهت داشت. دهانش ظریف بود و فک‌های محکمی داشت اما لب پایینی او بر روی لب بالا قرار می‌گرفت. چاله‌ای در سمت راست چانه‌اش وجود داشت که تقارنِ صورتش را تغییر داده بود. رنگ صورتش سرخِ آجری بود که در دوران تنهایی و بیماری، رنگ‌پریده و به زردی می‌زد. مشه‌لس می‌گوید: «تبسمی قشنگ داشت و به هنگام صحبت اغلب لحنی گرم و تشویق‌آمیز داشت اما خنده‌اش ناخوشایند، شدید و کوتاه بود و به صورتش حالتی عجیب و خاص می‌داد.» هنگامی که ایده‌ای به او الهام می‌شد حالتِ صورتش تغییر می‌کرد و در این حالت اگر در حال عبور از کوچه و خیابان بود، به دیگران طعنه می‌زد. وقتی پیانو می‌نواخت و کسی سرزده وارد می‌شد، از خشم صورتش برافروخته، رگ‌هایش متورم و با لب‌های لرزان، حالتِ جادوگری را داشت که در چنگالِ ارواح و شیاطین اسیر شده باشد. ژولیوس بندیکت از معاصران بتهوون چهرهٔ او را همچون صورتک‌های ساختهٔ شکسپیر و شبیه شاه لیر توصیف کرده‌است.∗
از همان دوران کودکی، زندگی بتهوون با اندوه و خشونت همراه بود و چنان نبود که مانند موتسارت از نوازش و مهر خانوادگی برخوردار باشد. پدرش قصد داشت از هوش و استعداد وی در موسیقی، بهرهٔ مادی ببرد و از چهارسالگی او را وادار می‌کرد تا پیانو بنوازد یا او را در اتاقی حبس می‌کرد تا به صورت جان‌فرسایی ساز ویولن را تمرین کند. این شدت و فشار پدرش برای آموزش موسیقی به وی، تا مرز بیزاری بتهوون از هنر و موسیقی پیش رفت. نوجوانی و جوانی وی نیز با نگرانی از غمِ تهیهٔ نان و کوشش سخت وی برای گذران زندگی همراه بود. سیزده ساله بود که کار می‌کرد و در کلیسا ارگ می‌نواخت. در هفده سالگی مادرش را که خیلی دوست داشت، از دست داد. می‌خوارگی و عدم مسئولیت‌پذیری پدرش باعث شد تا سرپرستی خانواده را پس از مرگ مادرش به عهده بگیرد. رفتار پدرش همیشه باعث شرمساری و خجالت بتهوون بود به‌طوری که مستمری او را به خاطر اینکه خرج می‌گساری‌اش نکند، به بتهوون پرداخت می‌کردند. از بیست سالگی با شنوایی و درد مزمنِ معده درگیر بود. وی همان‌طور که در وصیت‌نامه هایلیگنشتات نوشته‌است، قصد خودکشی داشت. با این وجود در طولِ زندگی خود، دایرهٔ نزدیک و صمیمانه با دوستانش داشت. تصور می‌شود که وی دارای شخصیتی جذاب بوده‌است، و از همین‌رو، دوستان او در تلاش برای کمک به وی برای کنار آمدن با ناتوانی‌ها و مشکلاتش به رقابت می‌پرداختند.
بتهوون نسبت به اظهارات منتقدان بی‌اعتنا بود و می‌گفت: «... پرحرفی و یاوه‌گویی‌های آنها هیچ‌کس را بزرگ و جاودان نخواهد ساخت، همچنان‌که از بزرگی و عظمت کسی نخواهد کاست … هرگز از من نخواهید شنید در بارهٔ آنچه از هنرم می‌گویند توجهی داشته باشم … من هم مانند ولتر فکر می‌کنم که چند نیشِ حشره، هرگز اسب چابک را از دویدن بازنمی‌دارد.»∗ وی بیشتر اوقات با خویشاوندان و بقیهٔ مردم نزاع و با آنان به تلخی برخورد می‌کرد. شخصیت بسیار مرموزی داشت و برای اطرافیانش به‌مانند یک راز باقی ماند. لباس‌هایش اغلب کثیف و ژولیده بود. در آپارتمان‌های خیلی به‌هم‌ریخته زندگی می‌کرد و بسیار تغییرمکان می‌داد. طی ۳۵ سال زندگی در وین، حدود ۳۰ بار محل زندگی‌اش را تغییر داد. در معامله با ناشرانش، همیشه بی‌دقت بود و اکثر اوقات مشکل مالی داشت.

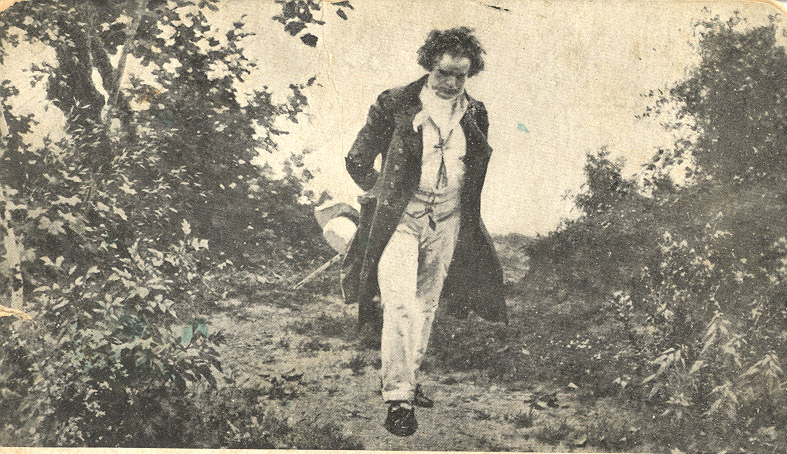
پیاده‌روی بتهوون در طبیعت، اثر جولیوس اشمیت

بتهوون عاشق طبیعت بود و بخش زیادی از وقت خود را در پیاده‌روی در کشور گذراند. او غالباً وین را برای کار در مناطق روستایی ترک می‌کرد. وی آرامش خود را تنها در طبیعت می‌جست. چارلز نیات موسیقیدان بریتانیایی که در سال ۱۸۱۵ با بتهوون آشنا شده بود، می‌نویسد: «هیچ‌کس را ندیده‌است که همچون او عاشق طبیعت باشد و گلها و ابرها را دوست بدارد، مثل اینکه در طبیعت زندگی می‌کرد». بتهوون خودش می‌نویسد: «در این دنیا هیچ‌کس نیست که به اندازهٔ من ییلاق را دوست بدارد، هر درخت به اندازهٔ یک انسان برایم عزیز و دوست‌داشتی است».
منابع نشان می‌دهد که او برای اصحاب قدرت، مقامات اجتماعی و قوانین دربار ارزشی قایل نمی‌شد. به عنوان مثال، هرگاه تماشاگران در حین اجرای او گپ می‌زدند یا توجهی به او نداشتند، اجرای پیانو را متوقف می‌کرد. در مهمانی‌ها و محفل‌های شبانهٔ دربار، اگر ناگهان و بدون برنامه از وی می‌خواستند که پیانو بنوازد، از انجام این کار خودداری می‌کرد. سرانجام، پس از درگیری‌های بسیار، آرشیدوک ردودلف حکم داد که قوانین معمولِ آداب و رسوم دربار، برای بتهوون اِعمال نشود.
رفتارهای جسورانه، گستاخانه و آزاد بتهوون در شهری مانند وین که مظهرِ نظم و انضباط بود، شگفت‌انگیز و ناشی از روحیات وی بود که ریشه‌های آن را می‌توان در آثاری مانند سمفونی شماره ۷، جستجو کرد. با این حال در سال ۱۸۱۴، کنگرهٔ وین او را مایه افتخار اروپا دانست و در جشن‌های با شکوهی که در این دوره برگزار می‌شد، بتهوون نقش زیادی داشت. پادشاهان و شاهزادگان نیز به او خیلی احترام می‌گذاشتند و او مغرورانه، این احترامات را می‌پذیرفت. بتهوون به‌خاطر افکار آزادی‌خواهی، هرگز شهر وین را دوست نمی‌داشت و از آن نفرت داشت، یک بار نیز در حدود سال ۱۸۰۸، به‌صورت جدی تصمیم گرفت که این شهر را ترک کند، اما وین شهری بود که منبع درآمد زیادی داشت و شاهزادگان و عاشقان موسیقی، بزرگی و عظمتِ بتهوون را درک می‌کردند و مانع از ترک وی از وین شدند، چرا که آن را مایهٔ ننگ شهر خود می‌دانستند که نتوانسته بتهوون را نزد خود حفظ کند.

### دین
بتهوون اگرچه کاتولیک متولد شد، اما به شکلی از این مذهب که در دربار وین به‌وجود آمده بود (ر.ک. عصر روشنگری) و او در آنجا رشد کرده بود، خو گرفت. به قولِ مینارد سولومن موسیقی‌شناس و زندگی‌نامه‌نویسِ بتهوون: یک «ایدئولوژی سازش‌پذیر (از مذهب کاتولیک) که امکان همزیستی نسبتاً مسالمت‌آمیز بین کلیسا و خردگرایی را فراهم می‌آورد.» بتهوون در دفتر خاطراتش (خاطراتی روزانه که او بین سال‌های ۱۸۱۲ تا ۱۸۱۸ نگاشته و بعضی از آن‌ها را حفظ کرده بود)، علاقه خود را به انواع فلسفه‌های مذهبی از کشورهایی مانند: هند، مصر، شرق و نوشته‌های ریگ‌ودا نشان می‌دهد. وی در ژوئیه ۱۸۲۱، در نامه‌ای به آرشیدوک رودولف اعتقاد خود را به خدای یکتا، اینگونه بیان می‌کند: «خدا … مرا به عنوان یک انسان می‌شناسد و درون قلب من را می‌بیند، من با وظیفه‌شناسی بسیار، تمام تکالیفی که پروردگار، طبیعت و بشریت تعیین کرده‌است، انجام می‌دهم». وی در یکی از طرح‌های مربوط به میسا سولمنیس نوشت: «برای آرامش درونی و بیرونی».

### سیاست
«تا می‌توانیم نیکی کنیم، آزادی را از هر چیز گرامی‌تر بداریم، و به‌خاطر اورنگ پادشاهی هم، هرگز به حقیقت خیانت نکنیم.»

لودویگ فان بتهوون
بتهوون دارای روحیات انقلابی و طرفدار جمهوری‌خواهی بود که این امر ناشی از برافروخته‌شدن انقلاب فرانسه و احساسات انقلابی در سراسر اروپا بود. دانشگاه بن، یکی از مراکز نشر افکار تازه و انقلابی بود که بتهوون در ۱۴ مه ۱۷۸۹، به عنوان دانشجوی ادبیات آلمانی در آن ثبت‌نام کرد. استاد این رشتهٔ تحصیلی، پروفسوری سرشناس به نام اولوگیوس اشنایدر بود که بعد از تصرف قلعه باستیل توسط انقلابیون، شعری انقلابی سرود و یک سال بعد مجموعه‌ای از اشعار انقلابی خود را منتشر ساخت که برای پیش خرید آن، نام «بتهوون موسیقی‌دان دربار» به‌چشم می‌خورد. اما بتهوون با این حال نمی‌توانست از احساسات وطن‌پرستانهٔ خود دوری کند و هنگام ترک وین در نوامبر ۱۷۹۲، و در سال‌های ۱۷۹۶ و ۱۷۹۷، هنگامی که سپاه آلمان به جنگ با نیروهای انقلابی فرانسه می‌رفت، تصمیم گرفت بر روی اشعار حماسی فریدبرگ آثاری بسازد. وی همچنین قطعهٔ «سرود حرکت» و یک اثر با نام «ما یک ملت بزرگ آلمانی هستیم» برای گروه کر تصنیف کرد. این آثار برای بتهوون که انقلاب، روح آزادی‌خواهی را در وی گسترش داده بود، بیهوده به‌نظر می‌رسید، حتی اگر مخالفان انقلاب هم‌وطنش باشند. وی از سال ۱۷۹۸، با این روحیه و با آنکه روابط اتریش با فرانسه تیره بود و هنگامی که وین تسخیر شده بود، با ژنرال برنادوت و سفارت فرانسهٔ انقلابی، بدون ترس و واهمه رفت‌وآمد و ارتباط داشت. آثار این تمایلات انقلابی و آزادی‌خواهی در بتهوون که با مطالعهٔ بسیاری از آثار پلوتارک و امید به ایجاد جمهوری توسط ناپلئون (هرچند خیلی زود از انقلابیون فرانسه نفرت پیدا کرد)، تا پایان عمرش برجسته ماند.

نقاشی دوره رومانتیک از انقلاب فرانسه (۱۸۳۰)، اثر اوژن دولاکروا

وی غیر از آثار پلوتارک که مورد علاقهٔ انقلابیون فرانسه نیز بود، به شخصیت و افکار انقلابی و آزادی‌خواهانهٔ افرادی مانند: بروتوس قهرمان انقلابی جمهوری روم، میکل آنژ آزادیخواه دوره رنسانس، هومر حماسه‌سرای یونانی و افلاطون (که بتهوون آرزو داشت جمهوری افلاطونی در سراسر جهان برقرار شود)، احترام می‌گذاشت. او همچنین به خاطر نشان‌دادنِ علاقه‌اش به آزادی‌خواهی، مجسمهٔ جباریت را در اتاقش قرار داده بود و در ادبیات نیز شکسپیر را دوست داشت و بر اساس آثار وی قطعات بزرگی مانند اورتور کوریولان را خلق کرد.
همان‌طور که قبلاً گفته شد، بتهوون برای اصحاب قدرت و مقام‌های اجتماعی در وین ارزشی قایل نمی‌شد. مولر از معاصران بتهوون می‌گوید: «بتهوون همیشه عقاید خود را بر ضد دولت، پلیس و اشرافیت حتی در مجامع عمومی آزادانه و بی‌پروا بیان می‌کرد…». بتهوون نیز در یکی از یادداشت‌هایش اشرافیت را پوسیده و فاسد خوانده‌است. در سال ۱۸۰۴، توجه وی به آرمانهای عصر روشنگری جلب شد. هنگامی که جاه‌طلبی‌های امپراتوری ناپلئون روشن شد، بتهوون عنوان صفحهٔ «سمفونی سوم» را در دست گرفت و نام بناپارت را با عصبانیت مخدوش کرد که سوراخی در کاغذ ایجاد شد. وی بعداً عنوان این اثر را به سمفونی اِروئیکا … آهنگسازی برای تجلیل از یادبود یک مرد بزرگ تغییر داد و آن را دوباره به حامی خود، شاهزاده جوزف فرانتس فون لوبکوویتس اهدا کرد و برای اولین بار در کاخ وی اجرا شد.
وی از سال ۱۸۱۵، گرایش سیاسی به انگلستان پیدا کرد و همیشه گزارش‌های گروه مخالفان در پارلمان انگلستان را پیگیری و به آن علاقه داشت. بی‌پروایی بتهوون در انتقاد از فساد اجتماعی و اداری، اختلاف طبقاتی، شکنجه‌های پلیس، فساد دادگستری و … شدید بود به‌طوری که در سال ۱۸۱۹، در یک مجمع عمومی، هنگامی که گفته بود: «مسیح هم یک یهودی مصلوب بیش نیست»، پلیس قصد دستگیری او را داشت.

### زنان و عشق
«... می‌خواهم گریبان تقدیر را بگیرم، بی‌شک او نخواهد توانست که یک‌باره مرا به زانو درآورد، وه که چقدر خوب است اگر انسان بتواند هزار بار دیگر، زندگی از سر بگیرد…»

لودویگ فان بتهوون
بتهوون دارای روحیه‌ای جدا از روابط غیراخلاقی بود و از افکار ناروا و به‌دور از نزاکت بیزاری می‌جست و عشق را به صورت پایان‌ناپذیری مقدس می‌شمرد. حتی گفته می‌شود که وی کارِ موتسارت را به خاطر ساختن اپرای دون ژوان نابخشودنی می‌دانست و گفته بود که او با این کار نبوغ موسیقی و بزرگی خود را آلوده کرده‌است. فرانتس گرهارد وگلر می‌گوید: «هرگز بتهوون را خالی از عشق شدید و آتشین ندیده‌ام، و این عشق‌ها همچنان‌که پیداست، همیشه در کمالِ عفاف و پاکی بوده‌اند». آنتون شیندلر دوست نزدیک بتهوون می‌نویسد: «او سراسر عمرش را به پاکی و عفافی دوشیزه‌وار گذراند و هرگز ضعف نفسی نداشت که به خاطر آن وجدانش در خورِ ملامت باشد».

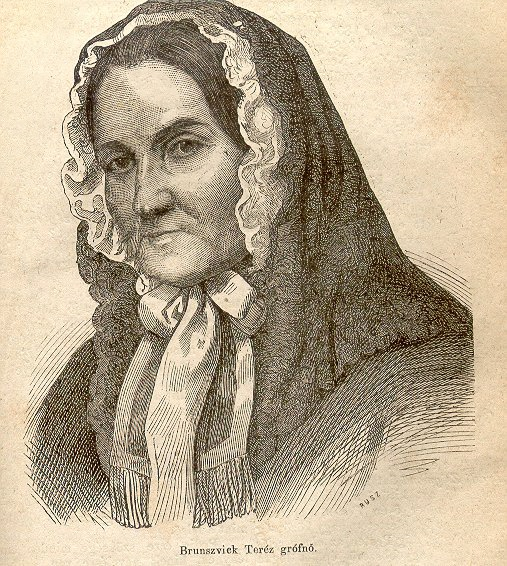
«تِرِز برونسویک»، معشوقهٔ بتهوون

وی در ۳۰سالگی با دو دوشیزهٔ جوان دیدار کرد که تأثیر برجسته‌ای در زندگی او داشتند و رابطهٔ بتهوون با این دو از همهٔ روابط عاشقانهٔ او پررنگ‌تر هستند؛ هر دوی دوشیزگان از خانوادهٔ اشرافی، هر دو شیفتهٔ موسیقی و با وجود این، درست نقطهٔ مقابل یکدیگر بودند. تِرِز برونسویک ۲۰ساله بود و سری چون ایفی‌ژنی داشت. او دورانی بَس آرمانی را در قصر خانوادگی در مجارستان گذرانده بود. وقتی بتهوون با ترز آشنا شد، او دختر کوچکی بود و بتهوون مدتی در وین به وی درس پیانو می‌داد. گاهی هر درس چهار ساعت به طول می‌انجامید. وی از آن هنگام عاشق بتهوون شده بود و در ماه مه ۱۸۰۶، با یکدیگر نامزد شدند. ترز فکری آسمانی و دور از امیال روان‌تنی داشت. دربارهٔ بتهوون کمتر حرف می‌زد و در خاطراتش، به نامه یا هدیه‌ای از طرف بتهوون اشاره نمی‌کند. مشخص نیست چه مانعی در راه ازدواج این دو نفر وجود داشته‌است. ممکن است اختلاف طبقاتی یا فقر مالی بتهوون باشد، یا رفتار و بیماری او که از مردم دوری می‌جست، ترز را تحت تأثیر قرار داده و او را از این ازدواج مأیوس کرده باشد. در هر صورت این ازدواج صورت نگرفت ولی ترز تا آخرین لحظات عمرش (۱۸۶۱)، بتهوون را دوست داشت و بتهوون نیز سالها بعد (۱۸۱۶) گفته بود: «وقتی به‌یاد او هستم، مثل نخستین باری که او را دیدم، دلم به تپش می‌افتد». ترز نیز عکسی به یادگار از خودش به بتهوون اهدا کرده بود و روی آن نوشته بود: «به نابغهٔ بی‌مانند، به هنرمند بزرگ، به انسان خوب». عشق بتهوون به وی به قدری شدید بود که یک بار در سال آخر عمرش و در حضور یکی از دوستانش عکس ترز را گریه‌کنان می‌بوسید و با صدای بلند می‌گفت: «تو همچون فرشتگان زیبا و بزرگ بودی».

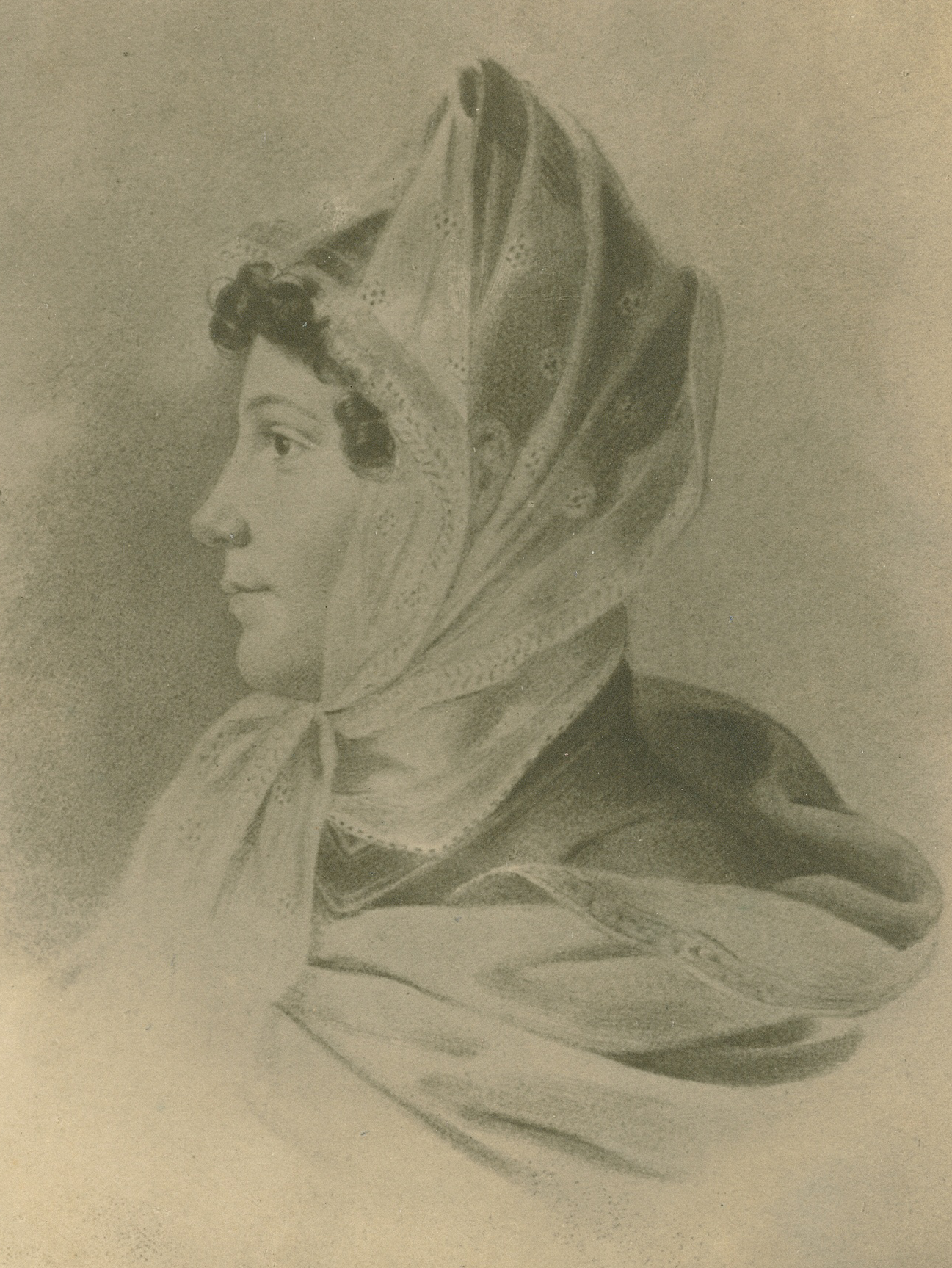
جولیتا گویچاردی، معشوقهٔ بتهوون

دوشیزهٔ جوان دوم، در انتظار جایگزینی برای نخستین عشقش بود. او ۱۶ سال داشت و نامش جولیِتا گیچاردی بود. جولیتا از خانوادهٔ کُنت‌های میلان بود و چنین به نظر می‌رسد که برای هم‌آغوشی با این نابغهٔ سرکش آفریده شده بود؛ با چهره‌ای مطبوع و رنگ‌پریده. بتهوون بعد از افسردگی‌ها و رنج‌های بی‌شمار، لبخند زندگی را در آغوش این دختر بازیافت. وی به دوستش فرانتس گرهارد وگلر می‌نویسد:
به دست دختری جوان و پرستیدنی همه چیز دگرگون شده‌است. او مرا دوست دارد و من هم او را. پس از دو سال، اکنون این نخستین باری است که دَمی راحتی و آسایش احساس می‌کنم. شاید ازدواج بتواند مرا خوشبخت سازد. بدبختانه او از طبقهٔ من نیست و در این صورت ازدواج برایم ناممکن است. باید تلاش بیشتری بکنم.
ولی آن دوشیزه به‌زودی عشق دیگری یافت، مردی ۱۸ساله و از طبقهٔ خودش به نام کُنت فون گالِنبِرگ و از اشراف قدیمی. جولیتا در غرقاب عجیب احساسات بتهوون، غوطه‌ور بود چنان‌که سال‌های بعد، روی دفتر نُت‌های خود نوشت: «بتهوون با کمترین صدایی برمی‌خاست و می‌رفت؛ خیلی زودرنج بود. دفترهای نُت را پرت می‌کرد و پاره می‌کرد، ولی مهربان و احساساتی بود و غالباً لباس محقرانه‌ای می‌پوشید». به هر تقدیر جولیِتا با کنت فون گالنبرگ ازدواج کرد و قبل از عزیمت به ناپل، اغلب با بتهوون در تالارهای اشرافیِ وین برخورد داشت. در همان دوران بود که بتهوون سونات مهتاب را تصنیف و به وی تقدیم کرد. جولیتا گرچه معشوقهٔ بتهوون بود اما هیچ‌گاه علاقهٔ جدی به وی نداشت و بعد از ازدواج سعی داشت از او به نفع شوهرش بهره ببرد. بتهوون نیز با آنکه از وی نفرت پیدا کرده بود، اما از کمک به وی دریغ نمی‌کرد. آنتون شیندلر منشی و زندگی‌نامه‌نویسِ وی از قول بتهوون اظهار داشت: «وقتی که جولیتا به وین بازگشت، گریه‌کنان نزد من آمد، ولی من از او بیزار بودم».

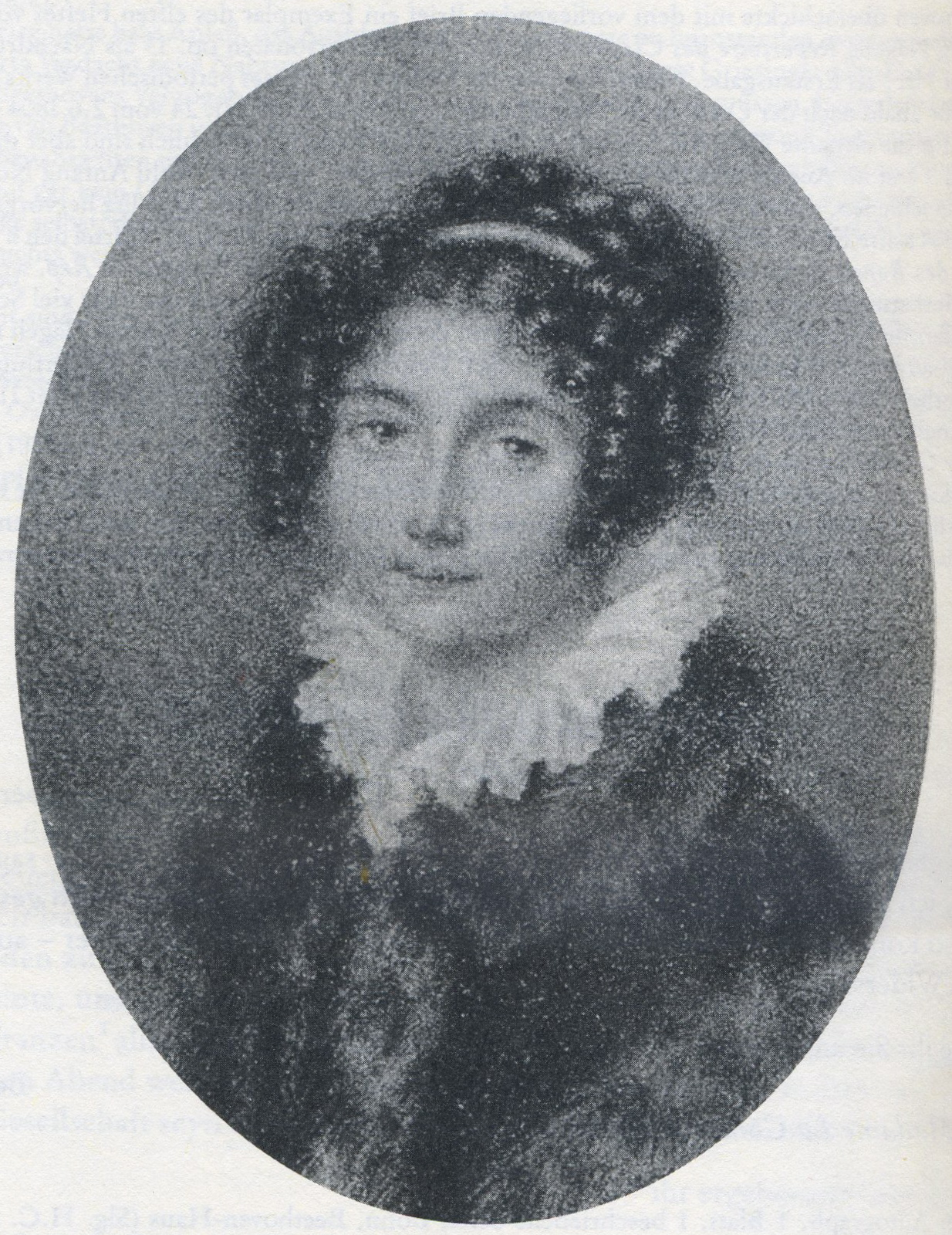
یوزفینه برونسویک، معشوقهٔ بتهوون.

یوزفینه برونسویک خواهرِ تِرز، یکی دیگر از زنان زندگی بتهوون بود. بتهوون پس از مکالمات پرشور با وی (حداقل ۱۵ نامهٔ عاشقانه)، سرانجام به این نتیجه رسید که یوزفینه نمی‌تواند وی را دوست داشته باشد. با این حال پس از آن که یوزفینه وین را ترک کرد و به بوداپست رفت، مکاتبات بتهوون با وی ادامه داشت. یوزفینه نیز احتمالاً یکی از زنان مهم در زندگی بتهوون بوده‌است.
عشق دیگر، ترزه مالفاتی خواهرزادهٔ پزشکِ بتهوون بود. این پزشک در سال ۱۸۱۰، تِرِزه را برای ازدواج به بتهوون پیشنهاد داده بود، در این زمان بتهوون ۴۰ ساله و ترزه ۱۹ ساله بود و این رابطه هم به فرجام نرسید. اکنون قطعهٔ پیانویی برای الیزه اهداشده به ترزه، او را به‌یاد می‌آورد.

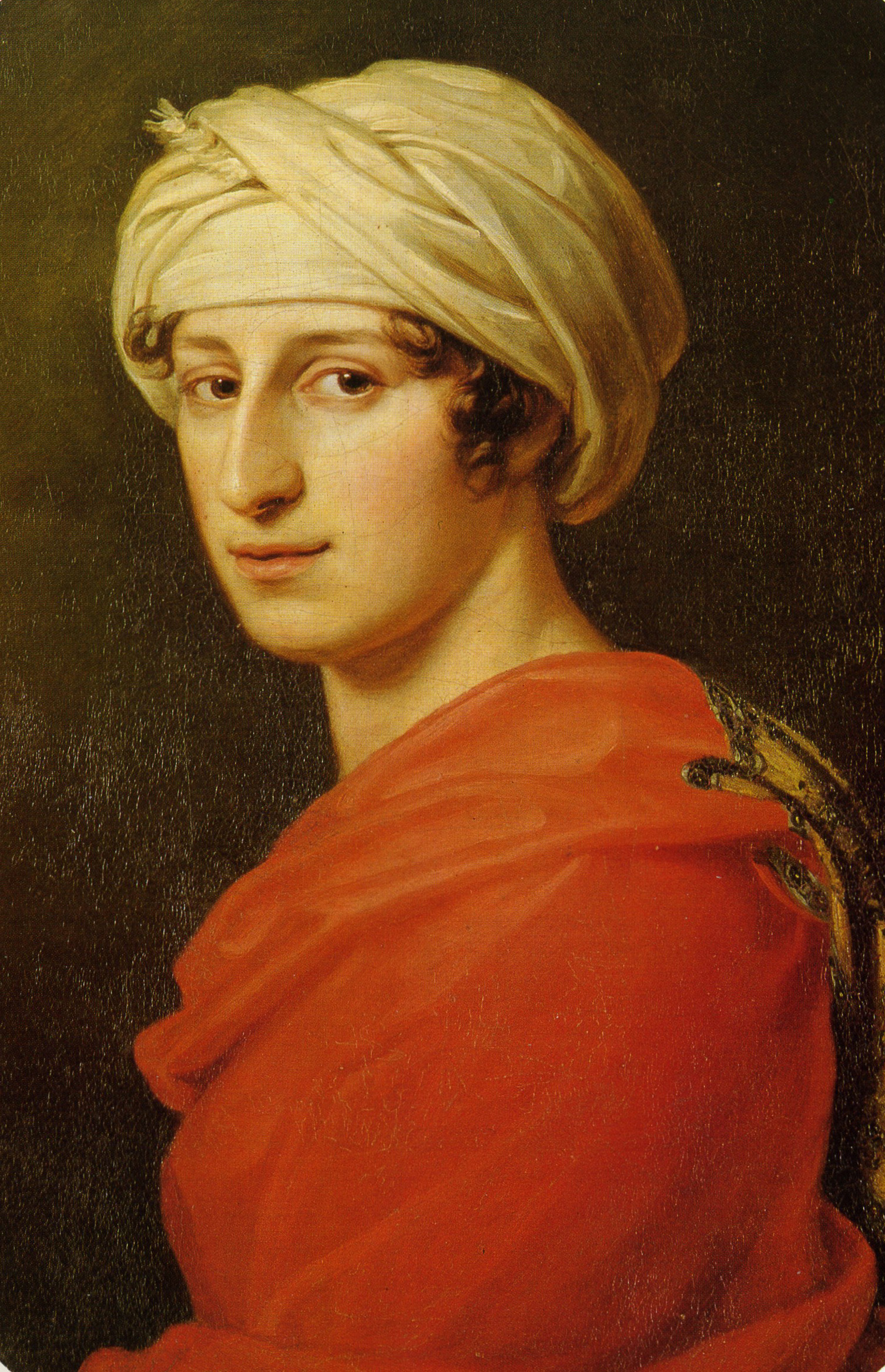
«آنتونی برنتانو» (۱۸۰۸)، معشوقهٔ بتهوون، اثر یوزف کارل اشتیلر

آنتونی برنتانو که ده سال از آهنگساز جوان‌تر بود، توسط بتینا فون آرنیم به خانواده‌اش معرفی شد. به‌نظر می‌رسد که آنتونی و بتهوون در طول ۱۸۱۲–۱۸۱۱ با هم رابطه داشته‌اند. آنتونی ازدواج کرد و در اواخر سال ۱۸۱۲ با همسرش وین را ترک کرد و هرگز با بتهوون ملاقاتِ دوباره نداشت (یا ظاهراً این‌طور به نظر می‌رسد)، اگرچه در سال‌های بعد بتهوون با علاقه‌مندی از او نوشت و صحبت می‌کرد.
نامهٔ تاریخیِ عاشقانه‌ای که از بتهوون است، در این دوران نوشته شده‌است؛ ولی این نامه‌ای است یکتا که برای هیچ‌کس فرستاده نشد. این نامهٔ بدون تاریخ، که تحت عنوان «معشوقهٔ جاودانی» مشهور گشته، بعد از مرگ آهنگ‌ساز در دفتر نُت وی پیدا شده و سال‌ها بعد انتشار یافته‌است. کاملاً یقین نیست که این نامه را به خاطر جولیِتا نوشته باشد، و کوشش کارشناسان در این زمینه به جایی نرسیده‌است و گمان جمیع آنان بر این است که این نامه احتمالاً خطاب به تمامی زنان است. بررسی‌های کارشناسیِ دقیق نشان داده‌است که نامه در ماه ژوئن در طول دو روز نگارش یافته و سه بار قطع شده و از نو ادامه یافته‌است. در این نامه معشوقه در واقع گمنام است. بتهوون هرگز این نامه را برای گیرنده‌ای نفرستاد، ولی آنقدر مهم تشخیص داده‌است که در سراسر عمرش آن را محفوظ نگه داشته بود. مینارد سولومن موسیقی‌شناس در کتاب زندگی‌نامهٔ بتهوون مفصل توضیح داده و اظهار داشته که ثابت شده‌است نامهٔ بدون تاریخ، که تحت عنوان «معشوقهٔ جاودانی» مشهور گشته، گیرنده‌اش آنتونی بوده‌است. از دیگر پیشنهادها برای دریافت نامه جولیتا گویچاردی، ترزه مالفاتی و یوزفینه برونسویک بودند.
پس از سال ۱۸۱۲، هیچ گزارشی در مورد رابطهٔ عاشقانهٔ جدیدی از بتهوون وجود ندارد. با این حال از مکاتبات و کتاب‌های گفتگو مشخص است که او پس از آن دوره، گاه‌به‌گاه با زنان فاحشه ارتباط داشته‌است. از طرف دیگر روایتی وجود دارد که ایگناتس شوپانتسیگ از دوستان نزدیک بتهوون، او را به فاحشه‌خانه کشاند و این امر باعث خشم بتهوون شد، به‌طوری‌که آن دو، تا چند ماه از یکدیگر دوری گزیدند.
ناشی‌گری بتهوون در رفتار با زنان، ارتباط او را با آن‌ها بسیار مشکل می‌ساخت؛ اغلب به دام عشق زنانی می‌افتاد که ازدواج با آن‌ها برای او محال بود. وی همیشه آرزوی رویاهای شیرین و خوشبختی در برابرش قرار می‌گرفتند و همیشه هم با ناکامی، شکنجهٔ روحی و سختی‌های زیاد همراه بود. به این دلیل منبع الهام و سرچشمهٔ پرفراز و نشیبِ آثارش را باید در همین روحیهٔ او جستجو کرد که با تسلسلی از عشق و امید بود و همواره نیز با ناکامی روبرو می‌شد. این هیجانات که در طبیعت او وجود داشت، تا لحظهٔ مرگش فروکش نکرد.

### ناشنوایی

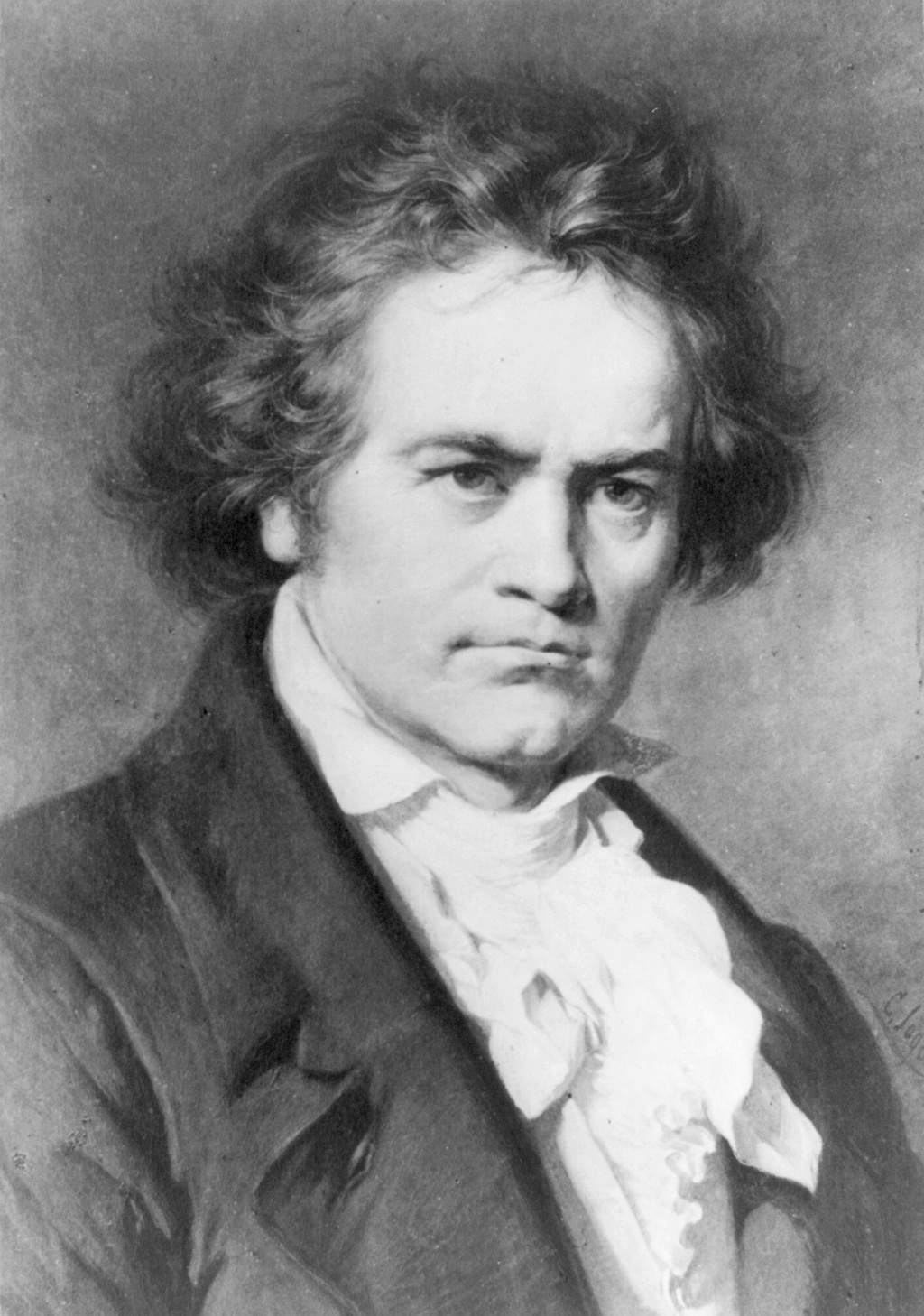
پرترهٔ بتهوون، اثرِ کارل یِگِر

ناشنوایی بتهوون اندوهی بود که به آن مبتلا شد و تا پایان عمر با آن خو گرفت و از جانش بیرون نرفت. کتاب‌ها و مقالات متعددی دربارهٔ علت ناشنوایی وی منتشر شده که همیشه همراه با حدس و گمان بوده‌است. به هر روی، علت ناشنوایی وی ناشناخته مانده‌است، اما با گمانه‌زنی‌های مختلفی به بیماری‌هایی مانند تیفوس، خود ایمنی، لوپوس و حتی عادت وی در غوطه‌ور کردنِ سرش در آبِ سرد برای بیدار ماندن نسبت داده شده‌است. بیماری پاژه نیز یکی دیگر از دلایل احتمالی ناشنوایی وی ذکر شده‌است.∗ ناشنوایی تدریجیِ بتهوون از سال ۱۷۹۶ تا ۱۸۰۰ شروع شد.∗ گوشهایش مدام صدا می‌کرد و درد معده هم بیشتر او را ناراحت می‌کرد. تا چند سال درد خود را از دوستانش پنهان می‌کرد و از اجتماع گریزان بود، اما در سال ۱۸۰۱ دیگر نتوانست این راز را مخفی نگه دارد و طی نامه‌هایی به دوستانش آن را بر ملا کرد. وی در این نامه‌ها درد و رنج خود را چنین بیان می‌کند:
«... بتهوونِ تو فوق‌العاده بدبخت است، بدان که گرامی‌ترین قسمتِ وجودم، سامعه‌ام، بسیار آسیب دیده‌است … آثار این بیماری را می‌دیدم و آن را پنهان می‌کردم، اما وضع از همیشه بدتر شده‌است … آیا شفا خواهم یافت؟ طبعاً امیدوارم، اما خیلی کم، چنین بیماری‌هایی درمان ناپذیرند، چقدر زندگی من تلخ خواهد بود، زیرا مجبورم از تمام کسانی که دوستشان دارم و برایم عزیز هستند، دوری کنم …»
غم و اندوه بتهوون از این تلخی، در چند قطعه از آثارش مانند «سونات پیانو، اپوس ۱۳» به خوبی آشکار است؛ و شگفتی در این است که این غم در همهٔ آثار این دوره وجود ندارد، مانند سمفونی شماره ۱، که در سال ۱۸۰۰ ساخته شده و دارای نشاطِ جوانی است. شاید مهلتی می‌خواسته تا با این مصیبت خو بگیرد، گرچه بتهوون آنقدر به شادی نیاز داشت که اگر نمی‌یافت، آن را خلق می‌کرد.
چرنی اظهار داشت که بتهوون گفتار و موسیقی را به‌طور معمول تا سال ۱۸۱۲ هنوز می‌توانست بشنود. اما بتهوون قبلاً در سال ۱۸۰۶ شروع به آشکاری این مسئله کرده بود، هنگامی که او در مورد طرح‌های موزیکال خود کار می‌کرد، خاطرنشان کرد: «بگذار ناشنوایی‌های شما دیگر راز نباشد، حتی در هنر».

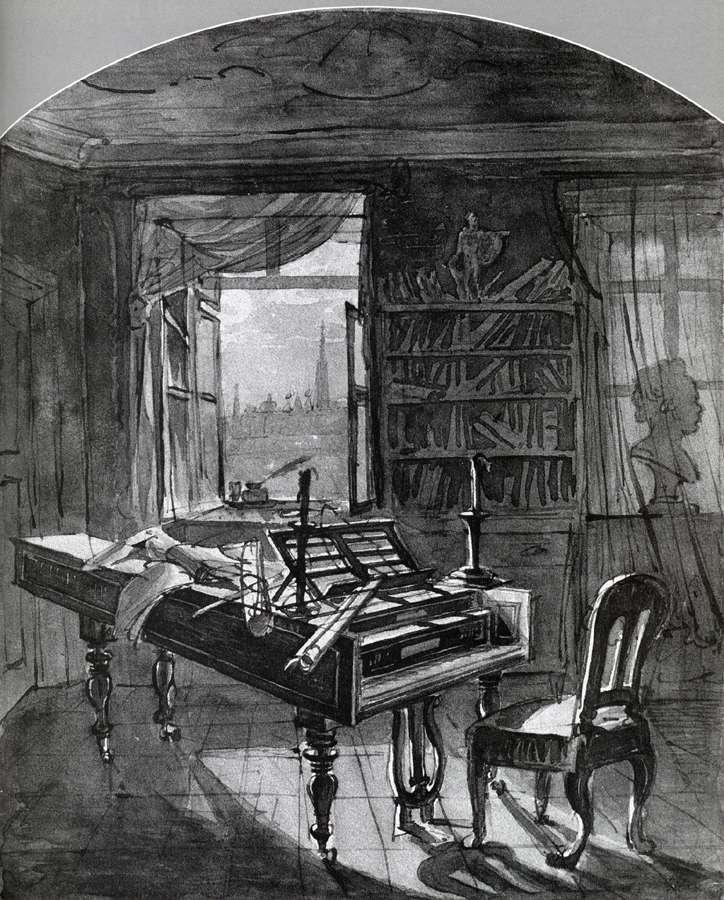
آخرین محل کار بتهوون (۱۸۲۷)، اثر یوهان نپوموک هوچل

در نتیجهٔ کم‌شنوایی، بتهوون شروع به استفاده از دفترچه یادداشت کرد که اینک یک منبع کتبیِ غنی و منحصر به‌فرد دانسته می‌شود. دوستان او که عمدتاً در ده سال گذشتهٔ زندگی او رابطه داشتند، در این دفترچه‌ها می‌نوشتند تا بتهوون بداند که آنها چه می‌گویند و بتهوون نیز به صورت شفاهی یا با نوشتن در دفترچهٔ یادداشت پاسخشان را می‌داد. این دفترچه‌ها حاوی مباحثی در مورد موسیقی و سایر موارد هستند که بینش و تفکر او را نشان می‌دهد. آنها منبع تحقیق برای چگونگی اجرای موسیقی وی و همچنین درک او از رابطه‌اش با هنر هستند. از مجموع ۴۰۰ یادداشت گفتگو که توسط زندگینامه‌نویس وی الکساندر ویلوک تایر به تحریر درآمده، گفته می‌شود ۲۶۴ یادداشت نابود شده‌است (و یا دیگران تغییرش داده‌اند)، این کار را به آنتون شیندلر منشی وی نسبت می‌دهند که پس از مرگ نویسندهٔ خاطرات، با این آرزو که فقط یک زندگی‌نامهٔ ایده‌آل از آهنگساز باقی بماند، بقیهٔ یادداشت‌ها را از بین برده‌است. (مورخ موسیقی تئودور آلبرخت با این داستان مخالفت می‌کند).∗
با توجه به اظهارات بتهوون در مورد شروع ناشنوایی‌اش، تقریباً می‌توان حدس زد که بیشترین آثاری که وی خلق کرده‌است، در دورانِ کم‌شنوایی یا ناشنوایی او بوده‌است. از سال ۱۷۹۶ که درد گوش او شروع شد، فقط اولین اثرش که «سه قطعهٔ تریو» نام دارد، قبل از ۱۷۹۶ ساخته شده و سپس دومین ساختهٔ او «سه قطعهٔ سونات» بود که در مارس ۱۷۹۶ منتشر شده‌است. بتهوون پیش از آنکه به ناشنوایی کامل برسد، صداهای کوتاه و پرطنین را بهتر از صدای بلند می‌شنید. نقل شده‌است که او برای نواختن پیانو از چوب نازک و درازی استفاده می‌کرد که یک سَرِ آن را روی جعبهٔ پیانو و سَرِ دیگر چوب را میان دندانهایش قرار می‌داد تا بهتر بشنود.
بتهوون از سال ۱۸۱۵، به ناشنوایی کامل رسید و هیچ‌گونه ارتباطی جز با دفتر یادداشت برایش امکان‌پذیر نبود و قدیمی‌ترین یادداشت‌های وی مربوط به سال ۱۸۱۶ است.∗ شرح زندگی بتهوون پس از ناشنوایی کامل، غم‌انگیز است و تا لحظهٔ مرگ، تأثیر ناگوار آن در وی وجود داشت. در نوامبر سال ۱۸۲۲، بتهوون به هنگام رهبری پردهٔ اول از اپرای فیدلیو، حرکات دست او به خاطر عدم رعایت ریتم و ضرب، باعث ناهماهنگی در ارکستر شد، به ناچار ارکستر توسط رهبر دوم متوقف شد و بدون اینکه بتهوون متوجه شود، با خوانندگان صحبت کرد که بتهوون کاملاً ناشنواست و باید دقت بیشتری داشته باشند. اما با شروع مجدد، ارکستر دوباره دچار بی‌نظمی و آشفتگی شد. بتهوون نیز با نگرانی و اضطراب به اطراف صحنه می‌نگریست که بداند مشکل از کجاست، کسی جرات نداشت که به وی بگوید مشکل از رهبری خودش است. سرانجام دوستش شیندلر طی یادداشتی به وی می‌نویسد: «تمنا دارم ادامه ندهید، دلیلش را در منزل خواهم گفت». بتهوون نیز بلافاصله صحنه را ترک کرده و با عجله تا منزلش می‌دویده‌است. شیندلر بعدها گفت: «در تمام دورهٔ آشنایی با بتهوون روزی را سراغ ندارم که بتوان با آن نوامبرِ شوم مقایسه کنم». پس از آن نیز در سال ۱۸۲۴، بتهوون هنگام رهبری سمفونی نهم، شور و هیجان شنوندگان هنگام اجرا به حدی بود که ارکستر بناچار متوقف شد، وی تصورش را هم نمی‌کرد و صدای تشویق تماشاگران را نمی‌شنید و نمی‌دانست چرا نوازندگان و خوانندگان اجرا را متوقف کرده‌اند، در نهایت یکی از خوانندگان زنِ سولیست (کارولینه اونگر) ∗، که به او نزدیک بود، دست وی را می‌گیرد و روی او را به سوی تماشاگران برمی‌گرداند که ایستاده‌اند، کلاه از سر برداشته، تکان می‌دهند و با کف‌زدن‌های ممتد، او را تشویق می‌کنند.∗
مجموعهٔ بزرگی از سمعک‌های بتهوون مانند شاخِ مخصوص گوش را می‌توان در موزهٔ خانه بتهوون در بن، آلمان مشاهده کرد.

## میراث
... بسیار کسان عظمت هنری او را ستوده‌اند، اما مقام بتهوون والاتر از آنست که فقط پیشوای موسیقی‌دانان جهان شمرده شود، زیرا او دلیرترین پیشوای هنر جدید است، او بزرگ‌ترین و بهترین دوستِ کسانی است که رنج می‌برند و مبارزه می‌کنند…

رومن رولان، نویسندهٔ زندگی‌نامه بتهوون.
- بنای یادبود بتهوون در بن به مناسبت هفتاد و پنجمین سالگرد تولدش در اوت سال ۱۸۴۵ رونمایی شد. این نخستین مجسمهٔ ساخته شده از آهنگساز در آلمان بود و همراه با پرده‌برداری، جشنواره موسیقی نیز برگزار شد، و این انگیزه‌ای برای ساخت بسیار شتابزدهٔ تالار بتهوون[بع] در بن شد (به درخواست فرانتس لیست، در کمتر از یک ماه طراحی و ساخته شد). در سال ۱۸۴۲، مجسمهٔ موتسارت در سالزبورگ اتریش رونمایی شده بود، اما وین تا سال ۱۸۸۰، با مجسمه به بتهوون احترام نمی‌گذاشت. او تنها نامی است که دارای یک لوح حکاکی شده روی یکی از کتیبه‌های تالار ارکستر سمفونیک بوستون است. جاهای دیگر خالی ماندند، زیرا احساس می‌شد تنها محبوبیتِ بتهوون است که دوام خواهد داشت.[۲۰۳]
- یک موزه به نام خانه بتهوون در محل تولد وی و در مرکز شهر بن وجود دارد. از همان سال ۱۸۴۵ این شهر میزبان یک جشنوارهٔ موسیقی به نام «جشن بتهوون» بوده‌است. این جشنواره در ابتدا نامنظم بود اما از سال ۲۰۰۷ همه ساله برگزار می‌شود.
- در محوطهٔ دانشگاه سن خوزه، کالیفرنیا، یک مرکز تحقیقاتی و میزبان سخنرانی‌ها و اجراهای اختصاصی مربوط به زندگی و آثار بتهوون[بغ] به‌عنوان موزه فعالیت می‌کند. این تنها مؤسسه در نوع خود در آمریکای شمالی است و بزرگ‌ترین مجموعه آثار و یادگاری‌های بتهوون را در خارج از اروپا در اختیار دارد.[۲۰۴]
- سومین دهانهٔ بزرگ روی سیارهٔ عطارد به افتخار او نامگذاری شده‌است،[۲۰۵] همان‌طور که یک سیارک، بتهوون ۱۸۱۵ نام گرفت.[۲۰۶]
- نسخهٔ دست‌نویس اصلیِ سمفونی ۹ بتهوون، که در کتابخانهٔ دولتیِ برلین نگهداری می‌شود، در سال ۲۰۰۱، در حافظهٔ جهانی یونسکو ثبت شد.[۲۰۷]
- یک نسخهٔ ضبطِ فونوگرافی از سمفونی شماره ۵ که همراه با نمونه‌های گسترده‌ای از تصاویر، صداهای رایج، زبان‌ها و موسیقی زمین است، در سال ۱۹۷۷ با کاوشگر وویجر، به فضا فرستاده شد.[۲۰۸]

## پی‌نوشت‌ها

### واژه‌نامه
1. ↑  Helene von Breuning
2. ↑  Karl Alois, Prince Lichnowsky
3. ↑  Bonngasse 20
4. ↑  Duchy of Brabant
5. ↑  Clemens August
6. ↑  Heinrich Keverich
7. ↑  Roman Catholic Diocese of Trier
8. ↑   Nikolaus Johann
9. ↑  Johannes Krause
10. ↑  Kuckuckskind
11. ↑  Gilles van den Eeden
12. ↑  Tobias Friedrich Pfeiffer
13. ↑  Franz Rovantini
14. ↑  Maximilian Friedrich
15. ↑   von Breuning
16. ↑   Ferdinand von Waldstein
17. ↑  Josef Reicha
18. ↑   Redoute, Bad Godesberg
19. ↑  Carl Traugott Riedel
20. ↑  Joseph Franz Lobkowitz
21. ↑  Karl Alois, Prince Lichnowsky
22. ↑  Gottfried van Swieten
23. ↑  Nikolaus Simrock
24. ↑  Christian Horneman Zeitung
25. ↑  Barry Cooper
26. ↑  Allgemeine musikalische Zeitung
27. ↑  Anna Brunsvik
28. ↑  Theater an der Wien
29. ↑  Christ on the Mount of Olives
30. ↑  Joseph Willibrord Mähler
31. ↑  Heiligenstadt
32. ↑  Michael Umlauf
33. ↑  Eroica
34. ↑  Razumovsky string quartets
35. ↑  Stephan von Breuning
36. ↑  Jérôme Bonaparte
37. ↑  Ferdinand, 5th Prince Kinsky
38. ↑  Immortal Beloved
39. ↑   Anna Maria Erdődy
40. ↑   Antonie Brentano
41. ↑  Carl Rohling
42. ↑  Therese Obermayer Erdődy
43. ↑  Louis-René Létronne
44. ↑  Wellington's Victory
45. ↑  An die Ferne Geliebte
46. ↑  An die Hoffnung
47. ↑  Joseph Willibrord Mähler
48. ↑  Nanette Streicher
49. ↑  Landrecht (medieval)
50. ↑  August von Kloeber
51. ↑  Ferdinand Georg Waldmuller
52. ↑  Friedrich Rochlitz
53. ↑  Royal Philharmonic Society
54. ↑  Nikolas Golitsin
55. ↑  Theater am Kärntnertor
56. ↑  Anselm Hüttenbrenner
57. ↑  Dreifaltigkeitskirche Hüttenbrenner
58. ↑  Währing
59. ↑  Josef Eduard Teltscher
60. ↑  Franz Stöber
61. ↑  CURRENT BIOLOGY
62. ↑  The Consecration of the House
63. ↑  Johann Andreas Stein
64. ↑  Johann Andreas Streicher
65. ↑  Nannette
66. ↑  John Broadwood & Sons
67. ↑  Conrad Graf
68. ↑  Ferdinand Schimon
69. ↑  Julius Benedict
70. ↑  Julius Schmid
71. ↑  Charles Neate
72. ↑  Maynard Solomon
73. ↑  Eulogius Schneider
74. ↑  Friedberg
75. ↑  Bernadotte
76. ↑  Muller
77. ↑  Sinfonia Eroica … composta per festeggiare il sovvenire di un grande Uomo
78. ↑  Teréz Brunszvik
79. ↑  Count von Gallenberg
80. ↑  Antonie Brentano
81. ↑  Karl Jäger
82. ↑  Johann Nepomuk Hoechle
83. ↑  Alexander Wheelock Thayer
84. ↑  Theodore Albrecht
85. ↑  Beethovenhalle Wheelock Thayer
86. ↑  Ira F. Brilliant Center for Beethoven Studies
87. ↑  Ernst Julius Hähnel
88. ↑  Hugo Hagen
89. ↑  Karl Holz
90. ↑  Oberösterreichisches Landesmuseum
91. ↑  Hungarian National Museum

### یادکردها
1. ↑  رولان، زندگانی بتهوون، ۲۴.
2. 1 2 3  GroveOnline, section 1.
3. ↑  Cooper 2008, p. 407.
4. ↑  Swafford 2014, pp. 12–17.
5. ↑  Thayer 1967a, p. 50.
6. ↑  Thorne & Collocott 1986, pp. 114.
7. ↑  Thayer 1967a, p. 53.
8. 1 2  Stanley 2000, p. 7.
9. ↑  Kolata, Gina (۲۲ مارس ۲۰۲۳). "DNA From Beethoven's Hair Unlocks Medical and Family Secrets". The New York Times (به انگلیسی). Archived from the original on 27 March 2023. Retrieved 27 March 2023.
10. ↑  Tom Almeroth-Williams (2023-03-22). "Beethoven's genome sequenced from locks of his hair" (به انگلیسی). Retrieved 2023-03-22. بایگانی‌شده  در ۹ دسامبر ۲۰۲۳ توسط Wayback Machine
11. ↑  Tristan James Alexander Begg, Axel Schmidt, Arthur Kocher, Maarten H. D. Larmuseau, Göran Runfeldt, Paul Andrew Maier, John D. Wilson, Rodrigo Barquera, Carlo Maj, András Szolek, Michael Sager, Stephen Clayton, Alexander Peltzer, Ruoyun Hui, Julia Ronge, Ella Reiter, Cäcilia Freund, Marta Burri, Franziska Aron, Anthi Tiliakou, Joanna Osborn, Doron M. Behar, Malte Boecker, Guido Brandt, Isabelle Cleynen, Christian Strassburg, Kay Prüfer, Denise Kühnert, William Rhea Meredith, Markus M. Nöthen, Robert David Attenborough, Toomas Kivisild, Johannes Krause: Genomic analyses of hair from Ludwig van Beethoven. In: Current Biology. ISSN 0960-9822 (doi:10.1016/j.cub.2023.02.041) (https://www.cell.com/current-biology/abstract/S0960-9822(23)00181-1).
12. ↑  "Beethoven's genome offers clues to composer's health and family history" (به انگلیسی). Retrieved 2023-03-22. بایگانی‌شده  در ۲۰۲۳-۱۰-۰۵ توسط Wayback Machine
13. ↑  Guido Kleinhubbert: (S+) Genforschung: Wissenschaftler haben anhand von Haarsträhnen die DNA Ludwig van Beethovens analysiert. In: Der Spiegel. ISSN 2195-1349 (https://www.spiegel.de/wissenschaft/genforschung-wissenschaftler-haben-anhand-von-haarstraehnen-die-dna-ludwig-van-beethovens-analysiert-a-19aa32e9-7f32-4269-99ce-21428358216d).
14. ↑  Jan Brachmann, Pia Heinemann: War Ludwig van Beethoven gar kein Beethoven? Brisante Gen-Analyse. In: FAZ.NET. ISSN 0174-4909 (https://www.faz.net/aktuell/feuilleton/buehne-und-konzert/war-ludwig-van-beethoven-gar-kein-beethoven-brisante-gen-analyse-18765183.html).
15. ↑  "Beethovens Genom erstmals entschlüsselt" (به آلمانی). Retrieved 2023-03-22. بایگانی‌شده  در ۹ سپتامبر ۲۰۲۳ توسط Wayback Machine
16. ↑  "Ludwig van wer – Beethoven war vielleicht gar kein Beethoven!". MDR Wissen (به آلمانی). 2023-03-23. Retrieved 2024-02-15. بایگانی‌شده  در ۱۵ فوریه ۲۰۲۴ توسط Wayback Machine
17. ↑  Nadja Podbregar (2023-03-23). "Was Beethovens Erbgut verrät". ScineXX (به آلمانی). Retrieved 2024-02-15. بایگانی‌شده  در ۱۵ فوریه ۲۰۲۴ توسط Wayback Machine
18. ↑  ""FAZ: Beethoven war gar kein Beethoven"". Retrieved 2023-03-22. بایگانی‌شده  در ۲۲ مارس ۲۰۲۳ توسط Wayback Machine
19. ↑  Beethoven-Haus Bonn, Friedrich Wilhelm II , König von Preußen (1744–1797)- Fotografie eines Stiches von Johann Ernst Mansfeld. "Friedrich Wilhelm II., König von Preußen (1744–1797) - Fotografie eines Stiches von Johann Ernst Mansfeld" (به آلمانی). Retrieved 2023-03-22.{{cite web}}:  نگهداری یادکرد:نام‌های متعدد:فهرست نویسندگان (link) بایگانی‌شده  در ۲۲ مارس ۲۰۲۳ توسط Wayback Machine
20. ↑  Stiftung Preußische Schlösser und Gärten Berlin-Brandenburg (SPSG). "Marmorpalais / 1796" (به آلمانی). Retrieved 2023-03-22. بایگانی‌شده  در ۳۰ نوامبر ۲۰۲۳ توسط Wayback Machine
21. ↑  Thayer 1967a, pp. 57–8.
22. ↑  Thayer 1921, p. 67.
23. ↑  Thayer 1967a, pp. 65–70.
24. 1 2  Cooper 2008, p. 24.
25. ↑  Haberl 2006, p. 215–255.
26. ↑  Cooper 2008, p. 23.
27. ↑  Cooper 2008, p. 16.
28. 1 2  Thayer 1967a, p. 95.
29. ↑  Thayer 1967a, p. 96.
30. ↑  Cooper 2008, pp. 35–41.
31. ↑  Swafford 2014, pp. 107–111.
32. ↑  Cooper 2008, p. 35.
33. ↑  Cooper 2008, p. 41.
34. ↑  Thayer 1921, p. 124.
35. ↑  Thayer 1921, p. 148.
36. 1 2  Cooper 2008, p. 42.
37. ↑  Cooper 2008, p. 43.
38. ↑  GroveOnline, section 3.
39. ↑  Cooper 2008, pp. 47, 54.
40. ↑  Thayer 1921, p. 161.
41. ↑  Ronge 2013.
42. 1 2  Cooper 2008, p. 53.
43. ↑  Solomon 1998, p. 59.
44. ↑  Cooper 2008, p. 46.
45. 1 2  Cooper 2008, p. 59.
46. ↑  Lockwood 2005, p. 144.
47. ↑  Cooper 2008, p. 56.
48. ↑  Cooper 2008, p. 82.
49. 1 2  Cooper 2008, p. 58.
50. ↑  Cooper 2008, p. 90.
51. ↑  Cooper 2008, p. 66.
52. ↑  Cooper 2008, p. 97.
53. ↑  Steblin 2009.
54. ↑  Cooper 2008, pp. 98–103.
55. ↑  Cooper 2008, pp. 112–27.
56. ↑  Cooper 2008, pp. 112–15.
57. ↑  Cooper 2008, p. 108.
58. ↑  Cooper 2008, p. 120.
59. ↑  Solomon 1998, p. 351.
60. ↑  Cooper 2008, p. 131.
61. ↑  Cooper 2008, p. 148.
62. ↑  Cassedy 2010, pp. 1–6.
63. ↑  Cooper 2008, pp. 78–79.
64. ↑  Lockwood 2005, pp. 300–01.
65. ↑  Cooper 2008, p. 150.
66. ↑  Cooper 2008, p. 195.
67. ↑  Cooper 1996, p. 48.
68. ↑  Solomon 1998, p. 194.
69. ↑  Cooper 2008, p. 185.
70. ↑  Hoffmann 2003.
71. ↑  Kerman, Tyson & Burnham 2001, § 7.
72. ↑  Brandenburg 1996, p. 582.
73. ↑  Solomon 1998, pp. 223–231.
74. ↑  رولان، زندگانی بتهوون، ۶۲.
75. ↑  رولان، زندگانی بتهوون، ۶۶.
76. ↑  رولان، زندگانی بتهوون، ۶۳–۶۴.
77. ↑  Cooper 2008, p. 212.
78. 1 2 3  Lockwood 2005, p. 278.
79. ↑  Cooper 1996, pp. 24–25.
80. ↑  Solomon 1998, p. 296.
81. ↑  Cooper 2008, p. 254.
82. 1 2  Solomon 1998, pp. 301–302.
83. 1 2  Solomon 1998, p. 303.
84. ↑  رولان، زندگانی بتهوون، ۸۱–۸۲.
85. ↑  Cooper 2008, p. 260.
86. ↑  Thayer 1967b, pp. 659, 717.
87. ↑  Solomon 1998, p. 322.
88. ↑  Solomon 1998, p. 316–321.
89. ↑  Solomon 1998, pp. 364–365.
90. ↑  رولان، زندگانی بتهوون، ۸۲.
91. ↑  رولان، زندگانی بتهوون، ۸۴.
92. ↑  رولان، زندگانی بتهوون، ۸۳.
93. ↑  رولان، زندگانی بتهوون، ۸۴–۸۵.
94. ↑  Solomon 1998, p. 360.
95. ↑  Thayer 1967b, p. 801.
96. ↑  Cooper 2008, p. 317.
97. ↑  Cooper 2008, p. 318.
98. ↑  Instant Encore بایگانی‌شده  در ۳ نوامبر ۲۰۱۴ توسط Wayback Machine. Retrieved 4 August 2014
99. ↑  Tom Service. "Riccardo Chailly on Beethoven: 'It's a long way from the First to the Ninth'" بایگانی‌شده  در ۲۶ مارس ۲۰۲۰ توسط Wayback Machine, The Guardian, 26 October 2011. Retrieved 4 August 2014
100. ↑  Morris 2010, p. 213.
101. ↑  Winter 1994, p. 245.
102. ↑  Kerman, Tyson & Burnham 2001, § 9.
103. ↑  Kerman, Tyson & Burnham 2001, §10.
104. ↑  Kerman, Tyson & Burnham 2001, §11.
105. ↑  Thayer 1967b, pp. 1017–1024.
106. ↑  John Suchet. "Karl van Beethoven (1806–58) Beethoven's nephew". Classic FM (UK). Archived from the original on 21 April 2017. Retrieved 12 January 2016.
107. ↑  رولان، زندگانی بتهوون، ۱۴۸–۱۴۹.
108. ↑  رولان، زندگانی بتهوون، ۱۰۰–۱۰۱.
109. ↑  حسنی، تاریخ موسیقی، ۱۵۵.
110. ↑  رولان، زندگانی بتهوون، ۱۰۲.
111. ↑  رولان، زندگانی بتهوون، ۱۰۱–۱۰۲.
112. ↑  حسنی، تاریخ موسیقی، ۱۵۵.
113. ↑  حسنی، تاریخ موسیقی، ۱۵۵–۱۵۶.
114. ↑  Thayer 1967b, p. 1050–1051.
115. 1 2  Cooper 2008, pp. 318, 349.
116. ↑  SaccentiSmildeSaris 2011.
117. ↑  SaccentiSmildeSaris 2012.
118. ↑  Gibbs 2000, p. 139.
119. ↑  رولان، زندگانی بتهوون، ۱۰۳.
120. ↑  Mai 2006.
121. ↑  Meredith 2005, pp. 2–3.
122. ↑  Eisinger 2008.
123. ↑  Lorenz 2007.
124. ↑  Jovanovic, Dragana (3 July 2012). "Teeth Thief Hits Graves of Great Composers". ABC. Archived from the original on 2 February 2014. Retrieved 3 July 2012.
125. ↑  Mubashar, Laiba (۲۴ مارس ۲۰۲۳). "What killed Beethoven? Scientific researchers make surprising discovery" (به انگلیسی). Euronews. Archived from the original on 23 March 2023. Retrieved 27 March 2023.
126. ↑  رولان، زندگانی بتهوون، ۱۵۳–۱۵۴.
127. ↑  ل-وینک، چگونه خوب بشنویم، ۴۱۵.
128. ↑  ل-وینک، چگونه خوب بشنویم، ۴۲۱–۴۲۲.
129. ↑  حسنی، تاریخ موسیقی، ۱۵۸–۱۵۹.
130. ↑  GroveOnline, section 11.
131. ↑  حسنی، تاریخ موسیقی، ۱۵۶–۱۵۷.
132. ↑  GroveOnline, section 13.
133. ↑  ل-وینک، چگونه خوب بشنویم، ۴۱۷.
134. ↑  ل-وینک، چگونه خوب بشنویم، ۴۱۸.
135. ↑  حسنی، تفسیر موسیقی، ۱۵۷–۱۶۶.
136. ↑  Solomon 1990, p. 124.
137. ↑  Steinberg 2006, pp. 59–60.
138. ↑  Burnham & Steinberg 2000, pp. 39–40.
139. ↑  ل-وینک، چگونه خوب بشنویم، ۴۱۷–۴۱۸.
140. 1 2 3  GroveOnline.
141. ↑  ل-وینک، چگونه خوب بشنویم، ۴۲۱–۴۲۲.
142. 1 2  Newman 1970, p. 486.
143. ↑  Skowroneck 2002, p. 523.
144. 1 2  Skowroneck 2002, p. 530–531.
145. ↑  Newman 1970, p. 489–90.
146. ↑  Newman 1970, p. 491.
147. ↑  رولان، زندگانی بتهوون، ۶۷–۶۸.
148. ↑  Thayer 1967b, p. 742.
149. ↑  رولان، زندگانی بتهوون، ۲۱-۲۲-۲۳.
150. ↑  رولان، زندگانی بتهوون، ۲۵–۲۶.
151. ↑  رولان، زندگانی بتهوون، ۱۵۹.
152. ↑  لودویگ، از بتهوون، ۹۵.
153. ↑  رولان، زندگانی بتهوون، ۸۰.
154. ↑  رولان، زندگانی بتهوون، ۷۸–۷۹.
155. ↑  رولان، زندگانی بتهوون، ۶۸–۶۹.
156. ↑  رولان، زندگانی بتهوون، ۷۲–۷۳.
157. ↑  Solomon 1998, p. 54.
158. ↑  Cooper 1996, pp. 146–147.
159. ↑  Solomon 1998, p. 342.
160. ↑  رولان، زندگانی بتهوون، ۱۹.
161. ↑  رولان، زندگانی بتهوون، ۲۹–۳۰.
162. ↑  رولان، زندگانی بتهوون، ۳۰–۳۱.
163. ↑  رولان، زندگانی بتهوون، ۴۷–۴۸.
164. ↑  رولان، زندگانی بتهوون، ۵۲.
165. ↑  رولان، زندگانی بتهوون، ۶۳.
166. ↑  رولان، زندگانی بتهوون، ۹۸.
167. ↑  "Lobkowicz Family History". Lobkowicz Collections. Archived from the original on 22 March 2016. Retrieved 11 February 2014.
168. ↑  رولان، زندگانی بتهوون، ۹۸–۹۹.
169. ↑  رولان، زندگانی بتهوون، ۱۳۸.
170. ↑  رولان، زندگانی بتهوون، ۳۹–۴۰.
171. ↑  رولان، زندگانی بتهوون، ۵۳–۵۴.
172. ↑  رولان، زندگانی بتهوون، ۵۹–۶۰.
173. ↑  رولان، زندگانی بتهوون، ۴۱–۴۲.
174. ↑  لودویگ، از بتهوون، ۹۶.
175. ↑  رولان، زندگانی بتهوون، ۴۲.
176. ↑  Solomon 1998, pp. 196–197.
177. ↑  Solomon 1998, pp. 197–199.
178. ↑  La Mara 1909, pp. 105–107.
179. ↑  Cooper 1996, p. 20.
180. ↑  Thayer 1967a, p. 502.
181. ↑  Solomon 1998, pp. 231–239.
182. ↑  لودویگ، از بتهوون، ۴۷.
183. ↑  Solomon 1998, pp. 223-231.
184. ↑  Cooper 1996, p. 107.
185. ↑  Solomon 1998, pp. 284, 339–340.
186. ↑  Swafford, Jan (2014). Beethoven: Anguish and Triumph. Houghton Mifflin Harcourt. ISBN 978-0-544-24558-7.
187. ↑  لودویگ، از بتهوون، ۴۷.
188. ↑  رولان، زندگانی بتهوون، ۴۰–۴۱.
189. ↑  رولان، زندگانی بتهوون، ۳۴.
190. ↑  رولان، زندگانی بتهوون، ۳۵.
191. ↑  Loss of Hearing بایگانی‌شده  در ۱۲ اوت ۲۰۱۷ توسط Wayback Machine, Beethoven biography at beethoven.ws
192. ↑  Oiseth 2015, pp. 139–47.
193. ↑  رولان، زندگانی بتهوون، ۳۵–۳۶.
194. ↑  رولان، زندگانی بتهوون، ۳۷–۳۸.
195. ↑  Ealy 1994.
196. ↑  Solomon 1998, p. 162.
197. ↑  Clive 2001, p. 239.
198. ↑  لودویگ، از بتهوون، ۳۴–۳۵.
199. ↑  رولان، زندگانی بتهوون، ۷۶–۷۷.
200. ↑  رولان، زندگانی بتهوون، ۷۷–۷۸.
201. ↑  رولان، زندگانی بتهوون، ۳۵.
202. ↑  رولان، زندگانی بتهوون، ۱۰۳–۱۰۴.
203. ↑  Comini 2008, p. 316.
204. ↑  About the Beethoven Center بایگانی‌شده  در ۲۰۰۹-۱۱-۱۴ توسط Wayback Machine, The Ira F. Brilliant Center for Beethoven Studies
205. ↑  Spudis, P.D.; Prosser, J.G. (1984). "Geologic map of the Michelangelo quadrangle of Mercury". U.S. Geological Survey Miscellaneous Investigations Series. Map I-1659, scale 1:5,000,000. Archived from the original on 8 August 2020. Retrieved 15 April 2020.
206. ↑  "1815 Beethoven (1932 CE1)". Minor Planet Center. Archived from the original on 4 March 2016. Retrieved 15 April 2020.
207. ↑  «Memory of the World (2001) – Ludwig van Beethoven: Symphony No 9, D minor, Op. 125». بایگانی‌شده از اصلی در ۲ ژوئیه ۲۰۱۹. دریافت‌شده در ۲۹ مارس ۲۰۲۰.
208. ↑  "Golden Record Music List". NASA. Archived from the original on 27 July 2013. Retrieved 26 July 2012.
209. ↑  "German: Kuckuckskind – Does Not Translate" (به انگلیسی). Archived from the original on October 13, 2023. Retrieved 2023-10-13.
210. ↑  رولان، زندگانی بتهوون، ۳۰.
211. ↑  رولان، زندگانی بتهوون، ۲۶.
212. ↑  رولان، زندگانی بتهوون، ۱۵۶.
213. ↑  Cooper 1996, p. 310.
214. ↑  حسنی، تاریخ موسیقی، ۱۶۲.
215. ↑  رولان، زندگانی بتهوون، ۸۵.
216. ↑  رولان، زندگانی بتهوون، ۱۵۶.
217. ↑  رولان، زندگانی بتهوون، ۱۵۶.
218. ↑  Skowroneck 2002, p. 522.
219. ↑  Winston 1993.
220. ↑  "Beethoven's Last Grand Piano". Beethoven House, Bonn. Archived from the original on 13 March 2021. Retrieved 21 February 2021.
221. ↑  رولان، زندگانی بتهوون، ۵۵.
222. ↑  رولان، زندگانی بتهوون، ۲۳.
223. ↑  Cook 1993.
224. ↑  «دی‌ان‌ای بتهوون به دست آمده از موهای این آهنگساز از چه رازهایی پرده برداشت؟». یورونیوز فارسی. بایگانی‌شده از روی نسخه اصلی در ۲۳ مارس ۲۰۲۳. دریافت‌شده در ۲۳ مارس ۲۰۲۳.
225. ↑  رولان، زندگانی بتهوون، ۲۴.
226. ↑  Albrecht 2009, p. 181.
227. ↑  Cooper 1996, p. 52.
228. ↑  Nettl 1994, p. 103.
229. ↑  رولان، زندگانی بتهوون، ۷۵.
230. ↑  Holden 2011.
231. ↑  حسنی، تفسیر موسیقی، ۱۶۹.
232. ↑  رولان، زندگانی بتهوون، ۹۳.

#### فارسی
- حسنی، سعدی (۱۳۶۳). تاریخ موسیقی. ج. اول. تهران: صفی‌علیشاه.
- لودویگ، امیل (۱۳۶۵). از بتهوون. ترجمهٔ مهدی فروغ. تهران: انتشارات نیما.
- حسنی، سعدی (۱۳۶۳). تفسیر موسیقی. ج. ۱ و ۲. تهران: انتشارات صفی‌علیشاه.
- لودویگ، امیل (۱۳۶۸). از بتهوون. ترجمهٔ خسرو رضایی. تهران: انتشارات کسری.
- رولان، رومن (۱۳۵۸). زندگانی بتهوون. ترجمهٔ محمود تفضلی. انتشارات امیرکبیر.
- ل-وینک، ریچارد (۱۳۶۶). چگونه خوب بشنویم. ج. چاپ اول. ترجمهٔ پرویز منصوری. تهران: کتاب زمان.

#### انگلیسی
- Winston, David (1993). "The Restoration of Beethoven's 1817 Broadwood Grand Piano". The Galpin Society Journal. 46: 147–151. doi:10.2307/842353. ISSN 0072-0127. JSTOR 842353.
- Skowroneck, Tilman (2002). "Beethoven's Erard Piano: Its Influence on His Compositions and on Viennese Fortepiano Building". Early Music (journal). Oxford: Oxford University Press. 30 (4): 522–538. doi:10.1093/em/30.4.522. JSTOR 3519211.
- Newman, William S. (1970). "Beethoven's Pianos versus His Piano Ideals". Journal of the American Musicological Society. 23 (3): 484–504. doi:10.2307/830617. JSTOR 830617.
- Albrecht, Theodore (2009). "Anton Schindler as destroyer and forger of Beethoven's conversation books: A case for decriminalization" (PDF).  In Blažeković, Zdravko (ed.). Music's intellectual history. New York: RILM. pp. 169–181. ISBN 978-1-932765-05-2. Archived from the original (PDF) on 22 October 2020. Retrieved 11 September 2020.
- Brandenburg, Sieghard, ed. (1996). Ludwig van Beethoven: Briefwechsel. Gesamtausgabe. Munich: Henle.
- Clive, H.P. (2001). Beethoven and His World: A Biographical Dictionary. Oxford University Press. ISBN 978-0-19-816672-6.
- Cassedy, Steven (January 2010). "Beethoven the Romantic: How E. T. A. Hoffmann Got It Right". Journal of the History of Ideas. 71 (1): 1–34. doi:10.1353/jhi.0.0071. JSTOR 20621921. S2CID 170552244.
- Cooper, Barry, ed. (1996). The Beethoven Companion (revised ed.). Thames and Hudson. ISBN 978-0-500-27871-0.
- Comini, Allesandra (2008). The Changing Image of Beethoven: A Study in Mythmaking. Santa Fe: Sunstone Press. ISBN 978-0-86534-661-1.
- Cooper, Barry (2008). Beethoven. Oxford: Oxford University Press. ISBN 978-0-19-531331-4.
- Ealy, George Thomas (Spring 1994). "Of Ear Trumpets and a Resonance Plate: Early Hearing Aids and Beethoven's Hearing Perception". 19th-Century Music. 17 (3): 262–73. doi:10.1525/ncm.1994.17.3.02a00050. JSTOR 746569.
- Eisinger, Josef (2008). "The lead in Beethoven's hair". Toxicological & Environmental Chemistry. 90: 1–5. doi:10.1080/02772240701630588.
- Kerman, Joseph; Tyson, Alan; Burnham, Scott G.;  et al. (2001). "Ludwig van Beethoven". Oxford Music Online. Retrieved 25 March 2020.
- Haberl, Dieter (2006). "Beethovens erste Reise nach Wien – Die Datierung seiner Schulreise zu W.A. Mozart". Neues Musikwissenschaftliches Jahrbuch. 14: 215–255.
- Hoffmann, E. T. A. (2003). E. T. A. Hoffmann's musical writings: Kreisleriana, The poet and the composer, music criticism. ISBN 978-0-521-54339-2. OCLC 1050939426.
- Lockwood, Lewis (17 January 2005). Beethoven: The Music and the Life. W.W. Norton. ISBN 978-0-393-32638-3.
- Kerman, Joseph; Tyson, Alan; Burnham, Scott G. (2001). "Ludwig van Beethoven". Oxford Music Online. doi:10.1093/gmo/9781561592630.article.40026.
- Lorenz, Michael (Winter 2007). "Commentary on Wawruch's Report: Biographies of Andreas Wawruch and Johann Seibert, Schindler's Responses to Wawruch's Report, and Beethoven's Medical Condition and Alcohol Consumption". The Beethoven Journal. 22 (2): 92–100. Archived from the original on 16 February 2021. Retrieved 29 March 2020.
- Mai, FM (2006). "Beethoven's terminal illness and death". The Journal of the Royal College of Physicians of Edinburgh. 36 (3): 258–63. PMID 17214130.
- Meredith, William Rhea (2005). "The History of Beethoven's Skull Fragments". Beethoven Journal. 20 (1–2): 3–46. OCLC 64392567. Archived from the original on 16 February 2021. Retrieved 29 March 2020.
- Morris, Edmund (2010). Beethoven: The Universal Composer. HarperCollins. ISBN 978-0-06-075975-9.
- Oiseth, Stanley J (27 October 2015). "Beethoven's autopsy revisited: A pathologist sounds a final note". Journal of Medical Biography (به انگلیسی). 25 (3): 139–147. doi:10.1177/0967772015575883. PMID 26508624.{{cite journal}}:  نگهداری یادکرد:تاریخ و سال (link)
- Ronge, Julia (2013). "Beethoven's Studies with Joseph Haydn (With a Postscript on the Length of Beethoven's Bonn Employment". Beethoven Journal. 28 (1): 4–25.
- Saccenti, Edoardo; Smilde, Age K; Saris, Wim H M (2011). "Beethoven's deafness and his three styles". BMJ. 343: d7589. doi:10.1136/bmj.d7589. PMID 22187391.
- Nettl, Paul (1994). Beethoven Encyclopedia. Secaucus, NJ: Carel Publishing. ISBN 978-0-7351-0113-5.
- Stanley, Glenn, ed. (2000). The Cambridge Companion to Beethoven. Cambridge: Cambridge University Press. ISBN 978-0-521-58074-8.
- Saccenti, Edoardo; Smilde, Age K; Saris, Wim H M (2012). "Beethoven's deafness and his three styles". BMJ. 344: e512. doi:10.1136/bmj.e512.
- Solomon, Maynard (November 1998). Beethoven (2nd revised ed.). New York: Schirmer Trade Books. ISBN 978-0-8256-7268-2.
- Stanley, Glenn, ed. (2000). The Cambridge Companion to Beethoven. doi:10.1017/ccol9780521580748. ISBN 978-0-521-58074-8.
- Steblin, Rita (2009). "'A dear, enchanting girl who loves me and whom I love': New Facts about Beethoven's Beloved Piano Pupil Julie Guicciardi". Bonner Beethoven-Studien. 8: 89–152.
- Stevens, Michael;  et al. (November 2013). "Lead and the Deafness of Ludwig Van Beethoven". Laryngoscope (به انگلیسی). 123 (11): 2854–2858. doi:10.1002/lary.24120. PMID 23686526.{{cite journal}}:  نگهداری یادکرد:تاریخ و سال (link)
- Swafford, Jan (2014). Beethoven: Anguish and Triumph. London: Faber & Faber. ISBN 978-0-571-31255-9.
- Thayer, A. W. (1921).  Krehbiel, Henry Edward (ed.). The Life of Ludwig Van Beethoven, Vol 1. The Beethoven Association. OCLC 422583.
- Thayer, Alexander Wheelock (1967a).  Forbes, Elliot (ed.). Thayer's Life of Beethoven. Vol. 1. Princeton: Princeton University Press. ISBN 978-0-691-02717-3.
- Solomon, Maynard (1990). Beethoven Essays. Harvard University Press. p. 124. ISBN 978-0-674-06379-2. Retrieved 4 August 2011.
- Thayer, Alexander Wheelock (1967b).  Forbes, Elliot (ed.). Thayer's Life of Beethoven. Vol. 2. Princeton: Princeton University Press. ISBN 978-0-691-02718-0.
- Tyson, Alan (February 1969). "Beethoven's Heroic Phase". Musical Times (به انگلیسی). 110 (1512): 139–141. JSTOR 952790.{{cite journal}}:  نگهداری یادکرد:تاریخ و سال (link)
- Gibbs, Christopher (2000). The Life of Schubert. Cambridge University Press. ISBN 0-521-59426-X.
- Cook, Nicholas (1993). Beethoven: Symphony No. 9. Cambridge: Cambridge University Press. ISBN 0-521-39039-7.
- La Mara (1909). Beethovens Unsterbliche Geliebte. Das Geheimnis der Gräfin Brunsvik und ihre Memoiren. Breitkopf & Härtel.
- Holden (2011). The iconic symphony: performing Beethoven's Ninth Wagner's Way. The Musical Times.
- Thorne, J.O; Collocott, T.C (1986). Chambers Biographical Dictionary. Edinburgh: W & R Chambers Ltd. ISBN 978-0-550-18022-3.
- Winter, Robert (1994). The Beethoven quartet companion. University of California Press. ISBN 978-0-520-20420-1.
- Steinberg, Michael P (2006). Listening to reason: culture, subjectivity, and nineteenth-century music. University of California Press. ISBN 978-0-691-12616-6.
- Burnham, Scott G; Steinberg, Michael P (2000). Beethoven and his world. Princeton University Press. ISBN 978-0-691-07073-5.